# ブルターニュ
ブルターニュ（フランス語: Bretagne [bʁə.taɲ] ( 音声ファイル); 英語: Brittany, Little Britain; ブルトン語: Breizh [brɛjs] ブレイス; ガロ語: Bertaèyn [bəʁ.taɛɲ]）は、フランス北西部にある地域。英語ではブリタニー（Brittany）、リトルブリテン（Little Britain）とも言う。「リトルブリテン」という呼称は「グレートブリテン」との区別に基づく。ブルトン語を意識した際には、ブレーズ という名称も用いられる。
かつてはブルターニュ王国、そしてブルターニュ公国という独立国だったが、1532年にフランス王国に併合され州となった。ブルターニュは6つあるケルト諸語圏の1つとみなされている。時には、現在のブルターニュ地域圏と区別する目的で「歴史的なブルターニュ」（Bretagne historique、ブルターニュ・イストリック）と呼ばれることもある。
ブルターニュは、フランス北西部、ヨーロッパ大陸の北西に突き出た半島にある。北はイギリス海峡、西はケルト海と大西洋、南をビスケー湾と接している。面積は34,023 km² (13,136 sq mi)。ブルターニュとみなされる県が5つある。西のフィニステール県、北のコート＝ダルモール県、北東のイル＝エ＝ヴィレーヌ県、南東のロワール＝アトランティック県、ビスケー湾に面したモルビアン県である。
1956年、これらの県を集めフランスの地域圏がつくられた。ブルターニュ地域圏は、ブルターニュとみなされる5つの県のうち4つで構成される（歴史的なブルターニュの80％を占める）。一方でかつてのブルターニュの一部であるロワール＝アトランティック県はペイ・ド・ラ・ロワール地域圏に含まれることになった。この地域圏編成は定期的に論争の種となっている。ブルターニュ王国、ブルターニュ公国、かつてのブルターニュ州、そして現在のブルターニュ地域圏は、ローマ時代にアルモリカとして知られた地方の西部分にあたる。
2010年の調査で、歴史的なブルターニュ人口は概算で4,475,295人であった。これらのうち71％の人口がブルターニュ地域圏で暮らしている。残り29％はロワール＝アトランティック県に暮らす。2008年時点の都市圏はナント都市圏（854,807人）、レンヌ都市圏（654,478人）、ブレスト都市圏（311,735人）であった。

## 語源
ブルターニュ（Bretagne）という名称は、ブルトン語でのBreizh、ガロ語でのBertaèynと同様に、「ブリトン人の地」を意味するラテン語のブリッタニア（Brittania、時にはブリタンニアBritannia）からきている。この名称は1世紀以降ローマ人がグレートブリテン、より具体的にはローマ支配下のグレートブリテン島に対して使用した。ブリッタニアとは古代ギリシャ語のΠρεττανικη （プレッタニケ、Prettanike）またはΒρεττανίαι （ブレッタニアイ、Brettaniai）からきている。この名称は紀元前320年代にブリテン諸島を旅したマッサリア（現在のマルセイユ）出身の探検家ピュテアスが用いた。
ローマ人はブルターニュをアルモリカと呼んだ。アルモリカとは、おそらくガリア語で「海に面した」を意味するaremoricaから派生した名称である。他に、レタウニア（Letauia、英語ではLitavis）は12世紀まで使われていた。おそらく「広くて平坦」または「拡大する」を意味しており、ブルターニュのウェールズ語名Llydawの語源となった。
西ローマ帝国崩壊後、多くのブリトン人がアルモリカに移住し、アルモリカはブリッタニアと呼ばれ始めた。しかし、アルモリカの名は数世紀間残り、5世紀まで完全に消滅することはなかった。後世になって、ジェフリー・オブ・モンマスのような作家たちがブリテンとブルターニュを区別するため、ブルターニュを小ブリタンニア（Britannia minor）、ブリテンを大ブリタンニア（Britannia major）という名称で呼び始めた。

## 歴史

### 先史時代

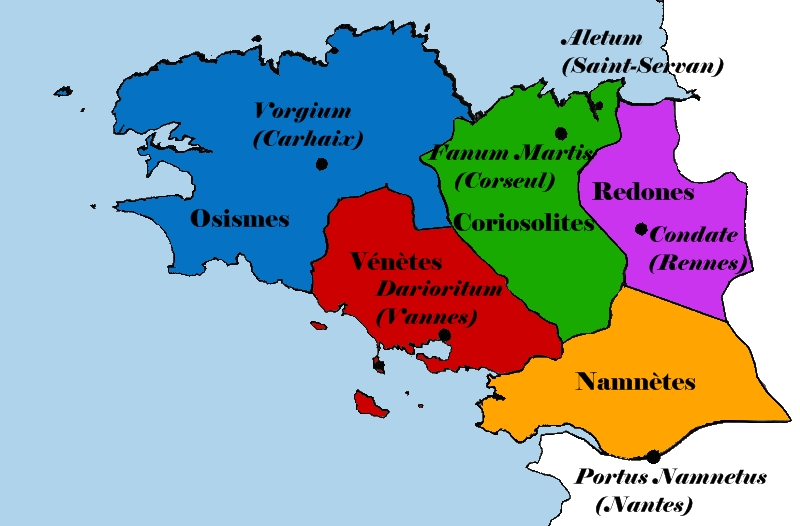
ブルターニュにいたガリア5部族

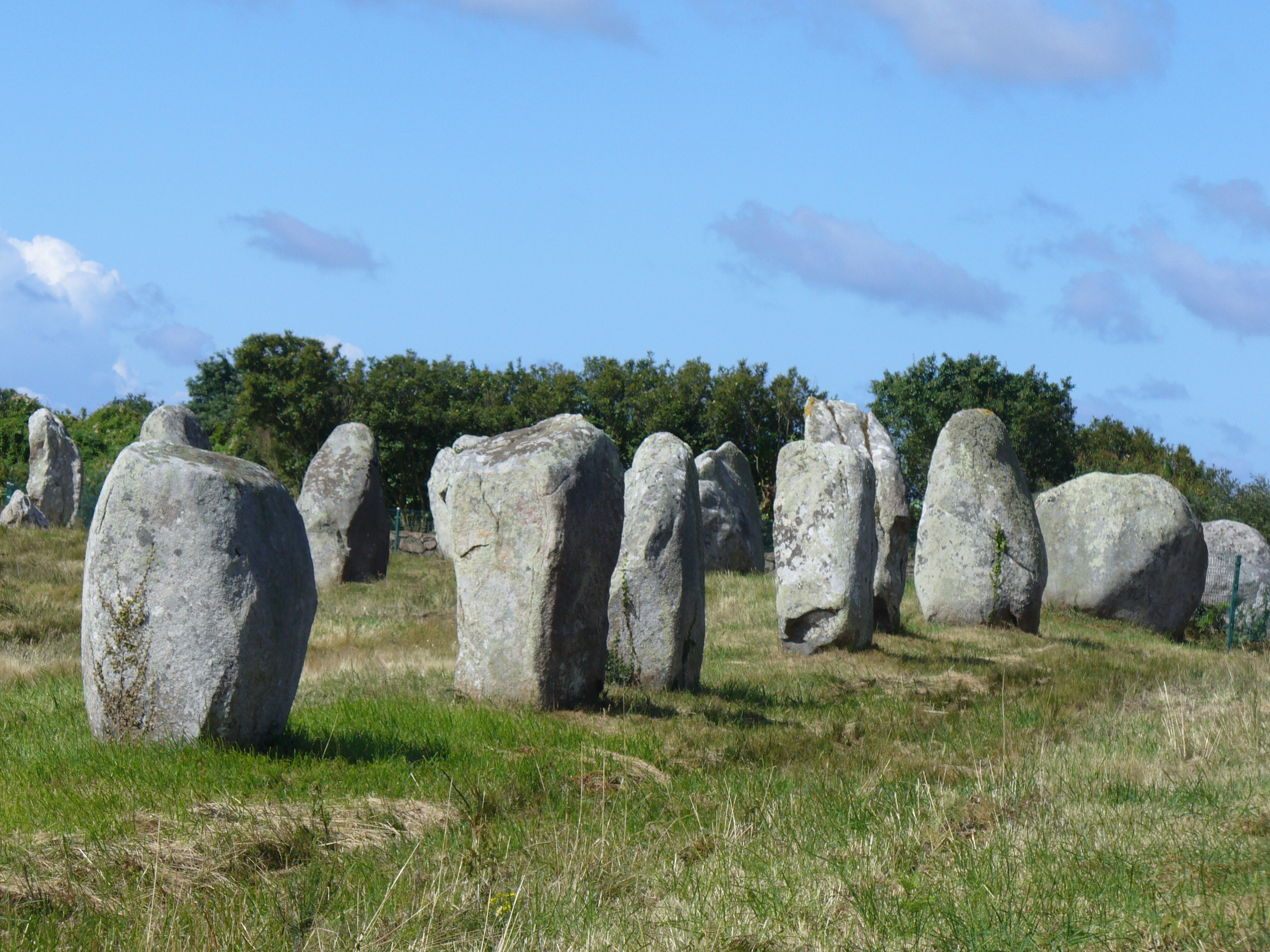
カルナック列石

ブルターニュに人が定住したのは旧石器時代後期以降である。最初の定住者はネアンデルタール人だった。この集団は非常に少なく、西ヨーロッパ全体で発見されている他のネアンデルタール人たちと酷似していた。彼らだけが持つ特徴は独特の文化で、コロンバニア文明と呼ばれた。世界で最も古いかまどがフィニステール県のプルイネックで見つかっている。それは45万年前のものである。
ホモ・サピエンスがブルターニュに定住したのは紀元前35000年代である。彼らはネアンデルタール人と交代したか吸収したかして、シャテルペロン文化またはマグダレニアン文化（en）と似た物づくり（en）を地元で生み出した。氷期後期が終わると、温暖になった気候により一帯に樹木が生い茂った。当時、ブルターニュには比較的大きな人口集団が暮らしており、彼らは狩猟採集の遊牧生活から、土地に定住した農民への生活様式に変わろうとしていた。紀元前5000年代、南や東からの移住者たちが農業を導入した。しかし、ブルターニュで新石器時代の革命は起きなかった。なぜなら人口の急激な変化はあったが移住は緩やかで、技術の交換がなされていたからである。
新石器時代のブルターニュは巨石建造物が特徴である。時には巨石文明の核となる地方ともみなされている。最古の記念物であるケアンは部族首長の墓であり、かつ列石である。半島南岸のモルビアン県にはこれら構造物が大きな割合を占めていて、カルナック列石や、新石器時代の人がたてたものとしては最大級の一枚岩がロクマリアケールのEr Grahのメンヒルである。
原史時代のブルターニュには5つのケルト部族がいた:
- クリオソリタエ族（en:Curiosolitae） - 現在のコルスール周辺に定住。彼らの領土はコート＝ダルモール県、イル＝エ＝ヴィレーヌ県、モルビアン県
- ナムネテス族（en:Namnetes） - ロワール川の北、現在のロワール＝アトランティック県に定住していた。彼らの名がナントの語源となっている。ロワール川の南岸は同盟部族のアムビラトレス族が占領していた[15]。アムビラトレス族の領土と存在は不明なままである[14]。
- オシスミイ族（en:Osismii） - ブルターニュ西部に定住。彼らの領土は現在のフィニステール県や、コート＝ダルモール県とモルビアン県の西端を含んでいた。
- レドネス族（en:Redones） - イル＝エ＝ヴィレーヌ県の東部に定住していた。レンヌの語源となっている。
- ウェネティ族（Veneti） - 現在のモルビアン県に定住。ヴァンヌの語源となっている。古典学者ストラボンが混同していたにもかかわらず、ウェネティ族はアドリア海沿岸にいたウェネティ族（en、現在のヴェネト州に居住していた印欧語族）とは関係がない。

これらのケルト部族は島嶼ケルト人たちとスズ貿易で強い経済関係で結ばれていた。いくつかの部族は、ガイウス・ユリウス・カエサルによれば、クリオソリタエ、レドネス、カレテス、オシスミイ、レモウィセス、ウネリそしてアムビバリイ部族を集めたアルモリカの連合に属していた。

### ローマ支配

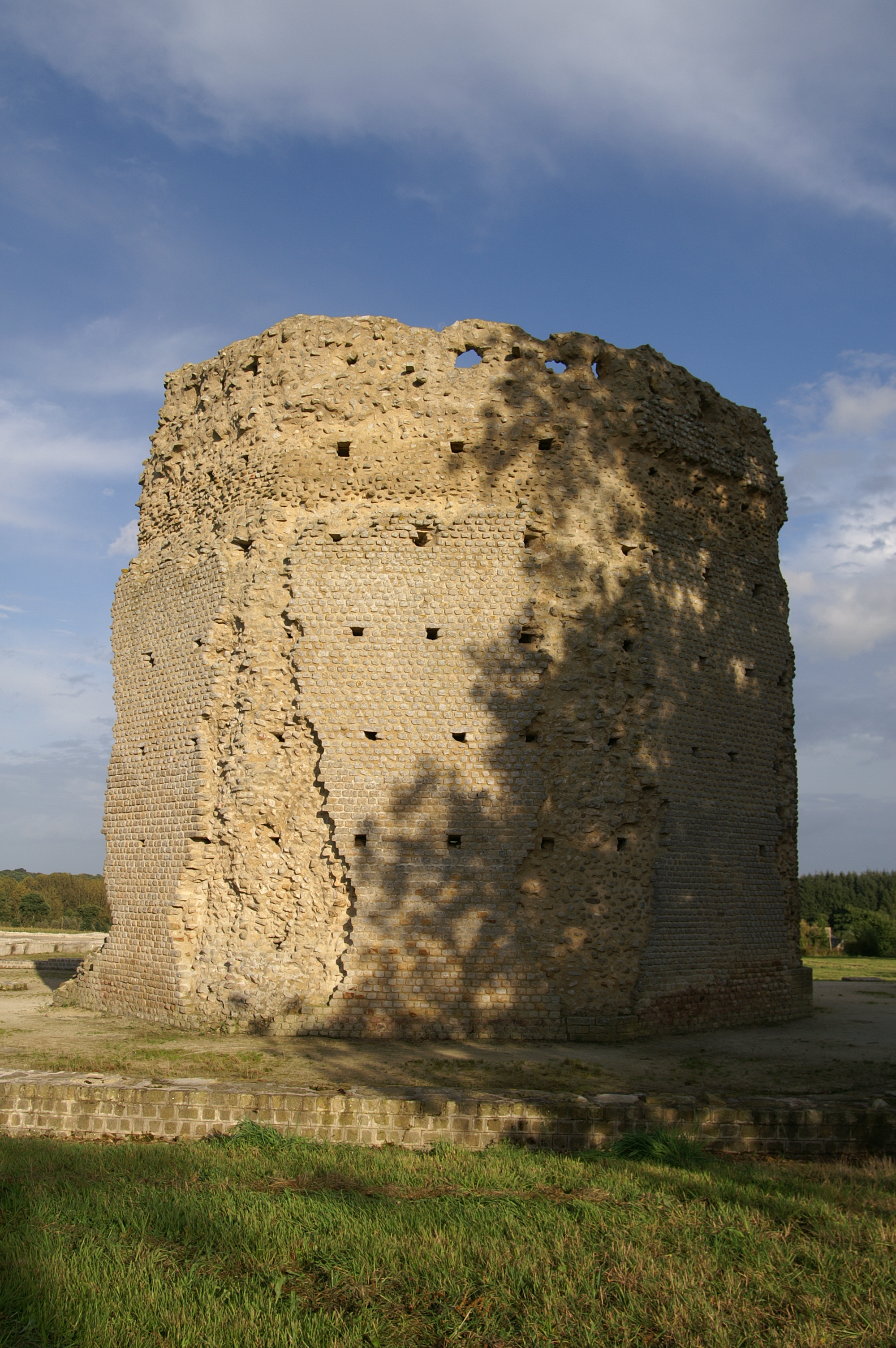
コルスールのマルス神殿

紀元前51年、ブルターニュは古代ローマの一部となった。紀元前13年にはローマ属州ガリア・ルグドゥネンシスに含まれた。ガリアの町や村はローマの基準に従い再度開発され、いくつかの都市がつくられた。これらの都市は、Condate（レンヌ）、Vorgium（カレ）、Dariotirum（ヴァンヌ）そしてCondevincum（ナント）である。Fanum Martis（コルスール）とともに、これら都市は地元キウィタスの主要都市であった。都市は格子状のグリッド・プラン（en）や、ローマのフォルム（en）をすべて備え、時には神殿やバジリカ、公衆浴場（テルマエ）、または水道橋を備えていた。ローマ人はこの地方へ通じる3本の主要道も建設した。しかし、ローマ支配下のブルターニュ人口の大半は農村にあった。自由農民は小さな小屋に暮らしていたのに対し、地主や雇い人たちはヴィッラ・ルスティカに住んでいた。ガリアの神々が信仰され続け、しばしばローマの神々と同化された。ローマの神々を表す像がブルターニュでわずかに見つかっており、ローマ支配下のガリアの部族たちはローマの信仰にケルトの要素を組み合わせていたことがわかる。
3世紀、一帯を数度にわたってフランク族、アラマンニ族そして海賊が襲撃した。同じ頃、地元経済が崩壊し、多くの農場が放棄された。侵略に直面して、多くの町や都市が、ナント、レンヌ、ヴァンヌのように要塞化された。

### ブリトン人移住
5世紀の終わり、ローマ化したブリトン人たちがアルモリカに移住を始めた。移住の背景についての歴史は不明であるが、中世のブルトン人とウェールズ人の源は、コナン・メリアドック（en、伝説的なブリトン人の首領。ブルターニュ建国者）として知られる人物像とつながる。ウェールズ語文学の情報源では、コナンがアルモリカにローマの略奪者マグヌス・マクシムス（Magnus Maximus）と一緒にやってきたと主張する。マグヌス・マクシムスは自らの主張に強制的に従わせるためガリアに配下のブリトン人軍を送り、軍をアルモリカに定住させたというのである。この物語の真実とは関係なく、ケルト系のブリトン人定住地はおそらく、5世紀にアングロ・サクソン人のブリテン侵攻が行われたことで増加したのだろう。レオン・フルーリオのような学者たちはブリテンからの移住は2つの波があったと推測している。独立したブルトン人の出現を見、アルモリカにブリソン語系ブルトン語の優位性を確立させたことである。時が経つにつれアルモリカではブリトン人植民地が拡大し、中小の王国群ができあがった。これらの王国群は840年代に、フランク族支配に抵抗したノミノエ（en）のもとで統一された。移住したブリトン人たちの間から、特に農村地域で異教崇拝が残るブルターニュで福音伝道を助ける、聖職者たちが現れた。

### 中世

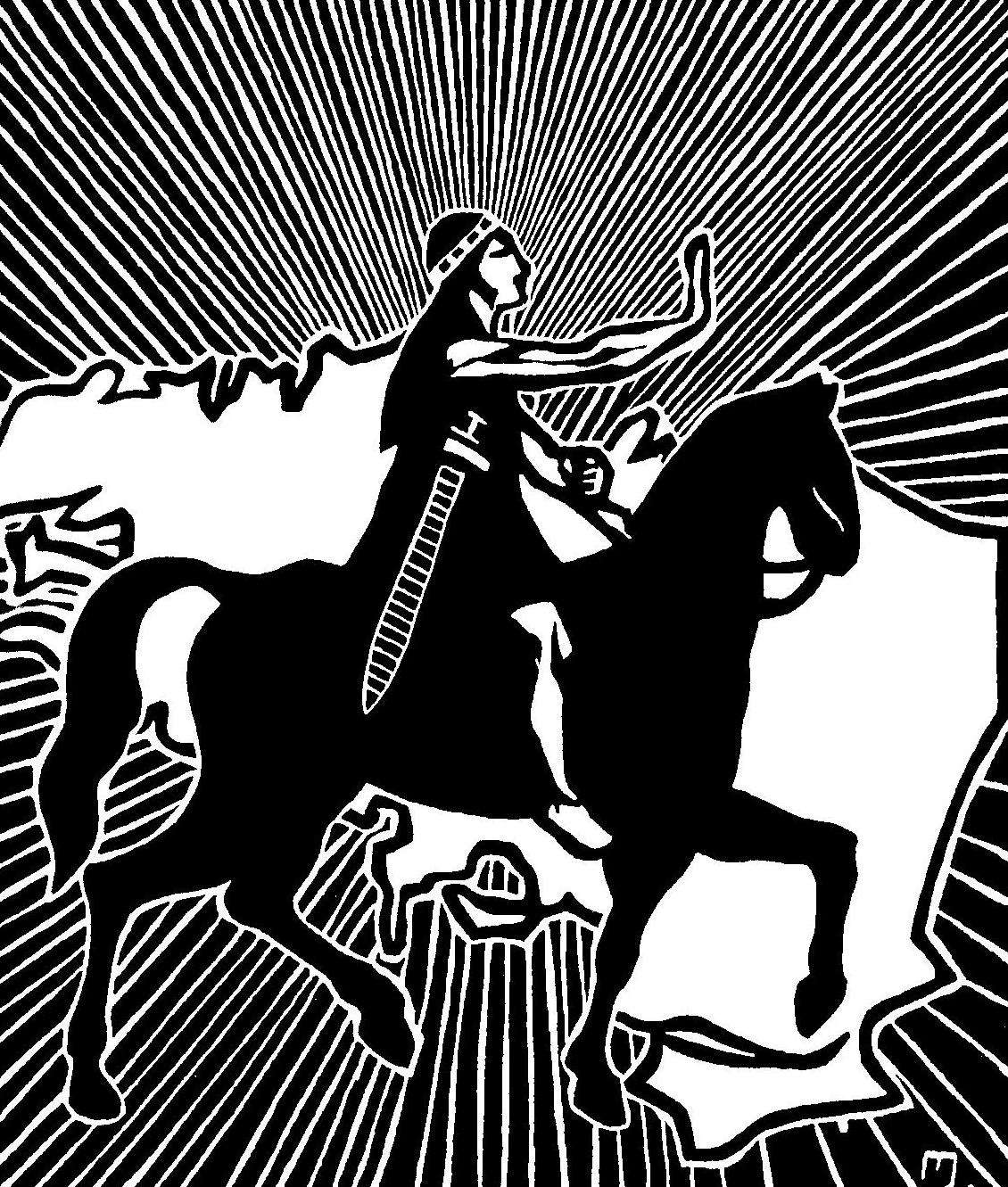
ブルターニュ初代王ノミノエ。1922年にブルターニュ愛国者が創作したエングレーヴィング

中世初頭、ブルターニュは3つの王国に分かれていた。ドムノネ王国、コルヌアイユ王国、そしてブロエレック王国である。これら王国は9世紀の間に統一国家となった。ブルターニュ統合を指揮したのは、845年から851年まで王であったノミノエで、ブルトン人よりPater Patriae（国父）とみなされている。彼の息子エリスポエは新たなブルターニュ王国の独立を確立し、ジュングランの戦いでシャルル大胆王を退けた。867年の別の戦いでもブルトン人が勝利し、王国は国土が最大に達した。王国はノルマンディーの一部、メーヌ、アンジューそしてチャンネル諸島を受け取っていた。
10世紀初頭、ブルターニュはヴァイキングの激しい攻撃を受けていた。王国は東側領土のノルマンディーやアンジューを失い、909年にはナント伯領がアンジュー伯フルク1世に与えられた。しかしナントは914年にヴァイキングが占領した。937年にアラン2世がナントを解放した。アラン2世は完全にヴァイキングをブルターニュから追い出し、強力なブルトン人国家を再建した。彼はフランス王ルイ4世に臣従の誓いを表し、こうしてブルターニュは王国ではなく公国となった。

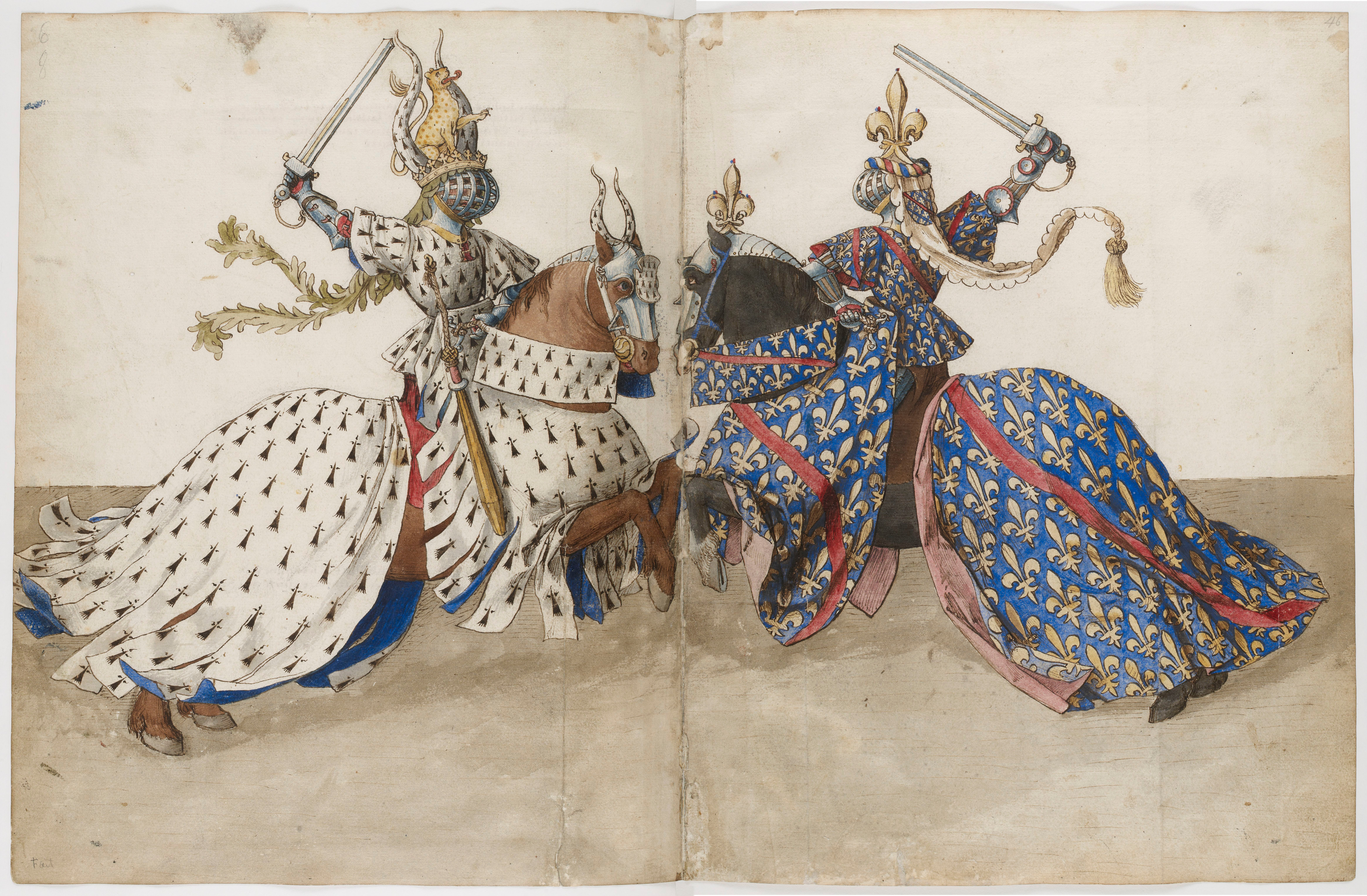
ブルトン人騎士とブルボン家騎士の馬上槍試合。バーテルミー・デックのミニアチュールより

幾人かのブルトン人領主が、ノルマンディー公ギヨーム（後のイングランド王ウィリアム1世）のイングランド侵攻を助け、軍功によってイングランドに広大な所領を授かった。こうした領主の一部が非常に力を持つようになり、中世のブルターニュは統一国家から程遠かった。フランス王はブルターニュ宮廷内に使節を維持し、ブルトン人領主としばしば重複して同盟を結んだ。ブルターニュは13世紀に公用語としてのフランス語をラテン語に置き換えた。フランス王国が公用語をラテン語と定める300年も前である。そしてブルトン語は国の公用語として正式な地位を持つことがなかった。公国の外交政策は何度も変更され、代々の公爵は平時には独立を保っているが、しばしばイングランドまたはフランスと同盟を結んだ。14世紀の間、各国へのブルターニュからの支援は非常に重要になっていった。なぜならば、その後イングランド王がカペー家の子孫としてフランス王位を請求するようになったからである。
ブルターニュ継承戦争は、百年戦争の代理戦争とみなされる、フランスの支援を受けるブロワ家（シャティヨン家）と、イングランドの支援を受けるモンフォール家（ドルー家）との争いだった。モンフォール家が1364年に勝利し同家出身のジャン4世がブルターニュ公と認められ、百年戦争の終わりまで公国は完全な独立の時代を送った。戦争の結果フランスが弱体化してブルターニュ宮廷に使節派遣しなくなったからである。
ブルターニュはジャン4世の長男ジャン5世、2人の息子フランソワ1世とピエール2世の治世ではフランスと協調しながら独立を保持、ジャン5世の弟アルテュール3世は公位を継ぐ前はフランス王国大元帥として活躍していたが、フランソワ1世・ピエール2世兄弟の従弟フランソワ2世の代でフランス王ルイ11世と衝突した。ルイ11世の息子シャルル8世とも対立し1488年の狂った戦争（または道化戦争）でブルターニュ軍はフランス軍に敗北したが、原因は内部分裂にあった。当時、一部のブルトン領主はフランス側について戦っていたのである。

### フランス併合・近代

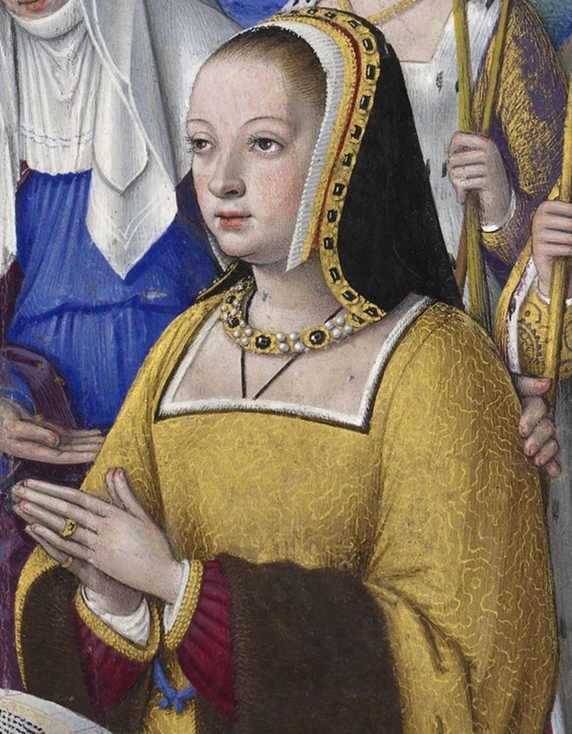
アンヌ・ド・ブルターニュ.

狂った戦争の後、フランソワ2世は娘のアンヌをフランス王の同意なしに結婚させることができなくなった。それにもかかわらず、女公となっていたアンヌは1490年にハプスブルク家のマクシミリアン公子と結婚した。しかしハプスブルク家との政略結婚がフランスとの深刻な対立を招き、シャルル8世はレンヌを包囲し結婚を取りやめさせた上、ただちにアンヌと結婚した。シャルル8世が急逝すると（アンヌとの間にできた子は全て夭折していた）、アンヌはシャルルの後継者でいとこであるルイ12世と結婚しなければならなかった。アンヌはブルトン人の独立を取り戻すことができないまま1514年に没し、2カ国間の統一が正式になされたのはフランソワ1世の時代、1532年であった。アンヌ女公の娘クロード王女を王妃とするフランソワ1世は、ブルターニュに、塩税の免除（フランス国内では塩税は不評だった）などいくつかの特権を授けた。
15世紀から18世紀にかけ、ブルターニュは経済的な黄金時代を迎えた。ブルターニュはスペイン、イングランド、オランダとの海路上に位置し、それがフランス植民地帝国の恩恵を大幅に受けることになった。ブレスト、サン＝ブリユーといった地元の海港は急速に拡大し、ロリアンの街が17世紀につくられた。サンマロは当時フランス海賊の地として知られ、ブレストはフランス海軍の主要基地であった。そしてナントは大西洋奴隷貿易で栄えていた。ブルターニュの内陸はヘンプのロープ、帆の素材であるキャンバス生地、リネンのシーツを提供していた。しかし、多くの工場の設置を奨励していたコルベール主義はブルターニュでの産業隆盛を好まなかった。王立工場の大半が他の州で開設されていたからである。さらに、仏英間の対立が取引を抑制させた。ブルターニュ経済は18世紀の間不景気に陥った。
重要な2度の反乱が17世紀と18世紀に起きた。1675年の印紙税一揆と、1719年のポンカレックの陰謀である。どちらも中央集権体制に抵抗しようとする試み、法律上ブルターニュは税を免除されているという主張から発生していた。

### フランス革命以後

1792年、カンペールの国民衛兵隊に逮捕されるフエナンの反乱者たち

ブルターニュ公国が法的に廃止されたのはフランス革命中の1789年だった。廃止後、ブルターニュは5つの県に分割された。ブルターニュはすべての特権も失った。3年後、シュアヌリー反乱（fr、フランス西部12県で発生した王党派と革命派による内戦）只中のブルターニュは、革命政府に対する王党派およびカトリックの抵抗運動の中心となった。19世紀、ブルターニュの経済は停滞したままであった。多くのブルトン人がフランス国内の他地方、特にパリへ移住していった。この傾向は20世紀初頭まで堅調であった。それにもかかわらず、ブルターニュの近代化も勧められ、新しい道路や鉄道が建設され、いくつかの場所が工業化された。ナントは造船業、食品加工業（製糖、輸入果物や野菜、魚介類など）が専門であった。フージェールはガラス製造と製靴業、シャトーブリアンとインザンザック＝ロクリストのような小都市では金属加工業が行われていた。
ブルターニュではカトリック信仰が根強く、フランス第2帝政時代に保守的な価値が強く主張された。1871年に共和政が復活すると、普仏戦争中に、ブルトン人は共和政への脅威であるとの恐れから、ブルトン人軍が信頼されず、コンリー駐屯地で不当に扱われたという噂が流れた.
。

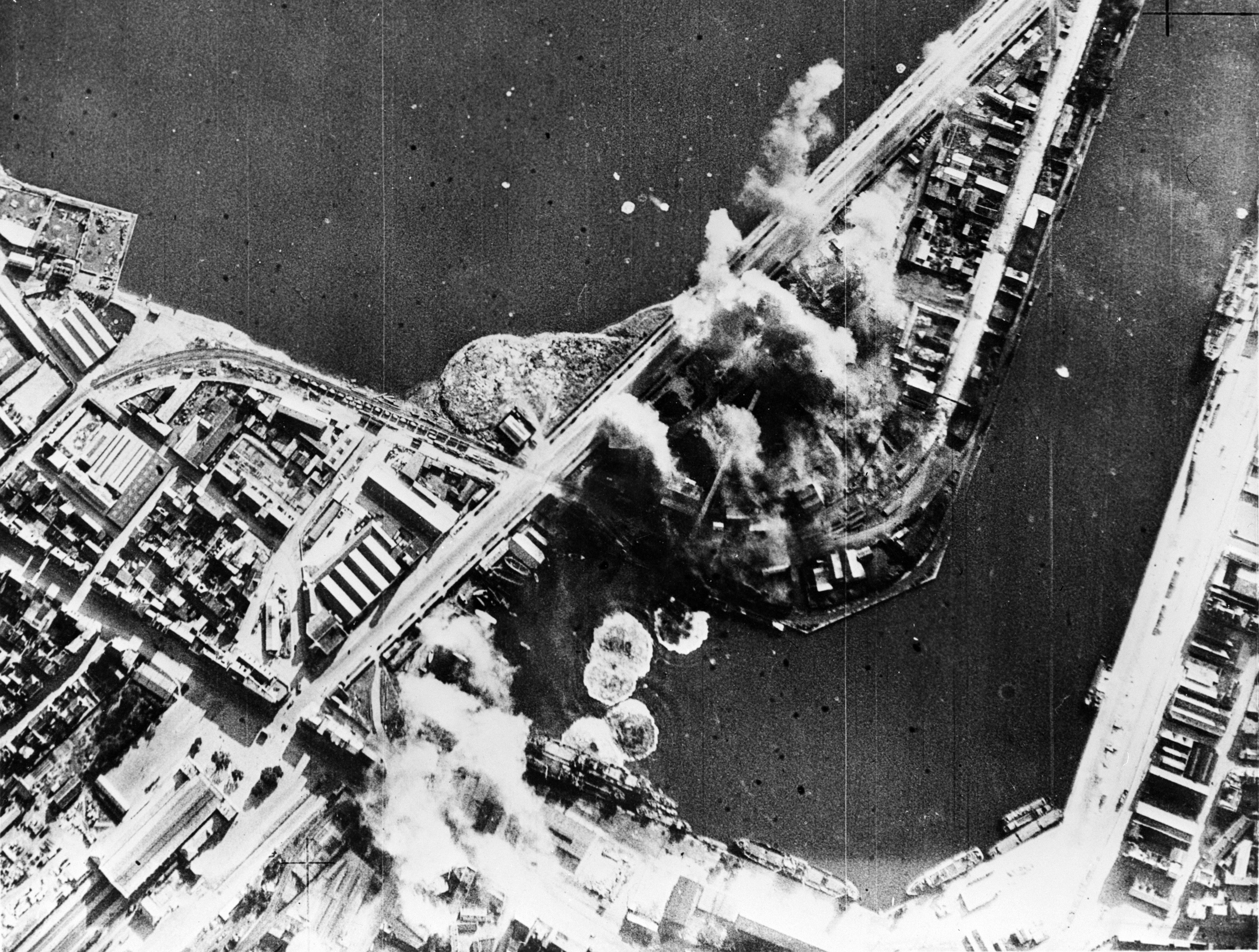
1942年、サンマロを空爆するイギリス空軍

19世紀、ブルトン語が急速に衰えていった。フランス第三共和政時代のフランス語化政策導入が要因であった。一方、ブルトン人の
子供たちは学校でブルトン語を話すことが禁じられ、もし話せば教師に罰を与えられた。有名なのは、『ブルトン語を話すことと床に唾をはくことを禁止する』（Il est interdit de parler breton et de cracher par terre）と学校で罰則が読み上げられていたことである。他方では、ラテン語のようにブルトン語は、カトリック教会の影響下におくための言語だとみなされていた。特に女性にとってフランス語を習得することは、教会の影響から自らを解放することと同じであった。その結果、ブルトン語を母語とする人々は自らの言語を恥じるようになり、ブルトン語を話すこと、子供たちに教えることを避けるようになった。こうした要因がブルトン語の衰退を招いた。

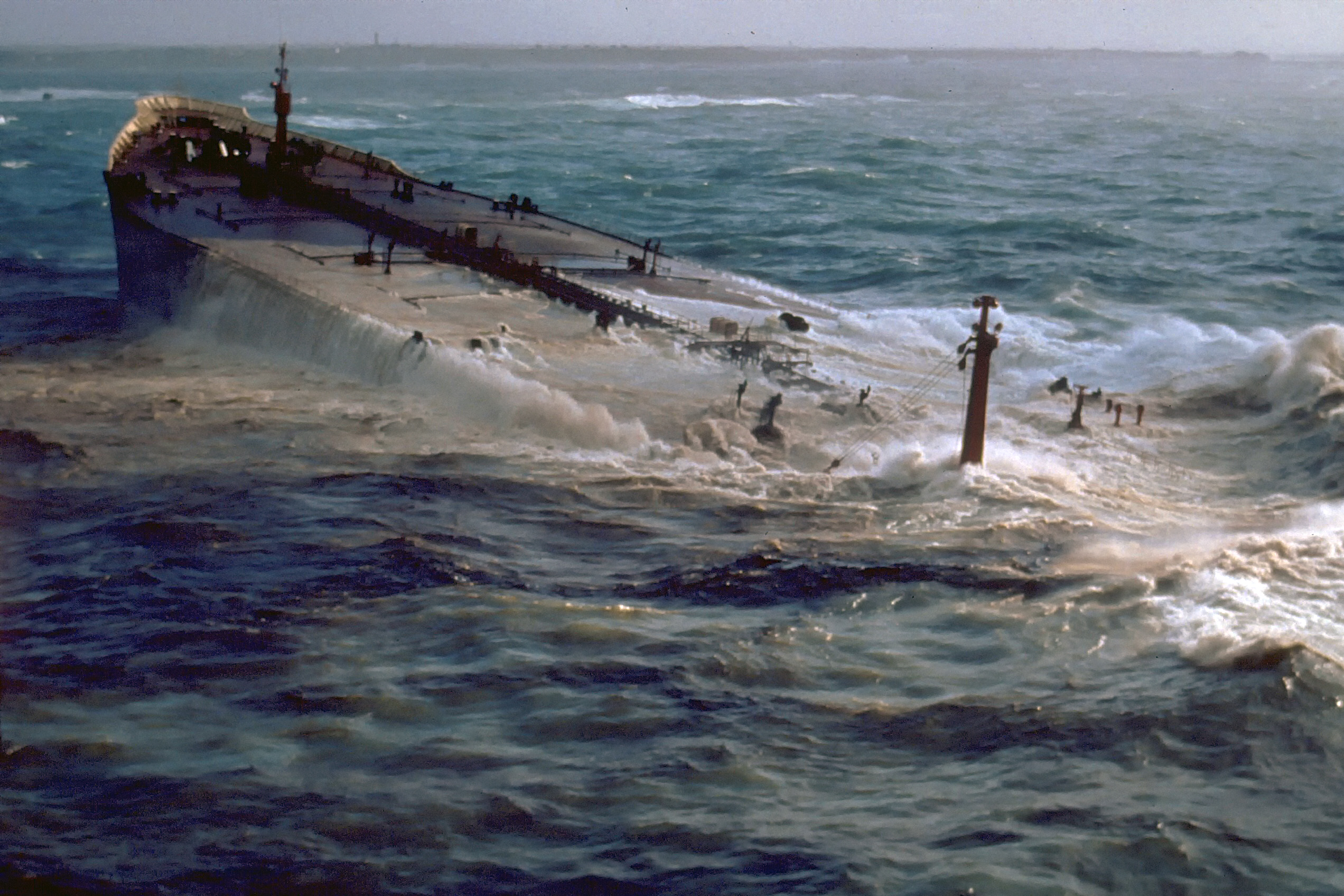
1978年のアモコ・カディス号原油流出事故はブルターニュの人々に深い傷を残した

同じ時期、ケルト復興運動（en）が地域政党であるブルトン地域主義連合（fr）の創設を促し、後にはアイルランドの独立運動や、連合王国内でのウェールズ、スコットランド自治政党、そして汎ケルト主義（en）と結びついた。しかしこうした運動に賛同する人々は非常に少なく、彼らの理想は20世紀まで大勢の賛同を得られなかった。1923年に生まれたセズ・ブルール運動（fr）は、ブルトン芸術復興を許した。しかしナチズムとの関係と、第二次世界大戦中のブルトン国家党の利敵協力で、戦後にブルトン・ナショナリズムは下火になった。
第一次世界大戦でブルターニュ出身の24万人の男性が死亡した。第二次世界大戦もブルターニュに壊滅的な被害を与えた。1940年にナチス・ドイツが占領し、1944年8月のコブラ作戦後に解放されたのである。しかし、サン＝ナゼールとロリアン周辺地域だけが抵抗し、ドイツ本国の降伏から数日後の1945年5月10日と11日に降伏した。2つの都市ブレストとサンマロは、空襲で完全に破壊されていた。そしてナントやレンヌのような他の都市も被害を受けていた。
1956年、かつての公国の首都であったナントとその周辺地域を除いて、ブルターニュはブルターニュ地域圏として再編された。だがブルターニュはその文化的特性を維持しており、1960年代と1970年代には新たな文化復興運動が出現した。ブルトン語とフランス語で授業を行う二言語学校が開校し、歌手たちがブルトン語で書いた歌を歌い始めた。アモコ・カディス号原油流出事故のような環境災害、そしてウシの飼育の集中による水質汚染といった事件が、自然遺産を保護する新たな運動を促した。

## 行政と政治

### 歴史的な行政区画

政治的に独立した実体としてのブルターニュは1790年に消滅し、5つの県に分けられた。ブルターニュの県は多かれ少なかれ、中世に誕生した9つのカトリック司教区に対応したものだった。これらはしばしば、国や地方を意味するpays（ブルトン語でbro）と呼ばれ、財政と軍事の管区でもあった。ブルターニュは、ブルトン語が話される西半分をバス＝ブルターニュ（低ブルターニュ）、伝統的にガロ語が話される東半分をオート＝ブルターニュ（高ブルターニュ）とに分けてきた。（なお、この高低は上総、下総のようなもの）
歴史的なブルターニュの司教区は以下のものである。
- オート＝ブルターニュ:
  - ペイ・ナンテ - ナント周辺。ロワール＝アトランティック県に対応
  - ペイ・レンネ - レンヌ周辺。イル＝エ＝ヴィレーヌ県の一部。
  - ペイ・ド・ドル - ドル＝ド＝ブルターニュ周辺。
  - ペイ・ド・サン＝ブリユー - サン＝ブリユー周辺。
  - ペイ・ド・サン＝マロ - サンマロ周辺。イル＝エ＝ヴィレーヌ県、コート＝ダルモール県、モルビアン県にまたがる
- バス＝ブルターニュ:
  - ペイ・ヴァンヌテ - ヴァンヌ周辺
  - コルヌアイユ - カンペール周辺。フィニステール県とモルビアン県にまたがる
  - レオン - サン＝ポル＝ド＝レオン周辺。
  - トレゴール - トレギエ周辺。

フランス革命中、4つの司教座が抑圧され、残った5つの司教座が県と同じ行政上の境を持つよう修正された。

### 首都となった都市

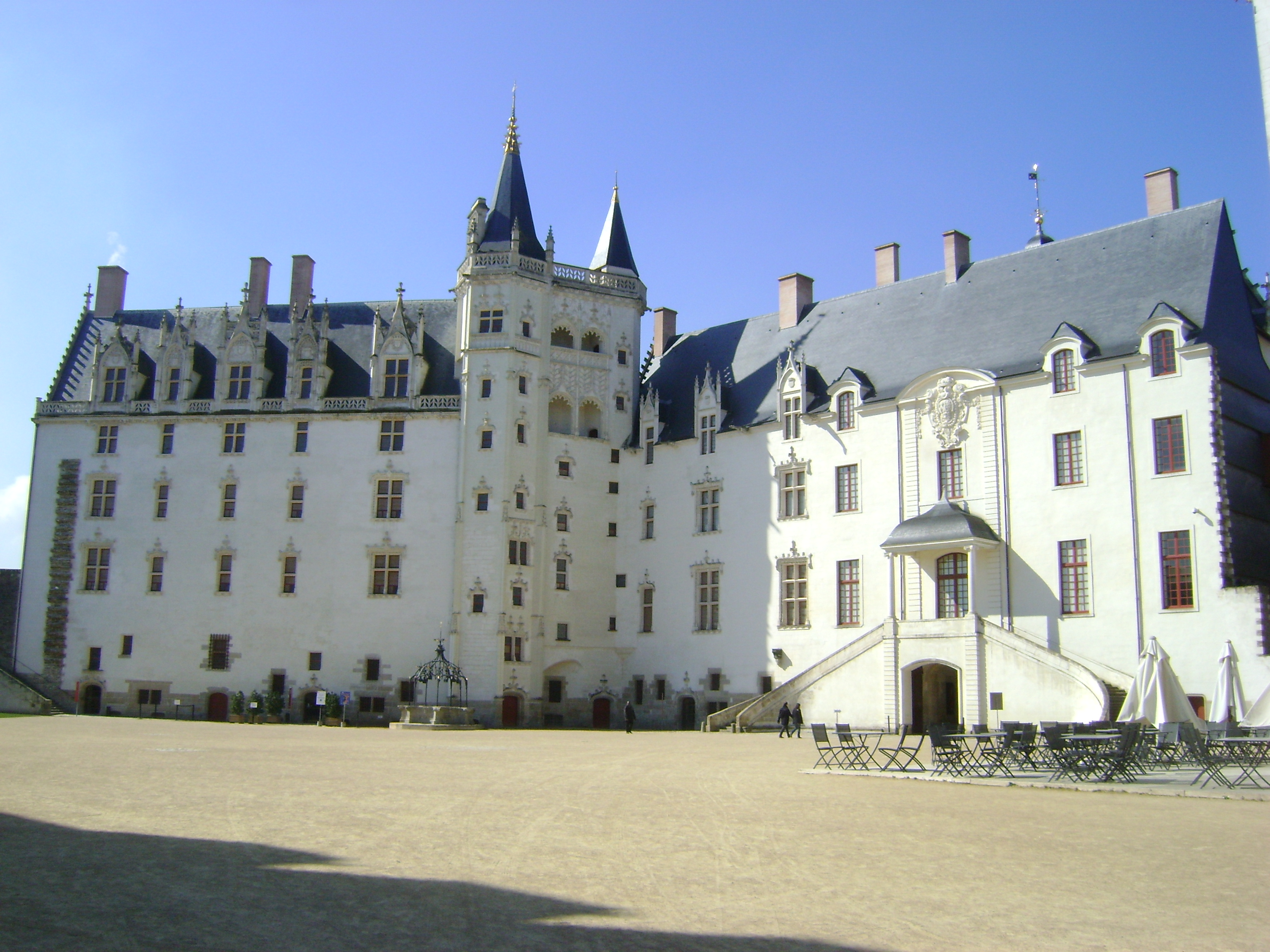
公国末期の代々のブルターニュ公が住まいとしていたブルターニュ公爵城

ブルターニュにはいくつかの歴史的な首都がある。独立した公国であった時、議会と比較されるエタ・ド・ブルターニュ（fr）は様々なまちで開催された。ディナン、プロエルメル、ルドン、レンヌ、ヴィトレ、ゲランド、ほとんど全て開催されたナント、そしてヴァンヌである。裁判所と政府も非常に機動力があり、公位についたどの家系も自らの城と荘園を好んだ。ブルターニュ公はほとんどをナント、ヴァンヌ、ルドン、レンヌ、フージェール、ドル＝ド＝ブルターニュ、ディナン、そしてゲランドで暮らした。興味深いことに、ヴァンヌを除く残りの町全てが、ブルトン語地域でないオート＝ブルターニュに属する。
すべてのこれらの町の中で、ナントとレンヌ、ヴァンヌだけが規模が大きく、実際に首都として好ましかった。ブルターニュ公はレンヌで即位し、レンヌに大きな城を持っていた。しかしレンヌの城は15世紀に破壊されてしまっている。一方でヴァンヌには、フランス併合まで会計局と三部会が置かれていた。三部会はその後レンヌに、会計局はナントに移された。ナントは『ブルターニュ公の都市』の別称を持ち、最後のブルターニュ公たちが恒久的な住まいとしていた。中心部には今もブルターニュ公爵城が残る。現在、レンヌは地域圏ただ一つの首府である。また、ブルターニュとペイ・ド・ラ・ロワール地域圏を総括する教会管区もレンヌに置かれている。

### 現在の行政区画

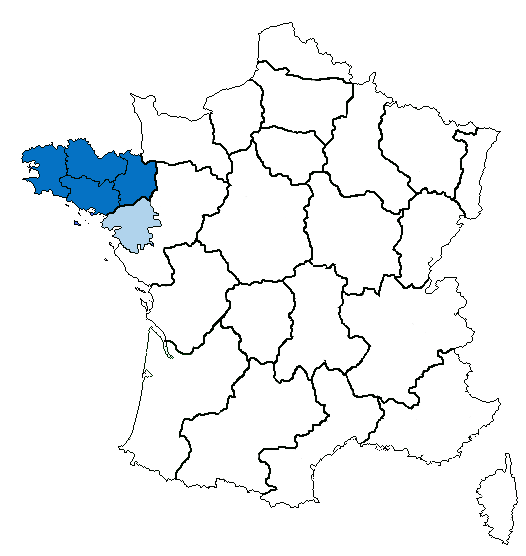
ブルターニュ地域圏は歴史的なブルターニュの4県で構成される。ライト・ブルーで色分けされたロワール＝アトランティック県はペイ・ド・ラ・ロワール地域圏の一部である

フランス革命の間、ブルターニュは5つの県、コート＝デュ＝ノール県（1990年にコート＝ダルモール県と改名）、フィニステール県、イル＝エ＝ヴィレーヌ県、ロワール＝アンフェリウール県（1957年にロワール＝アトランティック県と改名）、モルビアン県に分割された。それぞれが3つから4つの郡が設置された。郡はさらに小郡に分けられ、小郡は1つまたは複数のコミューンで構成されている。コミューンと県は住民によって選出される地方議会を持っている。しかし郡と小郡は選出された議員によって運営はされない。小郡は県議会選挙の選挙区としての役割を果たしており、郡はフランス大統領によって任命された副知事によって運営される。フランス大統領はまた、各県の知事も任命する。
小さな県が数多くあるのは、フランス政府が20世紀の間に地域圏を広く設定しようとしたからである。ブルターニュ愛国者たちにとって、政治的、行政的な実体としてのブルターニュを再現する機会であった。しかし新しい地域圏は経済的に効率化されなければならなかった。ナントとロワール＝アトランティック県はブルターニュの中心から離れており、ブルターニュ半島よりもロワール川渓谷との統合が考えられた。フランス政府と地元政治家たちも、ナントがその多くの人口とかつてのブルターニュの首都としての地位から、地域圏の機関と投資を得ようとレンヌと有害な競争をし続けるだろうと恐れている。
フランスの地域圏構想はいくつか1920年代から提唱されていた。地域圏は1956年に現実のものとなった。新たなブルターニュ地域圏には4つの県が入り、ロワール＝アトランティック県はアンジューの一部、メーヌやポワトゥーとともにペイ・ド・ラ・ロワール地域圏として編成された。1972年、選出された地方議会とともに地域圏は現在の自らの能力を受け入れた。これ以後、ブルターニュ地域圏は地域圏議会を持って、行政機関となっている。

### 再統一の疑問

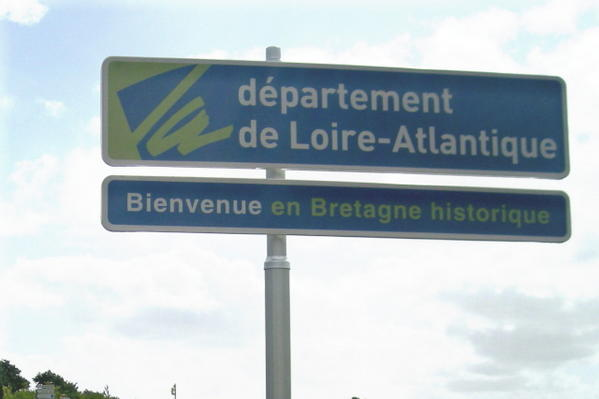
ようこそ、歴史的なブルターニュへと示されたロワール＝アトランティック県の道路標識

ブルターニュ地域圏が設置されたとき、幾人かの地元政治家たちがロワール＝アトランティック県の除外に反対し、疑問が残っている。
統一への障害は1956年の時と同じである。ブルターニュの中にナントを抱えることは、レンヌに悪影響を及ぼす可能性があり、バス＝ブルターニュとオート＝ブルターニュ間の経済不均衡を生み出すことになる。さらに、ペイ・ド・ラ・ロワール地域圏はロワール＝アトランティック県なしには存在し得なかった。なぜなら、政治的・経済的中心地を失ってしまうからである。ロワール＝アトランティックなしで、他の県だけでは効率的な地域圏を形成することはないであろうし、サントル＝ヴァル・ド・ロワール地域圏やポワトゥー＝シャラント地域圏のような近接の地域圏と統合しなければならなくなるだろう。
しかし、2008年以降のブルターニュ地域圏議会や、2001年以降のロワール＝アトランティック県議会は統一を支持している。元ナント市長でフランス元首相であるジャン＝マルク・エローのような一部の政治家たちは、ブルターニュ地域圏とペイ・ド・ラ・ロワール地域圏を包括するグラン・ウエスト地域圏を代わりに創設することを望む。世論調査では、ブルターニュ住民の58％、ロワール＝アトランティック県民の62％が再統一を望んでいる。

### 政治的傾向
20世紀後半まで、ブルターニュはカトリック信仰が根強く、保守的な風潮が特徴だった。しかし、サン＝ナゼールやロリアン、トレギエ周辺の工業地帯は伝統的な社会主義者や共産主義者の牙城である。主にフランス社会党と緑の党といった左翼政党が、1970年代以降ますます強力になっており、彼らは2004年以降のブルターニュ地域圏議会で多数派となっている。ロワール＝アトランティックとイル＝エ＝ヴィレーヌの県議会も2004年以降左翼が与党である。フランス社会党は1976年以降コート＝ダルモール県議会の与党で、1998年以降のフィニステール県議会でも同様である。一方、モルビアン県は今も右翼の牙城である。地域政党は、地域圏議会や他の地元議会に議席を持つブルトン民主同盟（en）を除けば、非常にわずかな支持者しか持たない。地域へのより大きな自治の提唱は、フランス社会党の主張と非常に近い。また強力なエコロジー志向も持つ。ブルターニュの極右政党支持者は、フランスの他地域と比べれば低い。

## 地理

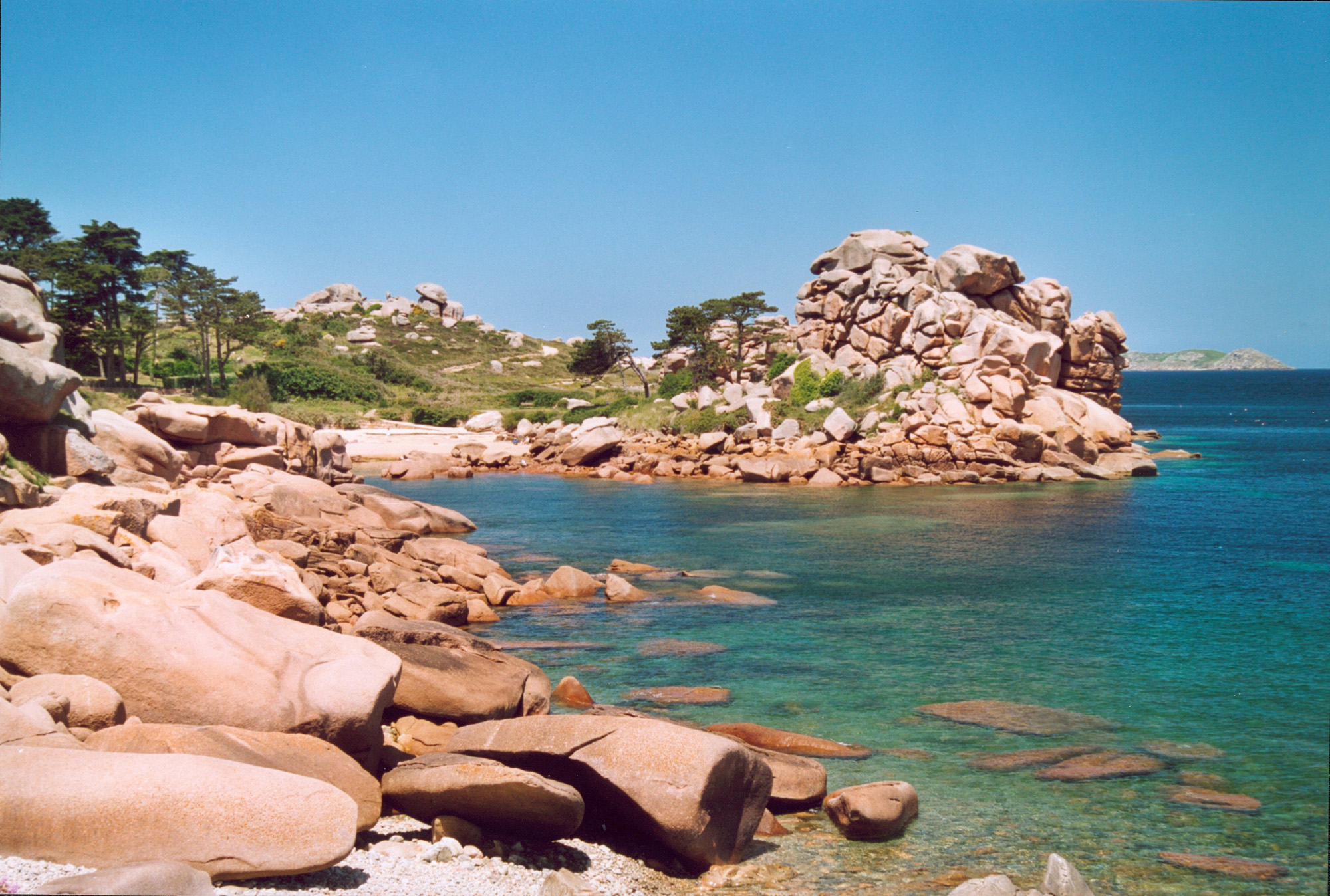
トレガステル近郊のコート・ド・グラニ・ローズ

ブルターニュはフランス最大の半島である。およそ34,030 km2 (13,140 sq mi)であり、北西および大西洋に向かって突き出している。 北はイギリス海峡、南はビスケー湾、西海岸とウェサン島との間にはイロワーズ海がある。
ブルターニュの海岸は、多くの崖やリアス式海岸、岬のある非常に入り組んだ形状である。モルビアン湾は40もの島々を持つ広大な天然港で、ほぼ、外海と隔てられた内海といっていい。合計で、800前後の島々が本土の沖合にある。最大の島は南部沖合のベル＝イル＝アン＝メールである。ブルターニュは2,860 km (1,780 mi)以上の海岸線を持つ。これはフランス全土の海岸線の1/3を占めている。
ブルターニュは総じて丘がちである。なぜならば、ノルマンディーやペイ・ド・ラ・ロワールにまで伸びる、古いアルモリカ山塊の西端にあたるためである。この継続性のため、ブルターニュとフランスとの境界線には、ブルターニュとノルマンディーの境となるクエノン川から遠くなれば、なんのはっきりとした目印もない。

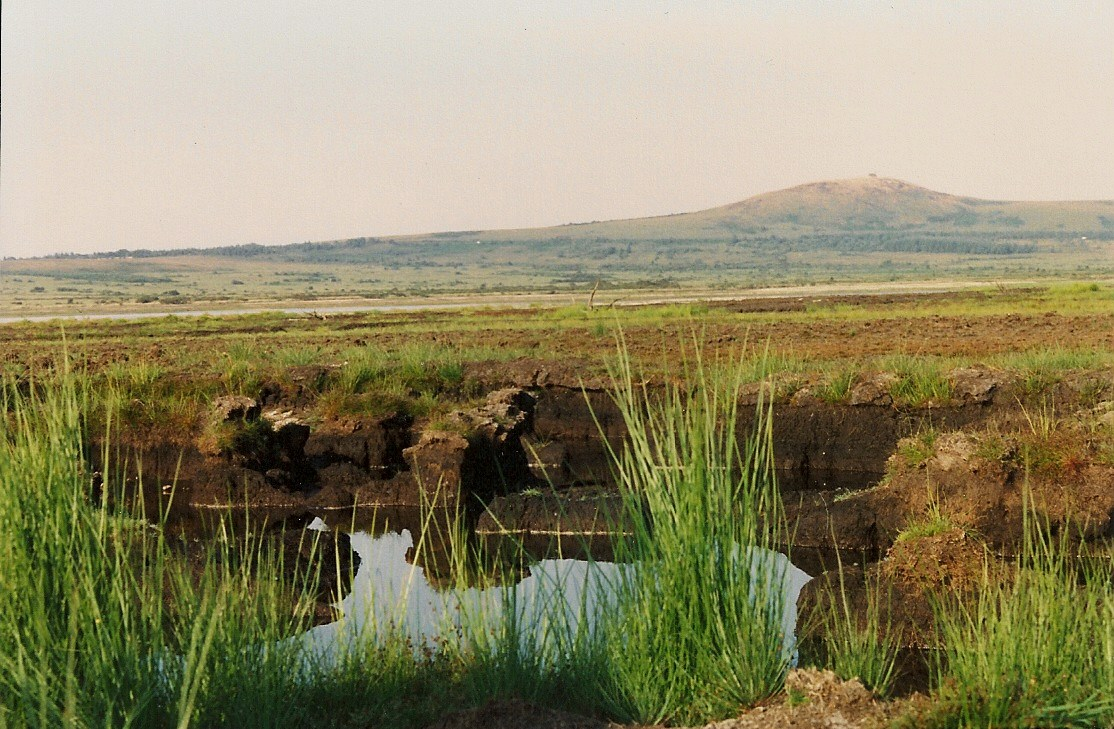
モン・ダレ周辺、ユン・エレのボグ

アルモリカ山塊はブルターニュの外側、マイエンヌ県で最高標高の417mに達し、西側でノワール山地とモン・ダレとに分かれるまでは真っ直ぐに西へ向かって斜面が続く。ブルターニュで最も標高の高い丘はモン・ダレにあるRoc'h Ruzで、385 m (1,263 ft)である。海抜約384m地点で最高点に達するいくつかの近隣の丘によって、密接に続いている。
沿岸地域は通常「アルモル」（Armot）または「アルヴォル」（Arvor、どちらもブルトン語で海で、を意味する）と呼ばれ、内陸部は「アルゴート」（Argoat、森で）と呼ばれている。最高の土壌は、かつて原始の大森林に覆われていた。この大森林は中世の間、徐々にボカージュ（混合農林と牧草地、農地が規則的に続く）に置き換えられていた。ブルターニュのボカージュは、厚い生垣で囲まれた小さな農地で、1060年代までにほとんどが消滅してしまった。特に機械化に合わせ、現代的な農業のニーズや手法に合わせるためであった。
パンポンの森のような、いくつかの森がまだ残っている。パンポンの森は、アーサー王伝説に登場するブロセリアンドの森であると時に言われている。不毛で岩だらけな地域は広大なヒースやムーアで覆われている。ブルターニュにはブリエールのようないくつかの湿地があり、地域圏自然公園となっている。他の地域圏自然公園はモン・ダレやイロワーズ海の海岸地帯を含む。イロワーズ海はユネスコ生物圏保護区でもある。

### 地形

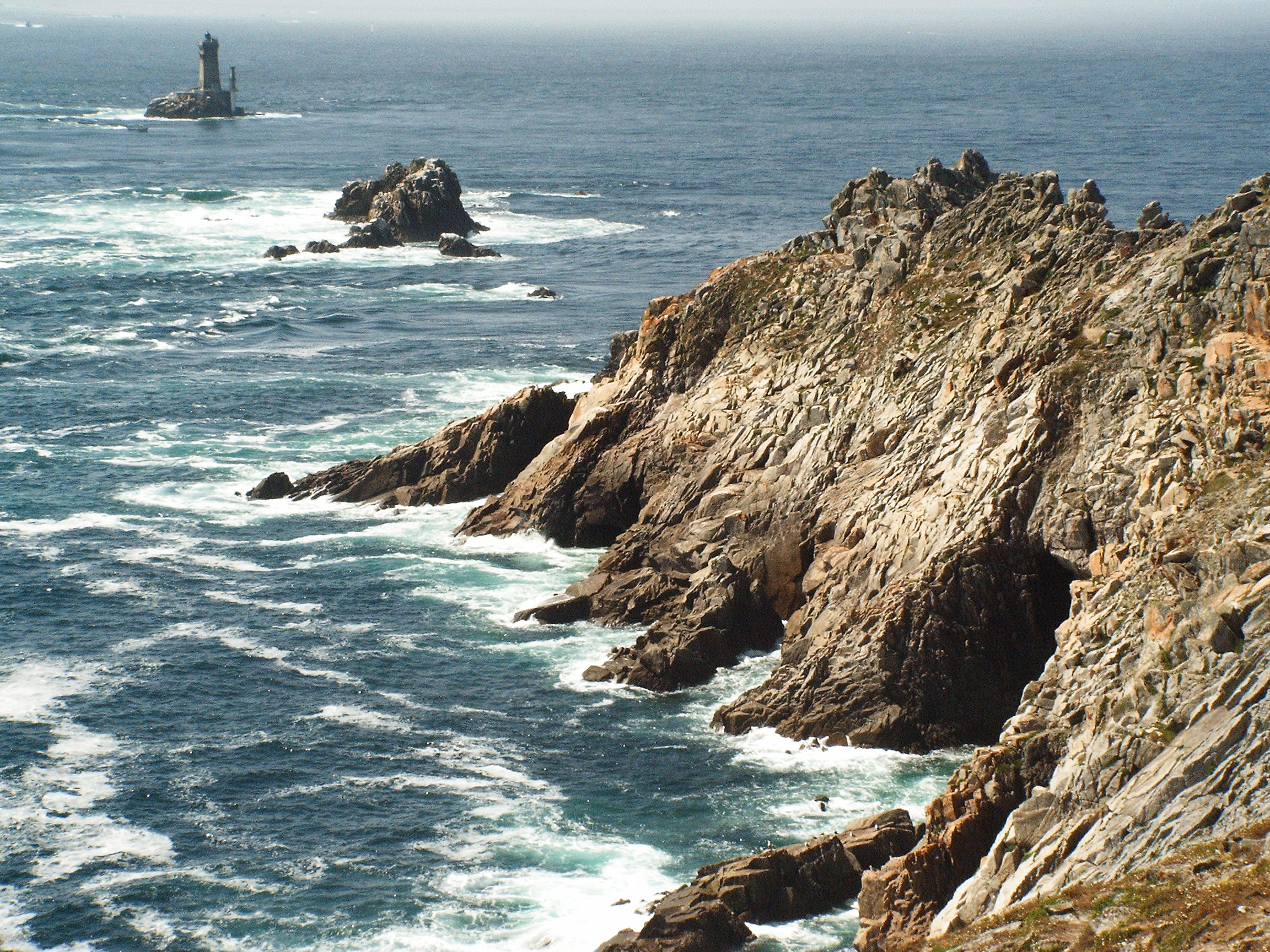
ブルターニュおよびフランスの最西端であるラ岬

ブルターニュ半島は原生代のカドミア造山運動の間に現れ、ガンガンとフージェールの間の北の海岸線を形成した。南部はヘルシニア造山運動の際に出現した。同じ頃、激しい火山活動が花崗岩を大量に残した。カドミア造山運動とヘルシニア造山運動の間、ブルターニュは幾度か海面下に潜り、ほとんどが片岩と砂岩である、化石や堆積岩を海が残した。石灰岩質を欠いているので、ブルターニュの土壌は通常酸性である。アルモリカ山塊は、真っ直ぐになり、ピレネー山脈やアルプス山脈ができる過程で幾度か平坦にされた。海面上昇や気候の変動が強い侵食につながり、さらに堆積岩の形成があった。変成作用がブルターニュ独特の青色片岩や、グロワ島の藍閃石と緑簾石で構成される豊かな下層土を生む原因となった。
第四紀の氷河作用の間、ブルターニュは黄土で覆われ、川の流れが沖積堆積物を伴って谷を埋め始めた。谷そのものは、アフリカプレートとユーラシアプレート間で生じた強力な地殻変動の結果である。現在のブルターニュの風景は、100万年前の形状をのこしていない。ブルターニュの下層土は、膨大な量の地形学的断裂によって特徴づけられる。この断裂は、数百万立方メートルもの水を含む大規模な帯水層を形成する。

### 気候
ブルターニュは北の温帯内にある。コーンウォールに似た、変わりやすい海洋性気候である。降雨が定期的にあるが、雲のない晴れた日も普通にある。夏期には、地域圏の気温は30℃に達するが、ロワール川南部にあるフランスの地域圏と比べれば特に、過ごしやすい。夏と冬の温度差は約15℃である。しかしその気温差は、海に近い場所か遠い場所かで異なる。天候は、総じて内陸部より海岸部は穏やかであるが、降雨量は同じ強度である。標高が低いにもかかわらず、モン・ダレは地域圏内でどこよりもはるかに降雨が多い。ロリアンとポルニック間のブルターニュ南海岸は、年平均2000時間以上の日照時間に恵まれている。

### 動植物

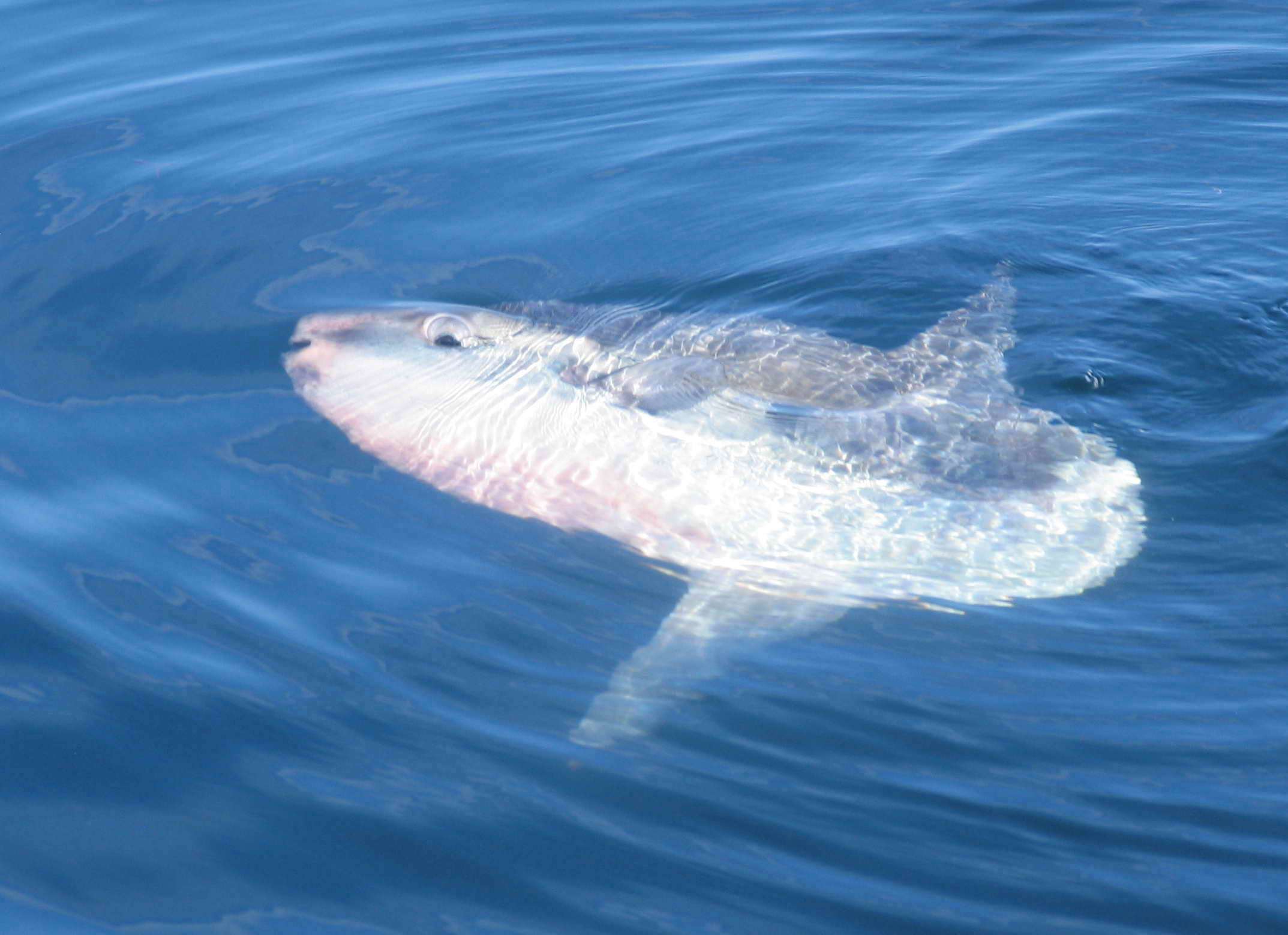
水面近くまで浮かび日光浴をするマンボウ。パンマールの数マイル沖で

ブルターニュの野生動植物は、いくつかの優秀性でフランス特有である。一方、長い海岸線を持つためブルターニュは豊富な海洋性動植物、フランスの他地域では見られない一部の鳥類がいる。他方、内陸で見つかる種はフランス国内で一般的な種である。ブルターニュは半島で、種の数は東部よりも西端の方が少ないのである。
多様な海鳥が海辺の近くで見られ、そこにはウ、セグロカモメ、オオハシウミガラス、シロカツオドリ、ウミガラス、ニシツノメドリのコロニーがある。これらの鳥類は隔絶した島や岩の上で繁殖するので、観察が困難である。内陸部は一般的なヨーロッパ在来種、キジ、ツバメ、ヤマシギ、アマツバメ、ヤマウズラの住処である。

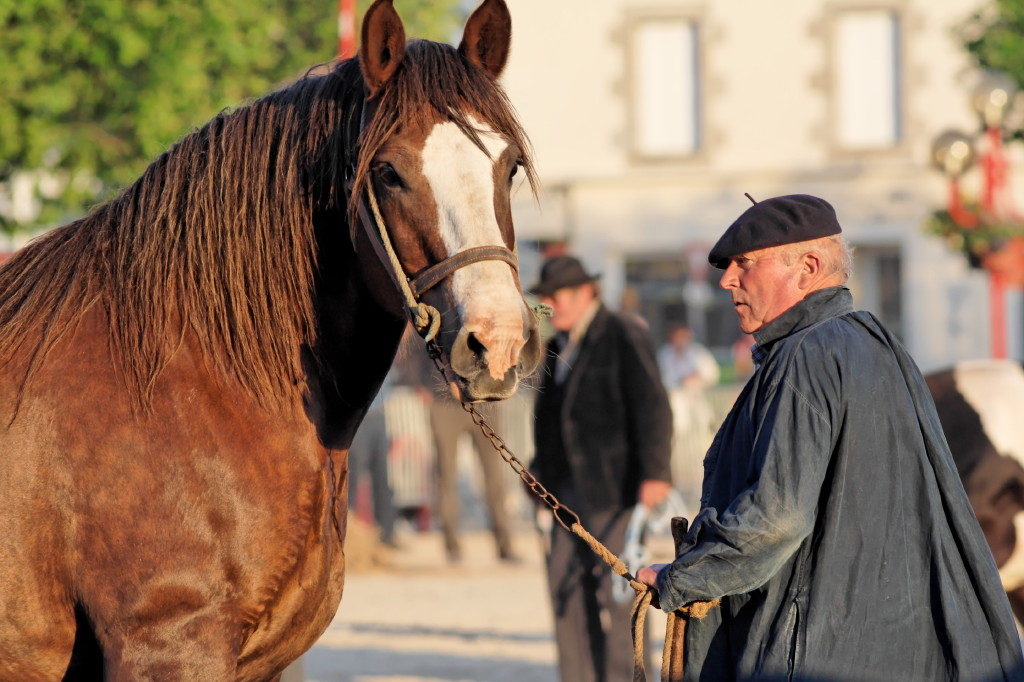
ブルトンウマ

コーンウォール、ウェールズ、アイルランドのように、ブルターニュの海水は、ウバザメ、ハイイロアザラシ、オサガメ、イルカ、ネズミイルカ、クラゲ、カニ、ロブスターを含む海洋動物が引き寄せられてくる。バスは沿岸沿いで一般的である。ハナカケトラザメは大陸棚で生息し、ソコダラとアンコウは深海に生息する。川に生息する魚には、マス、タイセイヨウサケ、ノーザンパイク、ヤツメウナギが含まれる。ブルターニュの河川にはビーバー、カワウソが生息する。いくつかのアメリカからの外来種に、生態系を破壊し、ユーラシアミンクの絶滅を加速させたヌートリアがいる。
無脊柱動物として、カンペールカタツムリ、淡水真珠貝、シロツメザリガニがブルターニュに生息する。近現代に入って絶滅してしまったブルターニュの大型哺乳類に、オオカミがいる。現在、哺乳類にはノロジカ、イノシシ、キツネ、ノウサギやコウモリがいる。
ブルターニュは、地元の荷馬品種であるブルトンウマ、そしてフレンチ・ブリタニー・スパニエルで広く知られている。地域圏にはウシの在来種があり、その一部は絶滅の危機に瀕している。フロマン・デュ・レオン種、アルモリカ種、ナント種がある。
ブルターニュの森、砂丘、ムア、湿原はいくつかの象徴的な植物、地方特有のゴジアオイ、シオン、リナリアといった種の生息地となっている。

## 教育

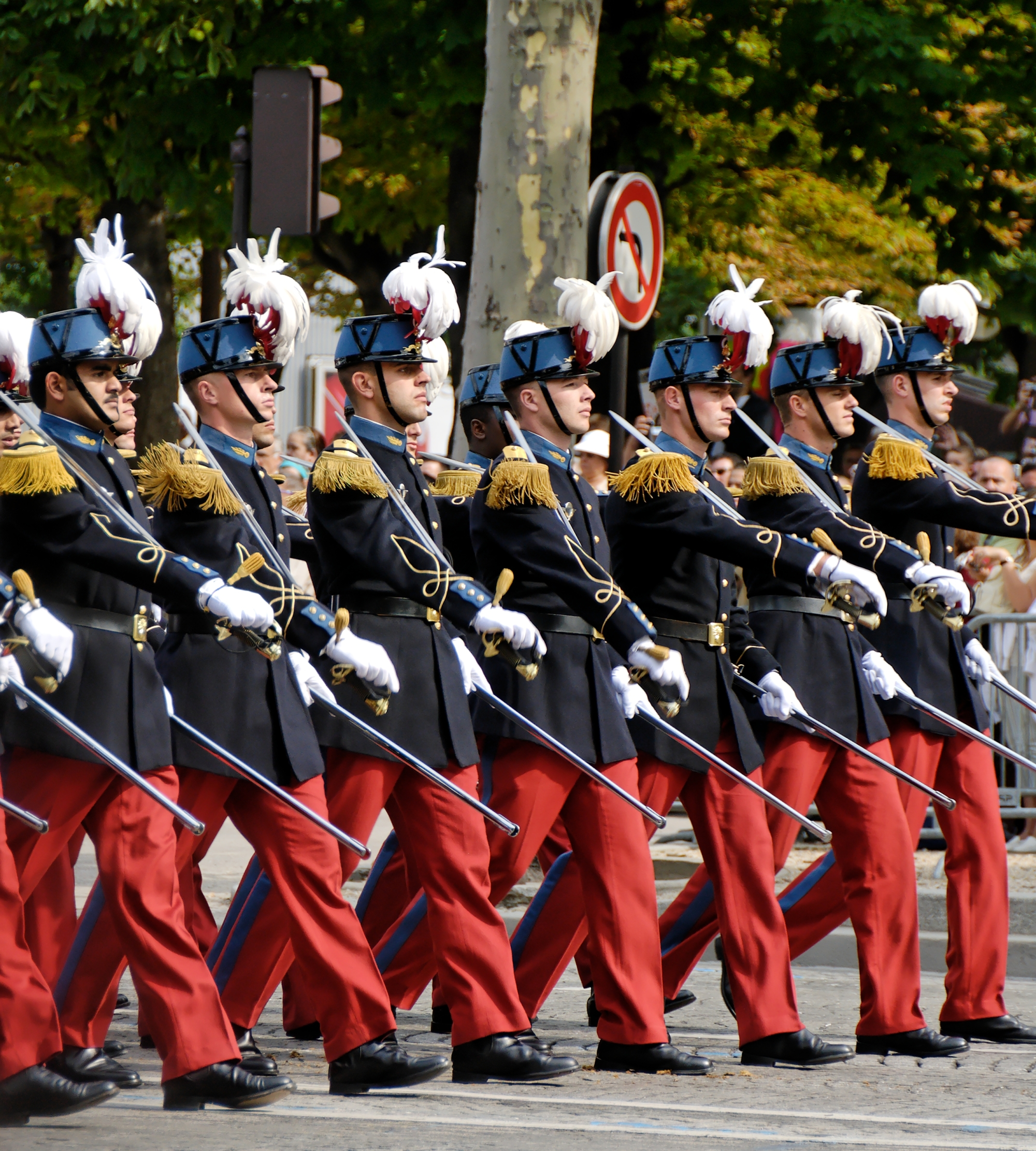
行進するサン・シール陸軍士官学校の大隊

ブルターニュの教育システムはフランス他地域と同様である。19世紀より以前の正式な教育は、特権階級のために維持されていた。1460年以前、ブルターニュには大学がなかった。ブルターニュの学生は大学のあるアンジェ、ポワティエまたはカーンに行かなければならなかった。ナント大学は、フランスからのブルターニュ独立を肯定したかったブルターニュ公フランソワ2世によって創設された。伝統的な科目、芸術、哲学、法学、医学は全てそこで教えられていた。17世紀に、ナント大学にはおよそ1500人の学生がいた。18世紀になってナント大学は衰えた。ナントは大西洋奴隷貿易で栄え、文化機関になんの注意も払わなかったからだった。とうとう市長は、大学に文化と科学により専念できるレンヌへの移転を打診し、1735年以後学部は徐々に移転していった。移転はフランス革命によって中断させられた。フランス国内の全ての大学は1793年に廃止された。
1808年、ナポレオンがフランス教育制度を再編した。彼は大学を新設し、2つの中等教育機関を考案した。コレージュとリセである。これらが青少年を教育するため数多くのまちで開校し、新たなエリートを育成した。19世紀、新たなレンヌ大学が徐々に再編された。その間、いくつかの法律が、学校、特に少女たちを教育するための学校設置を奨励した。1882年、ジュール・フェリーはフランス国内での初等教育を無償化し、非宗教化させ義務教育とする法案通過を成功させた。こうして、授業料のいらない学校がブルターニュのほぼ全ての村々で開校した。ジュール・フェリーは、共和国の言語としてフランス語を確立させる教育政策も推進させた。そして義務教育は、地域言語や方言を根絶させることを意味していた。ブルターニュでは、児童がブルトン語またはガロ語を話すことを禁止され、この2つの言語は話されなくなっていった。ブルトン語を根絶させることを目的として屈辱的な慣行が行われ、こうした風潮は1960年代後半まで公立学校で優っていた。1977年、イマージョン・プログラムによってブルトン語を教えるディワン学校（Diwan）が創設された。そこでは、小学校から高等学校までの数千人の児童・学生が教わってきた。ディワン学校は、学校の試験での高レベルな結果からますます名声を高めている。1979年以降、二言語教育は一部の公立学校でも導入され、一部のカトリック系学校も1990年以降同じく行っている。また、ペイ・ド・ラ・ロワール地域圏とともにブルターニュ地域圏は、およそ1400校のカトリックの私立教育校がある、カトリックの強力な砦である。
20世紀の間、第3期の教育が1919年のエコール・サントラル・ド・ナント（fr、工学のグランゼコール）、1961年のナント大学、1962年のESCブルターニュ・ブレスト（ビジネス・スクール）、1971年の西ブルターニュ大学、1995年の南ブルターニュ大学といった、各学校創設で発展した。アンジェに本校のあるカトリック・ドゥエスト大学も、いくつかのブルターニュの町に公開講義を設けた。1969年、レンヌ大学はレンヌ第1大学とレンヌ第2大学に分割された。第二次世界大戦後、フランス第一の陸軍士官学校、サン・シール陸軍士官学校がコエキダン（モルビアン県）に移転した。

## 経済

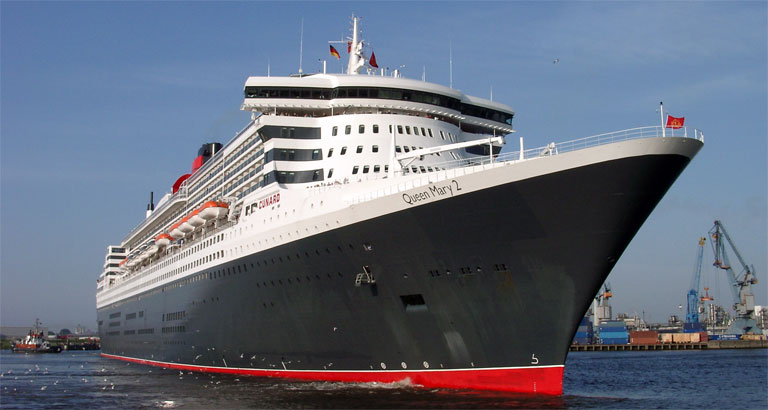
かつて世界最大級のクルーズ客船であったクイーン・メリー2号は、サン＝ナゼールで建造された

ロリアン、ナント、サン＝ナゼールといった一部地域から離れれば、ブルターニュの工業化は進んでいない。今日、漁業と農業が重要な経済活動のままである。ブルターニュには4万以上の農業の市場開拓が行われ、そのほとんどがウシ、ブタ、家禽の飼育、そして穀物と野菜の生産である。開拓は減少傾向にあるが、その結果としてより大きな農場に統合されている。ブルターニュは、国内における第1の野菜生産地である（サヤインゲン、タマネギ、アーティチョーク、ジャガイモ、トマトなど）。穀物生産は大半がウシの飼料用である。ワイン、特にミュスカデはナント南部の狭い地域で生産される。ブルターニュは漁業においてもフランス第1の地域である。およそ9000人が漁業に携わり、60以上の企業が魚や魚介の加工業で働いている。

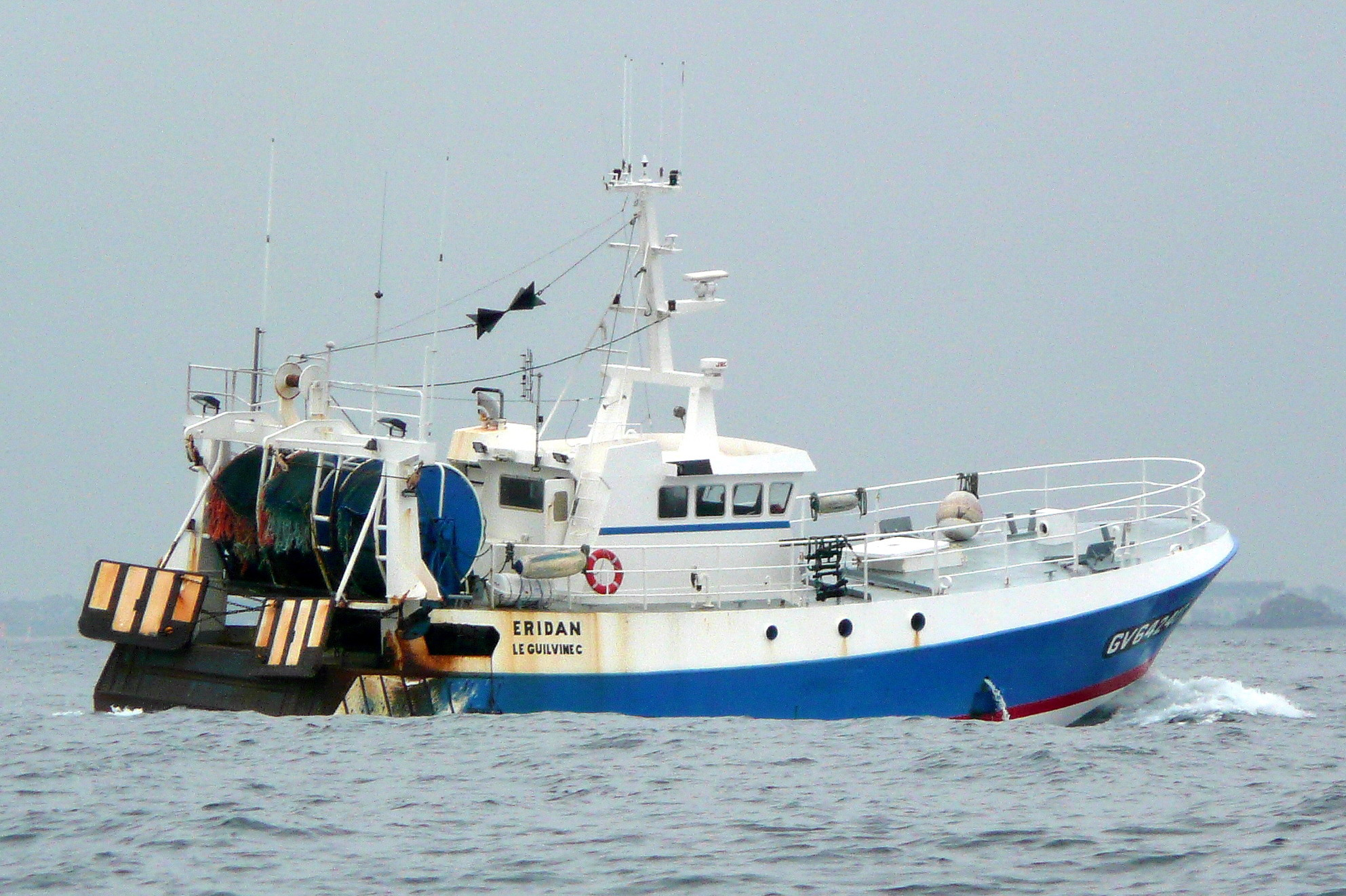
ル・ギルヴィネックから出航するトロール漁船

比較的新しいものでは、ブルターニュの工業が1980年代から絶えず成長している。食肉や野菜の食品加工は工業の1/3を占めるが、残りの経済活動も地域経済にとって重要である。商業と軍事の両分野にまたがる造船はサン＝ナゼール（アトランティーク造船所）、ロリアン、ブレストにしっかりと根付いている。エアバス社のプラントがサン＝ナゼールとナントに、プジョーがレンヌに広大な工場を持つ。ブルターニュは電気通信業において国内第2位、エレクトロニクス部門においては国内第5位の地域圏で、この2分野はレンヌ、ランニオン、ブレストで主に発達している。観光業は海岸部で特に重要であり、ブルターニュはフランスで最も観光客の多い地域の1つである
ブルターニュの失業率は、フランスの他地域圏と比べると低い。失業率は通常、労働人口のおよそ6％または7％である。2007年に始まった世界金融危機のため、失業率はブルターニュ地域圏で8.7％に上昇し、ロワール＝アトランティック県では2012年後半に8.4％に達した。しかし、上記の結果はフランス国内の平均失業率（同時期に9.9％だった）を下回っていた。建設業、工業、ケータリングまたは輸送業といった一部の経済活動は、常に従業員を探すのに困難を伴っている。
2009年、ブルターニュ地域圏のGDPは820億ユーロに達した。これにより、フランス国内7位の裕福な地域圏であり、国全体のGDPの
4.4％を創出していることになる。ブルターニュ住民1人あたりのGDPは、2009年におよそ25,739ユーロであった。これはフランス人1人あたりGDP29,897ユーロよりも低かった。しかしEUの1人あたりのGDP23,500ユーロより高かった。ロワール＝アトランティック県のGDPはおよそ26億ユーロで、5つの歴史的なブルターニュの県のGDP総額はおよそ1080億ユーロとなった。

## 人口統計

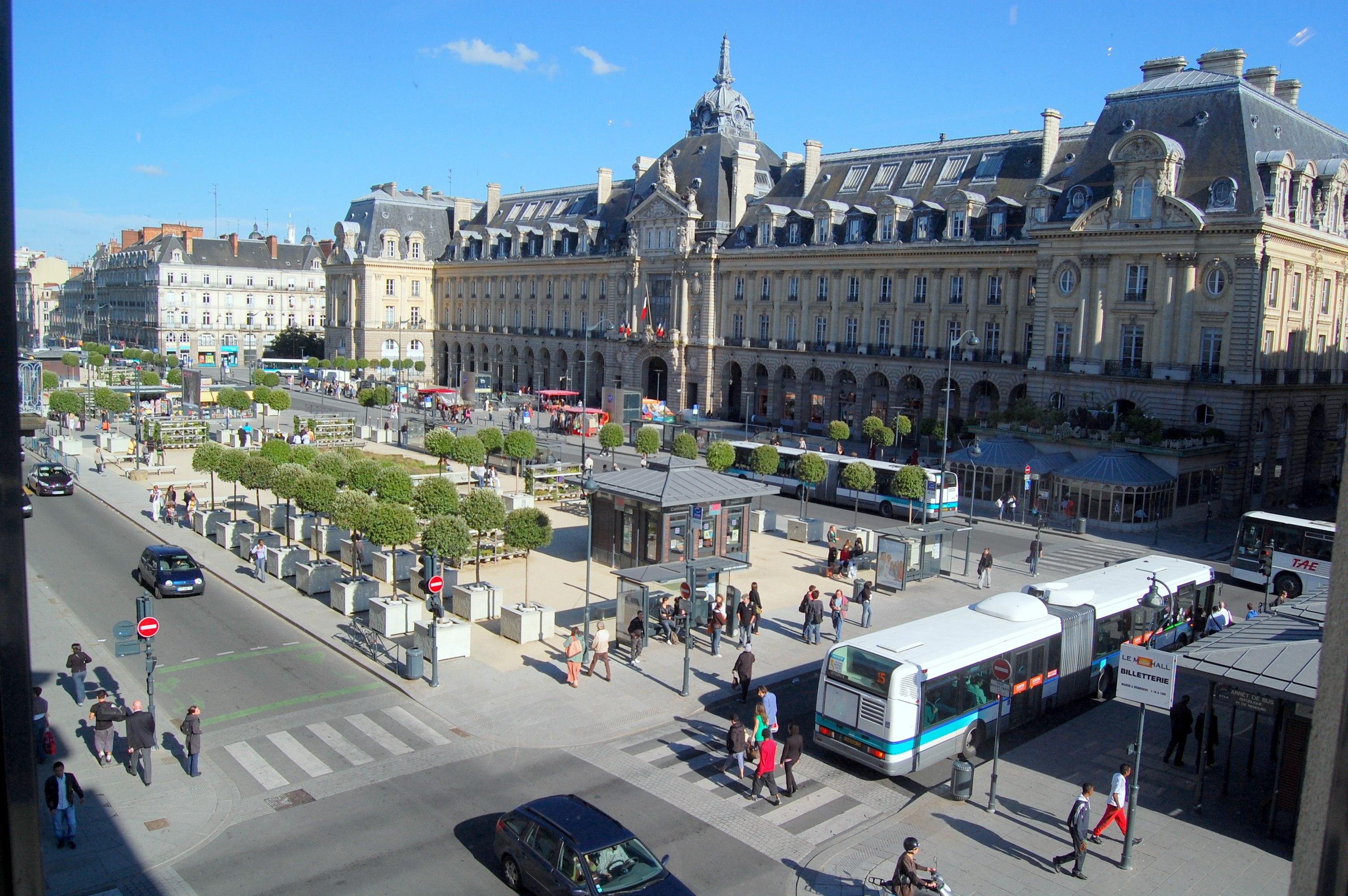
ブルターニュ地域圏最大の人口を抱えるレンヌ。歴史的なブルターニュの中ではナントに次ぐ人口を持つ

2012年、ブルターニュ地域圏の人口は概算で3,195,317人、ロワール＝アトランティック県はおよそ1,303,103人、そうすると歴史的なブルターニュの人口は概算で4,552,918人となり、これまでの歴史上最大の人口となった。1999年から2000年の間でブルターニュ地域圏人口は0.9％増加し、増加率はイル＝エ＝ヴィレーヌ県とモルビアン県で1％以上に達した。レンヌ周辺地域とブルターニュ南部は、中央部や西端部分で人口が減少しているのに対して、さらに人を引き付ける地域である。都市圏のほとんどで人口が増えているものの、ブレストやロリアン、サン＝ブリユー、サンマロといった都市そのものは停滞するか退行する傾向にある。2008年、イル＝エ＝ヴィレーヌ県の人口は967,588人で、次いでモルビアン県が人口710,034人、フィニステール県890,509人、コート＝ダルモール県581,570人であった。地域圏内の主要都市のうちレンヌは206,655人、ブレスト142,097人、カンペール63,929人、ロリアン58,148人、ヴァンヌ52,983人、サンマロ48,211人、サン＝ブリユー45,879人であった。他のコミューン全てが人口2万人以下であるブルターニュは、ヴィトレ、コンカルノー、モルレー、オーレーといった小さな町がコミューンの大多数を占めるのが特徴である。ロワール＝アトランティック県には主要都市が2つあり、ナントは人口283,288人でその都市圏は873,133人の人口が取り巻いている。サン＝ナゼールの人口は67,031人である。ロワール＝アトランティック県の人口はブルターニュ地域圏よりさらに急速に伸びており、国内で12番目に人口が多い県である。
1851年、ブルターニュはおよそ270万人の人口があった。そして人口増加率は20世紀半ばまで低いままだった。これは移住が主だった原因である。ブルターニュの人口は1962年に320万人で、この伸びはロワール＝アトランティック県の人口増加、ナントの堅調な伸びによるものだった。ロワール＝アトランティックの存在なしでは、1962年のブルターニュ人口はたった240万人で、1851年には230万人であった。1960年代以降、地域圏全体で強力な人口増加が見られた。これは、ブルターニュより豊かな国内他地域圏へ移住する伝統的な流れが減少したからである。代わりにブルターニュは、家族世帯、早期退職者、年齢35歳以上の労働人口に特に魅力的となってきている。
ブルターニュは外国人在住者が強い割合をもっていない。フランスに帰化した人々とともに、外国出身者はブルターニュ全人口のおよそ2％を占める。外国出身者の出身国は、主にイギリス、ポルトガル、スペインといったヨーロッパ、そしてモロッコ、アルジェリア、ベトナム、コートジボワール、セネガルといったフランスの旧植民地、そしてトルコとなっている。

### ナショナル・アイデンティティ

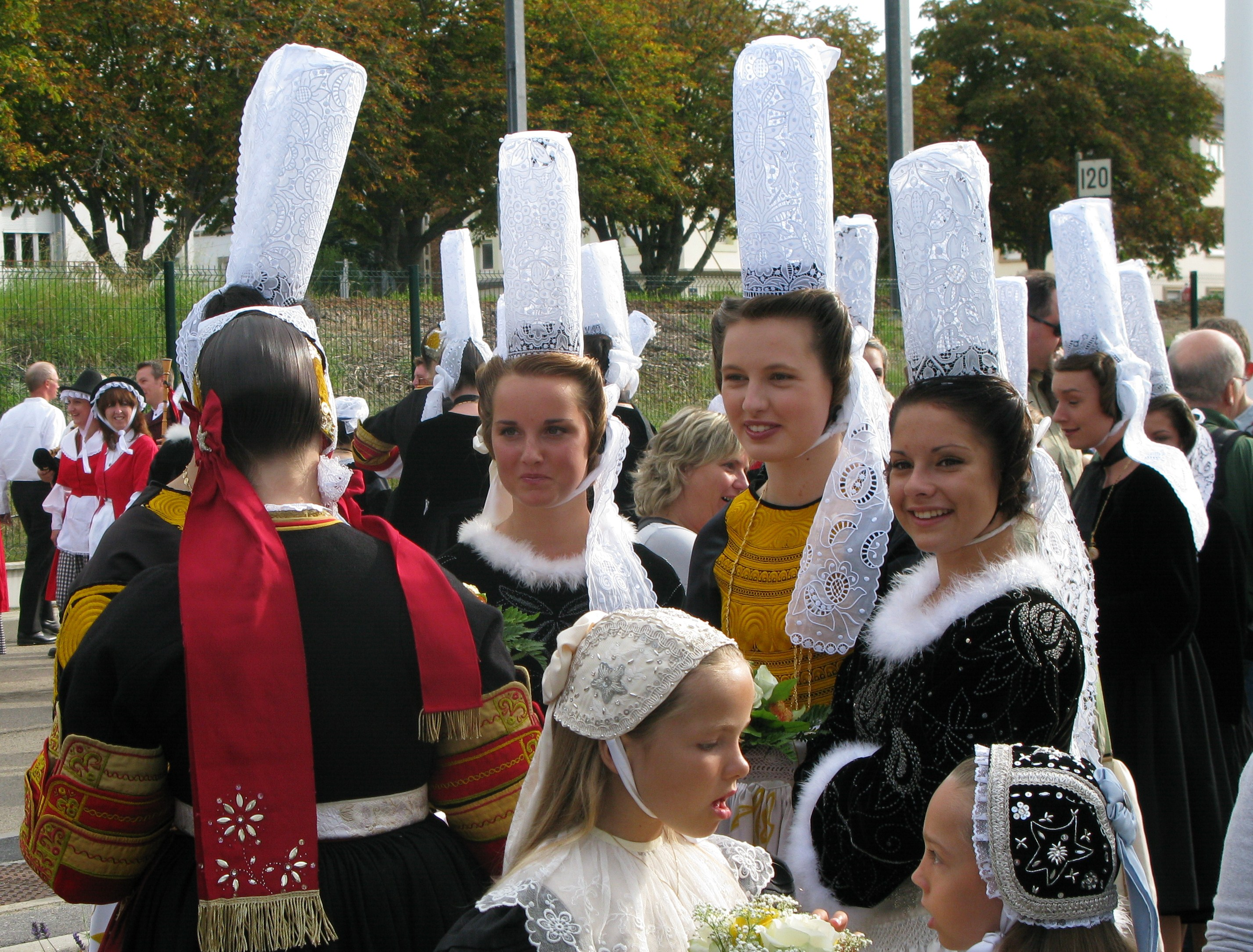
ブルターニュのアイデンティティを表すものの一つ、独特の頭飾りであるビグダンを身につけたブルトン女性たち

ブルトン政党は幅広い支持を得ておらず、彼らの選挙における成功は小さなものである。しかし、ブルトン人たちは強い文化的アイデンティティを持つ。2008年の世論調査によると、ブルターニュ地域圏住民の50％が自らをフランス人であるとともにブルトン人だと考えており、22.5％はフランス人であるよりもブルトン人だと感じている。自らをブルトン人だがフランス人でない考える人は少数派で1.5％、一方で9.3％が自らがブルトン人であると全く考えていない
世論調査の回答者の51.9％が、ブルターニュがさらに政治的権力を持つことを支持し、31.1％が現状のままで良いと考えている。独立を望むのはわずか4.6％で、9.4％は考えが不明であった。
歴史的なブルターニュ5県で実現した2012年の世論調査では、回答者の48％が自らをまず最初にブルターニュに属すると考え、フランスに属すると考えるのは37％、ヨーロッパに属すると考えるのは10％だった。ブルトン人アイデンティティは35歳以下の若い人々の間で強いことも判明し、彼らの53％は自らがまずブルターニュに属すると考えていた。一方、年齢層が上の回答者の50％が自らはまずフランスに属すると考えていた。ブルトン人意識は65歳以上の回答者の中で最も低かった。58％が自らはまずフランス人だと考えていた。ヨーロッパ人意識も高齢者の間で高く、65歳以上の回答者の21％が自らをまずヨーロッパ人だと考えていた。最終的に、ブルトン人意識は左翼支持者の中でさらに高く、高資格の人々よりも労働者の間で高い。

### 地域言語

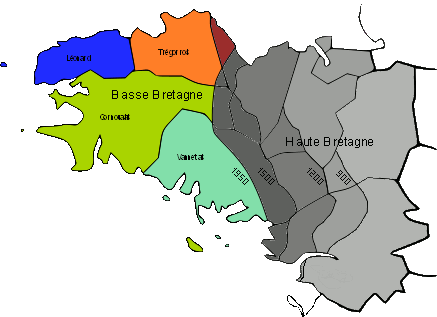
色分けされているのが伝統的にブルトン語が話されているバス＝ブルターニュ。グレーに色分けされているのが、ガロ語が伝統的に話されているオート＝ブルターニュ。色合いの変化が、ガロ語とフランス語の進行を表し、9世紀からブルトン語地域が押されているのがわかる

フランス共和国唯一の公用語はフランス語であり、今日のブルターニュでは誰もがフランス語を話している。そしてほぼブルトン人全員がフランス語を母語としている。それにもかかわらず、19世紀以前、フランス語は広く知られてはいなかった。ブルターニュには2つの地域言語、ブルトン語とガロ語が存在している。2つの言語は言語の国境線で区切られており、その境は中世以降絶えず背後を移動させられてきた。実際の境はイギリス海峡上のプルアからビスケー湾上のリュイ半島まで伸びている。言語の発祥と慣習のため、ブルトン語とガロ語は、スコットランドにおけるスコットランド・ゲール語とスコットランド語とに比較することができる。どちらの言語も、2004年以降ブルターニュ地域圏議会より「ブルターニュの言語」（Langues de Bretagne）と認定されている。

#### ブルトン語

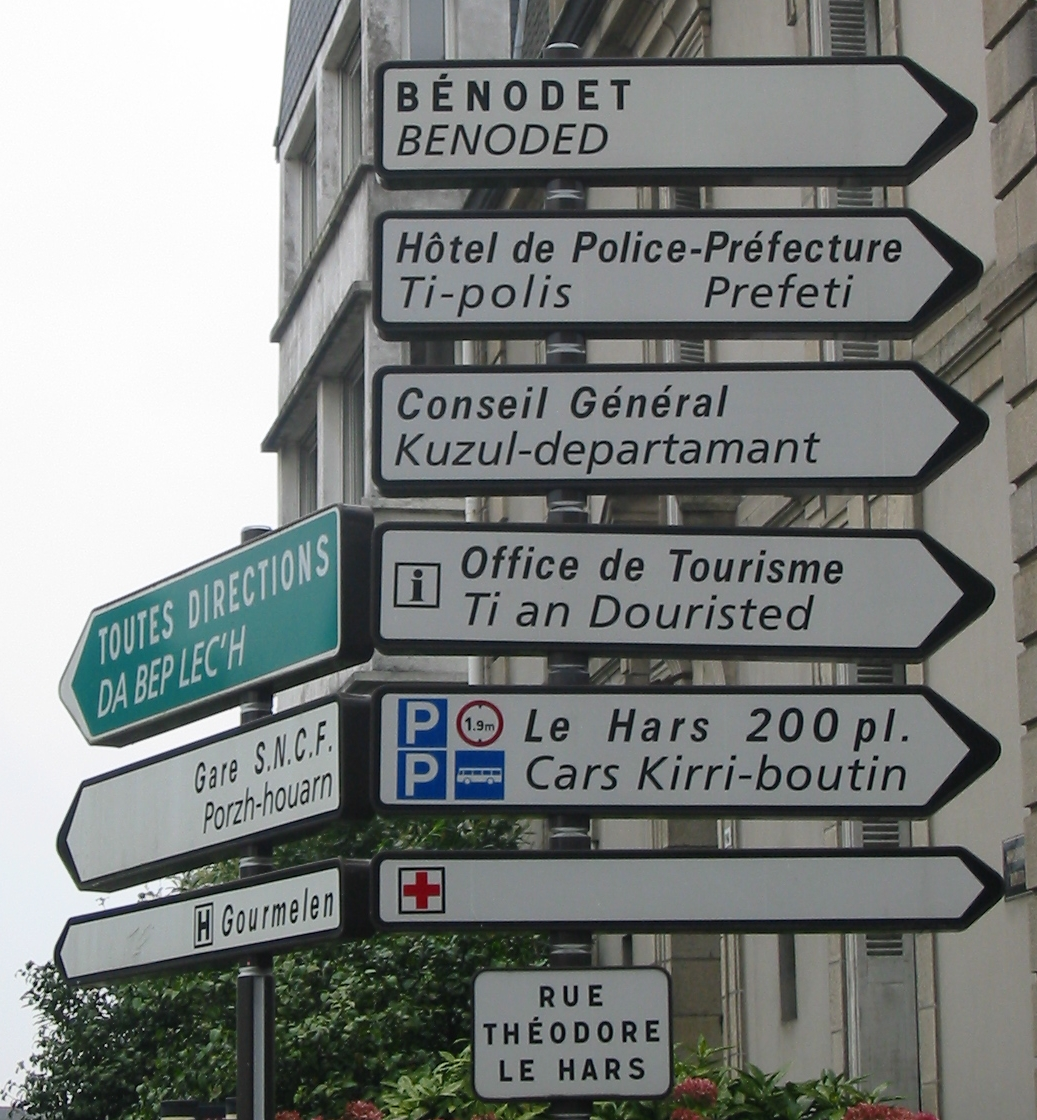
カンペールの街角に掲げられている二言語の道路標識。伝統的なブルトン語地域であることがわかる

ブルトン語は、コーンウォール語やウェールズ語、ブリトン語に最も密接なケルト語である。ブルターニュがフランスに併合されるはるか以前、13世紀以降のブルターニュ公国の第一の行政言語はラテン語に代わってフランス語だった。ブルトン語は庶民の言語として残っていたが、中世以後、ブルジョワ階級、貴族、そして高位聖職者たちはフランス語を話していた。
19世紀と20世紀の政府は、政策として義務教育制度をつくり、同時期に学校でのブルトン語使用を禁止し、非フランス語話者をフランス語教育を行う学校に押し込めた。それでも、ブルターニュ西部の住民の多くが1960年代までブルトン語を話し続けていた。1970年代、ブルトン語で教育を行う学校が開校し、地元当局がブルトン語使用の奨励を始めた。親が子どもにブルトン語を教えるのをやめていたため、言語が絶滅の危機に瀕していたのだった。
1950年頃にはブルトン語話者は100万人以上いたが、21世紀の最初の10年間でおよそ20万人にまで話者数が減少し、話者の61％が60歳以上を占めている。ブルトン語はユネスコの危機言語のレッド・ブック（en）によって、「厳しい絶滅の危機に瀕している言語」として分類された。しかし、二言語教育学級に在籍する児童数が2006年から2012年までの間に全体の33％、14,709人に達した。
ブルトン語にはいくつかの方言がある。正確な方言の限界がなく、むしろ方言連続体を形成している。方言のほとんどが互いによく似ており、いくつか音声と語彙的相違があるのみである。3つの主要方言はブルターニュ西端で話されている。カンペール周辺のコルヌアイユ方言、サン＝ポル＝ド＝レオン周辺のレオナール方言、トレギエ周辺のトレゴロワ方言である。反対にヴァンヌ周辺で話されるヴァンヌテ方言は最も差異が認められる方言である。

#### ガロ語

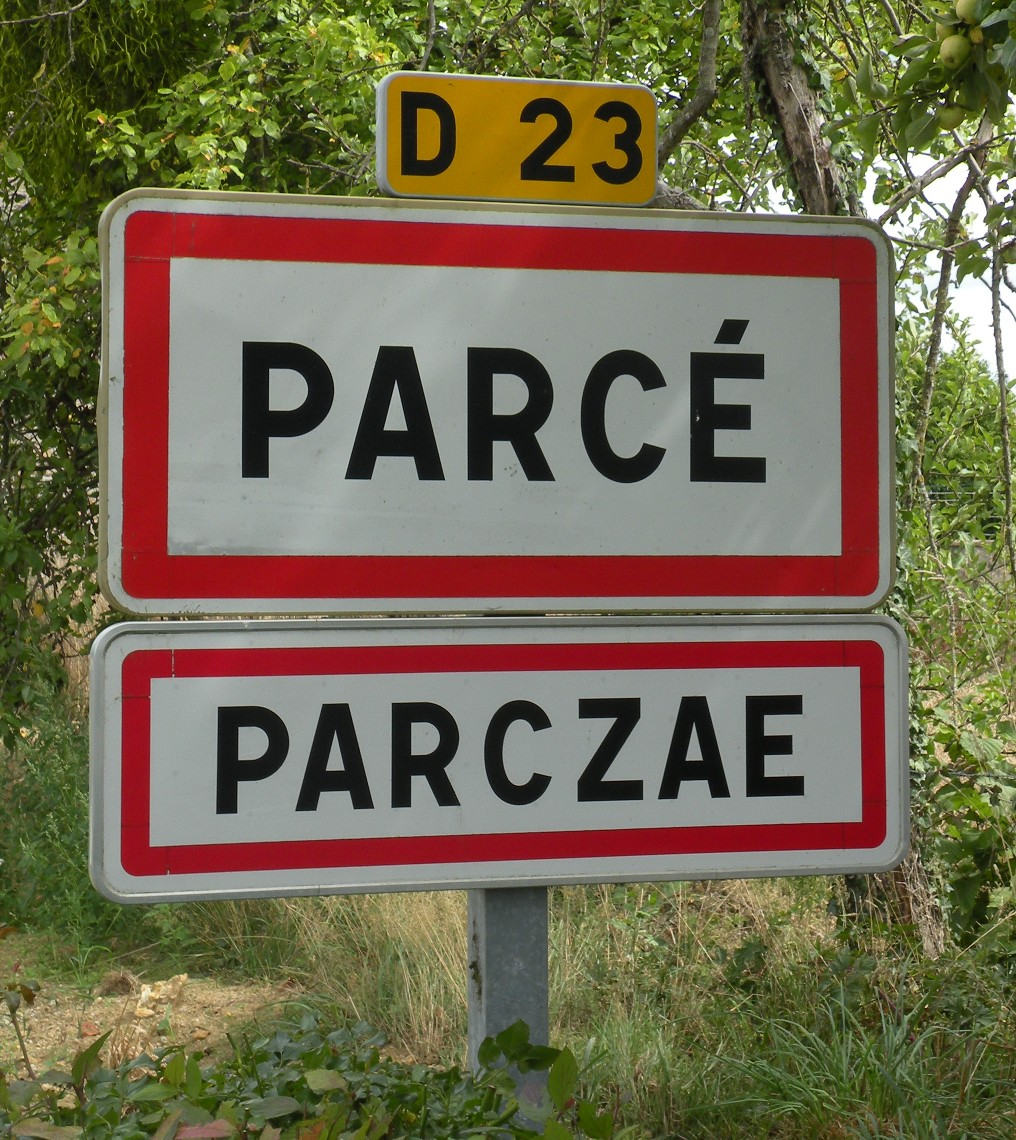
レンヌと同じくブルターニュ東部のイル＝エ＝ヴィレーヌ県にある町パルセの境界標識。上がフランス語表記で下がガロ語表記。ガロ語話者のほとんどがガロ語の書き方を知らないため、ガロ語の標識は非常にまれである。

ガロ語はブルターニュの東半分で話されている。ロマンス語の系統であるオイル語に属し、特に語彙のなかにケルト語の影響がいくらか見られる。
ブルトン語とは異なり、ガロ語は奨励されてきた長い歴史を持たない。いまもって貧しい農村の言葉と認識されている。さらに、ガロ語との類似性から、フランス語が、ブルトン語地域よりもオート＝ブルターニュにおいて、主要言語としてさらにたやすく地位を築いているのである。ガロ語は、方言か言語というよりも、話し言葉としてのフランス語が誤って話されているものだと考えられてきた。親から子へのガロ語の継承はさらに低い確率で、標準語化に向けた取り組みや、ガロ語の本の出版が進められているが、言語の衰退や威信の欠落が止められなかった。
ガロ語はブルトン語の言語復興運動にも脅かされている。なぜならばブルトン語はかつてブルトン語地域でなかった場所でも主要言語として地位を得ており、とりわけブルトン語はブルターニュの民族的言語として表されているから、ガロ語にとって同じ地位を獲得する余地がないのである。
20世紀より前は、ガロ語は書き言葉として存在していなかった。そして書き方がいくつか生み出された。しかしガロ語の書き方は住民にわずかしか知られておらず、ガロ語の標識は流暢に話す者ですら読むのが難しい。ロワール＝アトランティック県では、ガロ語は地元当局によって全く奨励されてこなかった。多くの人々はガロという名称すら知らず、書き方があり出版物もあることすら思いもしなかった。
ガロ語話者のコミュニティーは概算で28,300人から20万人のあいだである。ガロ語は、特にイル＝エ＝ヴィレーヌ県で、一部の学校、高校、大学で任意単位として教えられている。

### 信仰

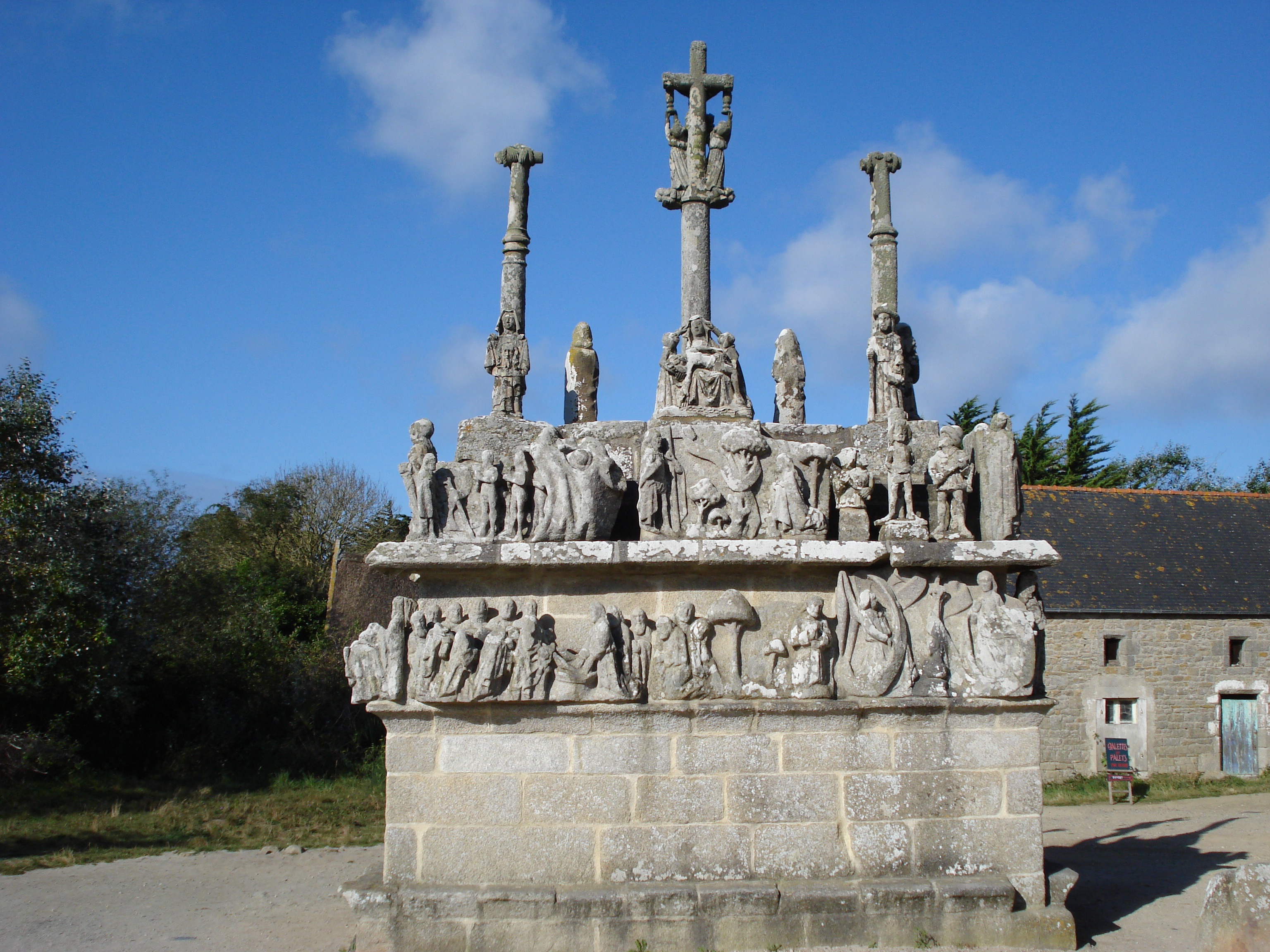
彫刻されたキリスト磔像は、バス＝ブルターニュ（ブルターニュ半島西部）の多くの村で見つけることができる

ブルトン人は主にカトリック教徒で、キリスト教の布教はガロ・ローマ時代とフランク王国時代に行われた。ブリトン人のブルターニュ移住の時代、ウェールズ人のキリスト教宣教者が主体となってブルターニュに伝道し、司教座を創設した。彼らはブルターニュ創設7聖人として知られている。
- サン＝ポル＝ド＝レオンのポル・オレリアン
- トレギエのテュドワル
- サン＝ブリユーのブリオック
- サンマロのマロ
- ドル＝ド＝ブルターニュのサムソン
- ヴァンヌのパダルン
- カンペールのコランタン

その他の注目すべき福音者には、ギルダスとアイルランドの聖人コラムバがいる。合計でブルターニュには300人以上の聖人がいる（カトリック教会が認定する聖人はごくわずかである）。少なくとも19世紀以降、隣接するペイ・ド・ラ・ロワール地域圏とともに、国内で最もカトリック信仰に篤い地域圏の1つである。カトリックの私立学校に在籍する学生の割合が国内で最も高い。ブルターニュの守護聖人は、イエスの母マリアの母である聖アンナである。しかし13世紀の聖職者、ケルマルタンのイヴ（en）も守護聖人とみなされている。彼の聖名祝日は5月19日で、ナショナル・デーとしてブルターニュの日とされている。

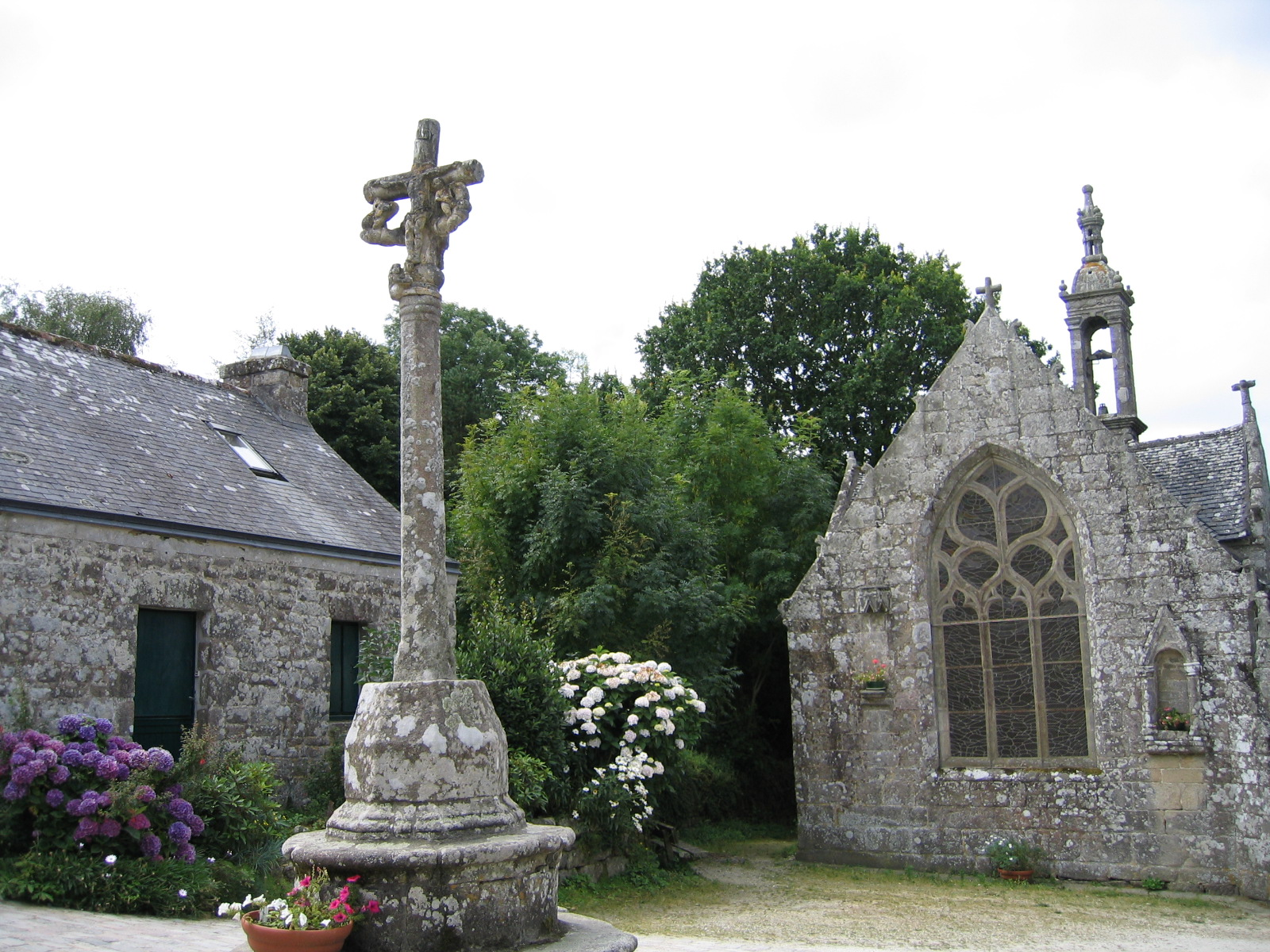
ロクロナンの礼拝堂とキリスト磔像

多くの独特の伝統や習慣がブルターニュに残されている。その中の一つ、パルドン祭りは庶民のカトリック信仰のうち最も伝統ある行進である。パルドンは、バス＝ブルターニュの一部の村で、教区の聖人の聖名祝日に行われる告解である。告解者は礼拝行進のかたちをとり、彼らは教会または聖なる場所を、聖人にゆかりのある物と一緒に練り歩く。一部のパルドンはその長さで評判が高い。パルドンは最後に皆でご馳走を食べて締めくくられ、人気のある祭りである。

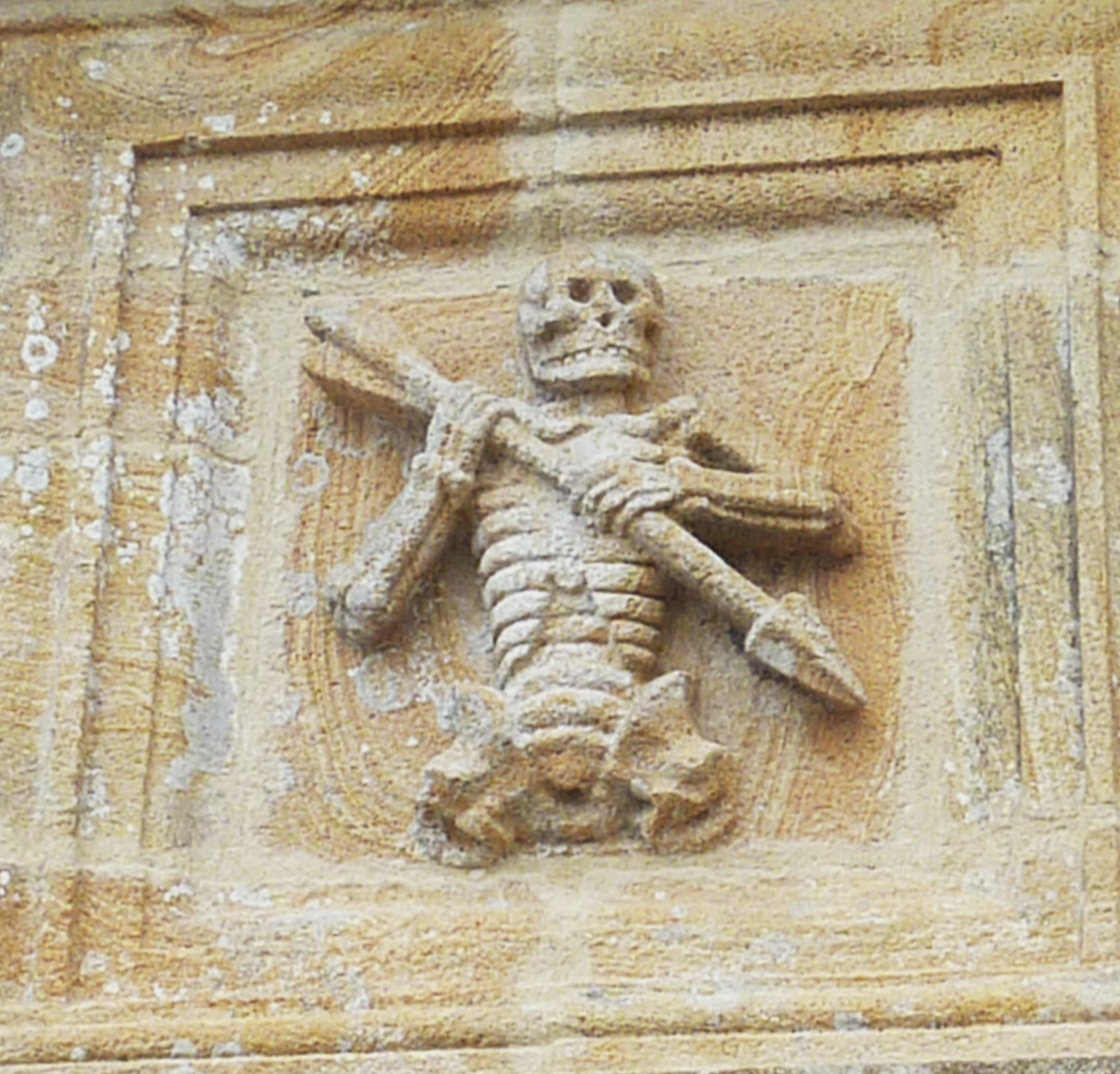
プルディリにある彫刻されたアンクー（死の象徴）

非常に古い巡礼であるトロ・ブレイスがある。これは、ブルターニュ創設7聖人の墓を順番に、ブルターニュじゅうを歩いて巡礼する。歴史的に、巡礼は一往復で行われた（総距離約600km）。しかし現在では、巡礼は数年かけてまわるコースで完成する。2002年、トロ・ブレイスにはウェールズへの特別な巡礼が含まれた。ウェールズ出身の聖人、ポル、ブリグ、サムソンの旅を反対方向に象徴的に行われたのである。
最も力強い民俗的な像は、アンクー（fr）または死神である。頭骨が、ブルターニュ独特の平たい帽子のついた白い経帷子を被せられ、時には本物の人間のように表され（その年最後の死者は死神に捧げられた）、彼は上向きの鎌を持って夜に旅をし、鎌で獲物を捉えるのである。時に足のある姿で描かれることもあるが、アンクーは2頭のウシが引くKarrig an Ankouという牛車で移動した。2人の従者がアンクーと同じ経帷子と帽子を身にまとい、荷車に死者を積み上げた。夜に荷車がきしむ音が聞こえるのは、耳にした人間の余命がわずかなことを意味していた
。
公式の宗教統計はフランスで禁止されてきたので、ブルターニュにおける宗教上の実践について、公式の数字はない。しかし、実施された世論調査では、地域圏がますます非宗教化されてきたことを示している。カトリック信仰は第二次世界大戦以後、ブルターニュの都市化が進むのと同時に衰退し始めた。2006年の世論調査では、強力なカトリック人口を持つのは総人口の70％がカトリックに属するモルビアン県だけである。ロワール＝アトランティック県とコート＝ダルモール県はかろうじてカトリックの県と言え、カトリック教徒の割合は人口の50％になる。一方でイル＝エ＝ヴィレーヌとフィニステールではおよそ人口の65％がカトリック信者である。キリスト教以外の宗教はほとんど存在しておらず、イスラム人口がイル＝エ＝ヴィレーヌとロワール＝アトランティックで人口の1％から3％を集めている。

## 文化

### 建築物

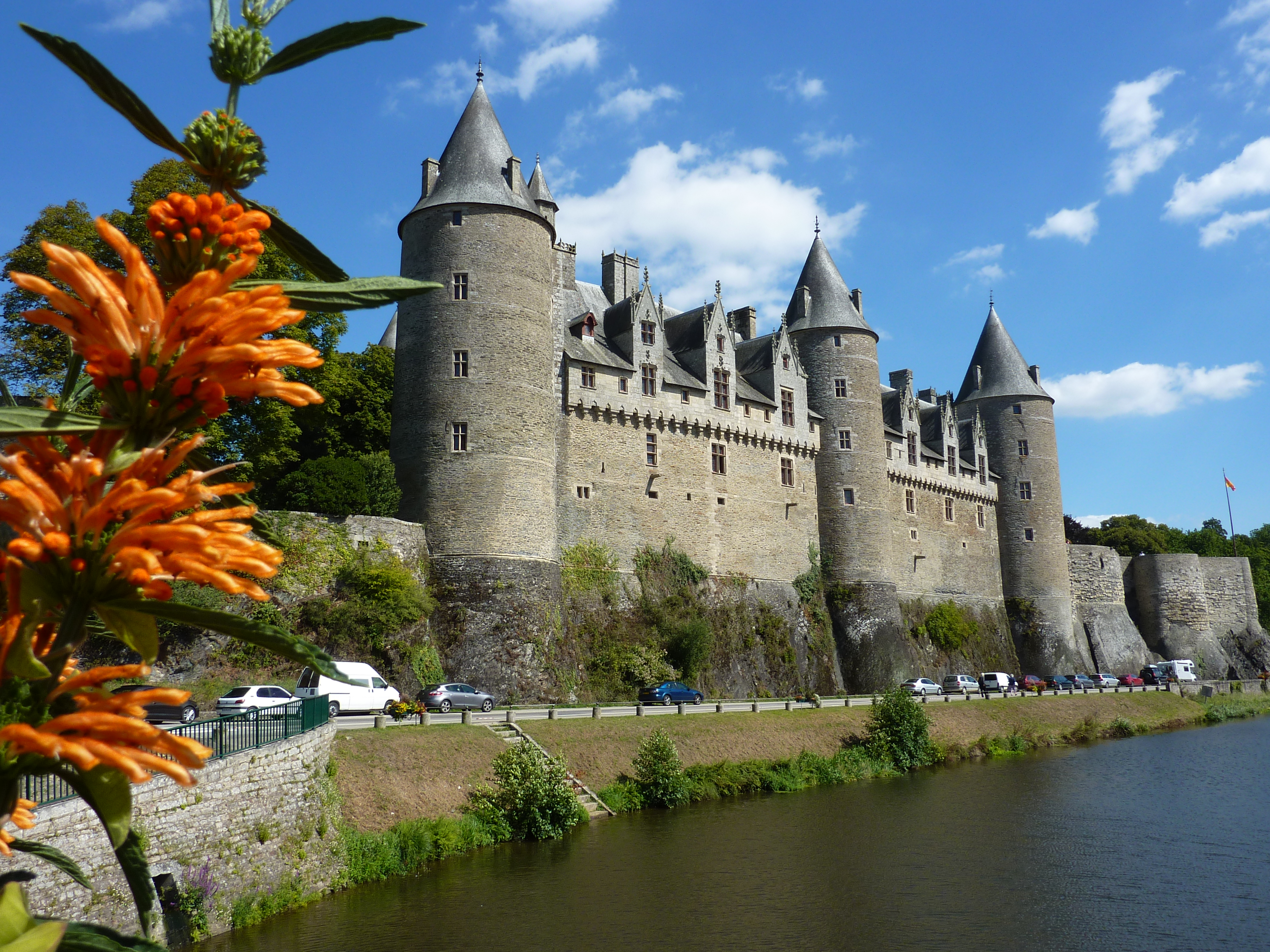
ジョスラン城

ブルターニュは多くの巨石記念物を抱える。さらに、メンヒルとドルメンはブルトン語由来の名称である。最大の立石並列は、カルナック列石である。そのほかにはバルヌネズのケアン、ロクマリアケールの巨石記念物、シャン＝ドランのメンヒル、マヌ・ブラズ古墳、そしてガヴリニス島の墓石である。ガロ＝ローマ時代からの遺跡は希であるが、コルスールにある大規模神殿、ヴィッラの希少な遺跡、そしてレンヌやナントにある城壁が挙げられる。
ブルターニュには膨大な量の中世の建築物がある。これらには数多くのロマネスク様式とゴシック様式の教会が含まれる。教会は通常地元の砂岩や花崗岩で建てられている。城とハーフティンバーの住宅が小さな村、町、都市で目にすることができる。ゲランド、コンカルノー、サンマロ、ヴァンヌ、フージェールといったいくつかのブルターニュの町は今も中世の壁を残している。サン＝ポル＝ド＝レオン聖堂、トレギエ聖堂、ドル聖堂、ナント大聖堂、クライスケール礼拝堂が主な教会堂である。シュシニオ城、ディナン城、コンブール城、ラルゴエ城、トンケデック城、ジョスラン城、トレセッソン城といった、ブルターニュの城の大半が13世紀から15世紀にかけ再建されている。最も印象的な城はフランスとの国境沿いによく見られる。フージェール城、ヴィトレ城、シャトーブリアン城、クリッソン城がこれにあたる。

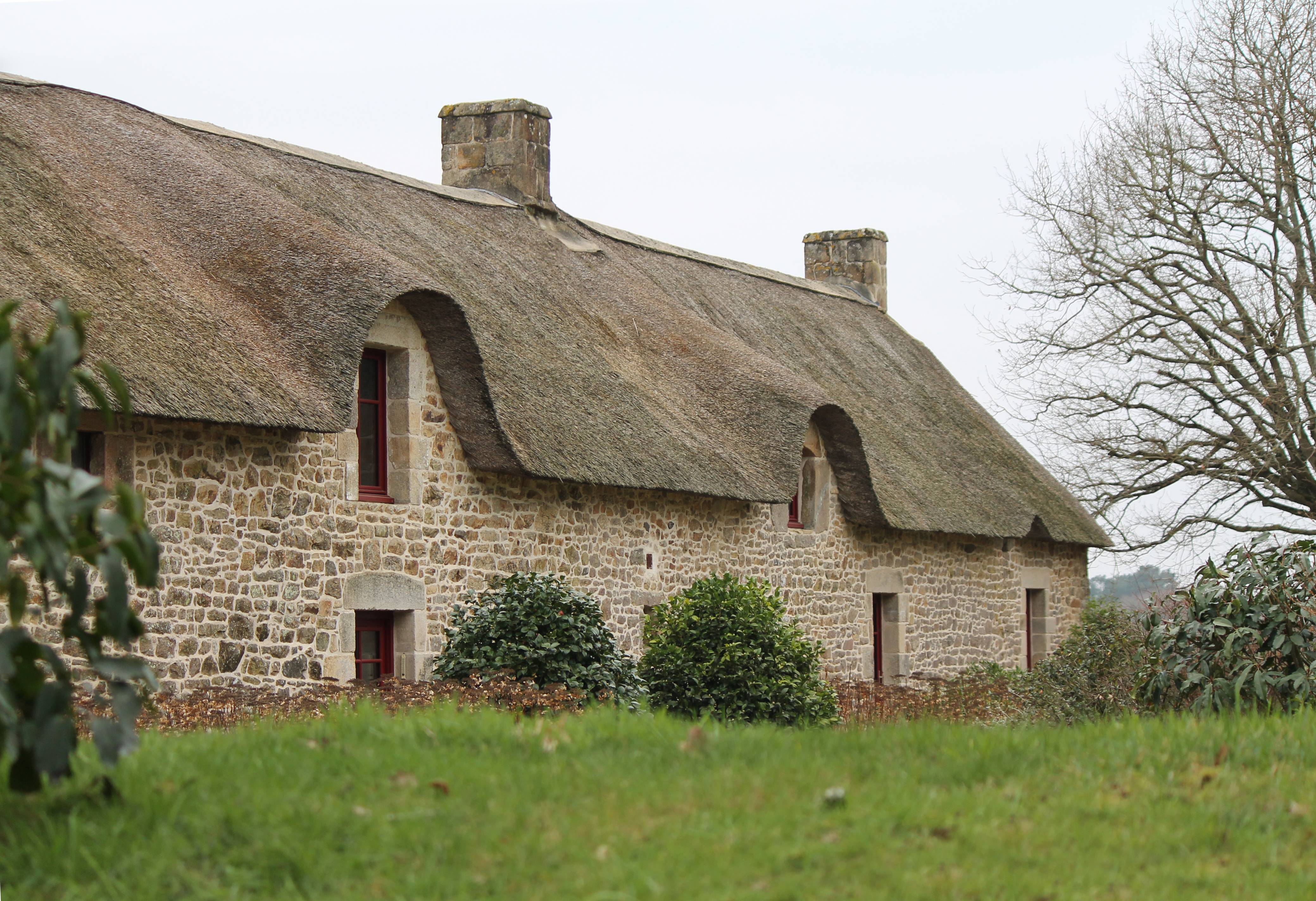
プルグムランにある伝統的なブルターニュの住宅

フランスのルネサンス時代に、ブルターニュは独立国でなくなった。ルネサンス建築はブルターニュ内でほぼ存在せず、フランス国境に近いオート＝ブルターニュで見られるくらいである。主なルネサンス建築は、ブルターニュ公最後の恒久的な住居で、後期ゴシック様式からルネサンス様式の変遷を示すブルターニュ公爵城である。かつて要塞であったシャトーブリアン城は、イタリア様式で広大な宮殿に転換された。

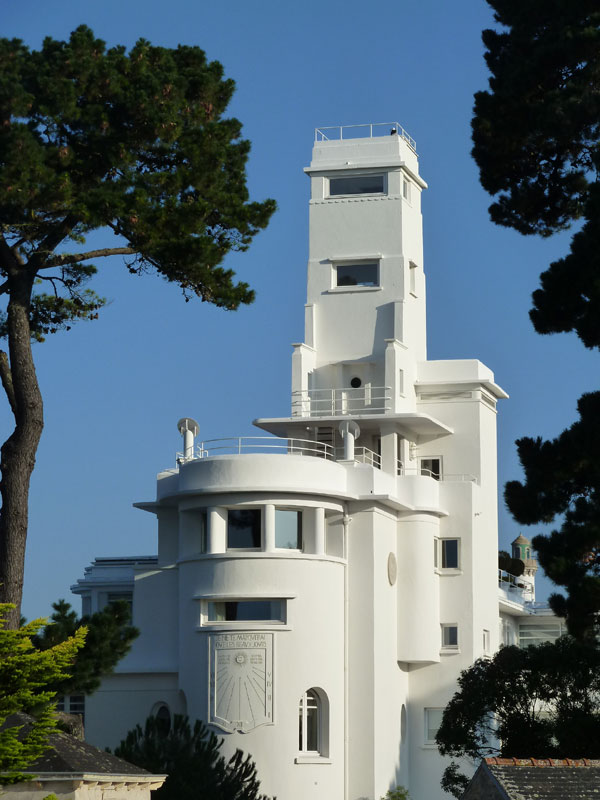
ベノデにあるアールデコ様式の別荘

バス＝ブルターニュでは、中世様式が完全に消滅したことがない。しかし地元の技術革新が一部の変化と、特定の様式の誕生を許した。最も特徴ある外観は、精巧に彫刻をほどこされた教会が、付属する庭とともに完全に周囲を壁で囲まれた、教会囲い地である。多くの村々は今も自分たちの村の十字架を持つが、それらは16世紀から17世紀に作られたもので、彫刻されたキリスト磔像（カルヴェール）が含まれている。
17世紀と18世紀、バロック様式や新古典主義建築の建物を備え、主要海港と町は典型的なフランスの町の外観となっていた。当時フランスの港で最大であったナントには、劇場があり、広い大通りと埠頭があり、レンヌは1720年の火事後に再設計された。同じ時期、サンマロ出身の裕福な船主が、町周辺にマルイニエールと呼ばれる多くの邸宅を建設した。海岸沿いに、ヴォーバンとその他フランス人建築家たちは、ル・パレやポール＝ルイといったいくつかのシタデルを建設した。農村では、平屋建てで長屋状の簡素なブルターニュの住宅が残っている。これらは地元で採れる資材を用いる。バス＝ブルターニュではほとんどが花崗岩を用い、オート＝ブルターニュでは結晶片岩を用いる。スレート石と茅葺は常に屋根を葺くのに使用される。19世紀の間、ブルトン建築は主としてゴシック・リヴァイヴァル建築と折衷主義で特徴づけられていた。ブルターニュ南端にある町クリッソンは、1820年代に流行したロマン主義の様式で再建されている。ブルターニュの灯台はほぼ全てが19世紀に建てられた。最も有名なのはアル・メン灯台、エクミュール灯台、ラ・ヴィエイユ灯台、ラ・ジュマン灯台である。ヴィエルジュ島の灯台は高さが77mあり、ヨーロッパで最も高い。
19世紀後半、いくつかの海辺のリゾート地が海岸沿いにつくられ、別荘とホテルが歴史主義建築、アールヌーヴォー様式、その後アールデコ様式で建設された。これらの建物はディナールやラ・ボール、ベノデに特に多く存在する。20世紀からの建物はサン＝ナゼール、ブレスト、ロリアンで見ることができる。上記の3都市は第二次世界大戦の爆撃で破壊され、戦後に再建された。ブルトン愛国主義者の建築家たち、ジャメ・ブイエ、オリエ・モルドレルが再建事業に参加した。

### 美術

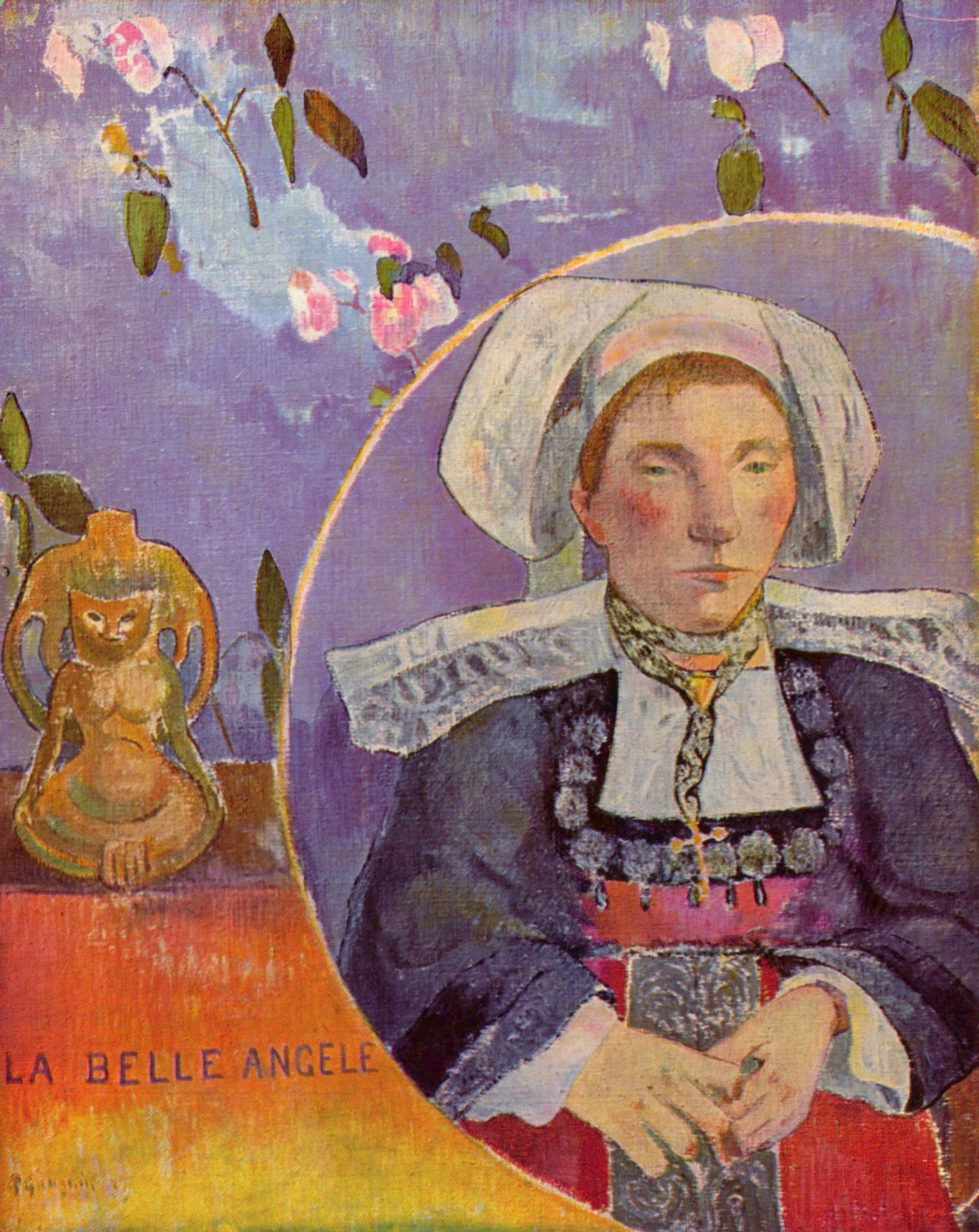
ポール・ゴーギャン画、美しきアンジェール

19世紀まで、カトリシズムがブルトン人芸術家たちの主たるインスピレーションであった。ブルターニュには、17世紀から19世紀にかけて生まれたバロック様式の祭壇画が数多くある。ブルトン人彫刻家も、奉納物として使われる船の模型や、箱型ベッドで有名であった。これらには繊細なブルトンの特徴と伝統的パターンを備えた、豪華な家具装飾が施されていた。ブルトン様式は1900年代から第二次世界大戦までの間強力な復興を果たし、セズ・ブルール運動（Fr）がブルトン様式を多く採用した。セズ・ブルール芸術家たちも、標準的なフランスのやり方を拒否し、伝統的技法と新たな素材の融合によって現代ブルトン芸術を生み出そうともした。この時代の一流芸術家にはデザイナーのルネ・イヴ・クレストン、イラストレーターのジャンヌ・マリヴェルとグザヴィエ・アース、そして彫刻家ラフィグ・テュル、フランシス・ルノー、ジョルジュ・ロバン、ジョセフ・サヴィーナ、ジュール・シャルル・ル・ボルゼックそしてジャン・フレウルがいる。
ブルターニュはまた工芸でも知られる。これは数多くの頭飾りや、18世紀初頭に生産が始まった陶器生産が挙げられる。カンペール焼きは手書きされたボウル、皿で世界中に知られる。ポルニックのような他の町にも、同様の陶器の伝統がある。陶器の窯元は常に、民族衣装を着た純真なブルトン人の意匠と彼らの日常生活を描く。デザインは強いブルトン文化の影響を受けるが、オリエンタリズムとアールデコ様式も用いられる。
他とは異なる文化と美しい風景を持つことから、ブルターニュは19世紀から多くのフランス人芸術家を世に送り出してきた。1850年代に存在を知られるようになったポン＝タヴェン派は20世紀始めまで続いた。ポン＝タヴァン（フランス語発音に合わせればポン＝タヴァンが正当なカナ表記であるが、美術の一派としての名称はポン＝タヴェン派として定着している）に移り住んだ芸術家たちは、エコール・デ・ボザールのアカデミック様式や、当時衰え始めていた印象派からも後で脱却を求めるようになった。ポン＝タヴェン派の画家には、ポール・ゴーギャン、エミール・ベルナール、シャルル・ラヴァル、ポール・セリュジエ、ポール・シニャック、マルク・シャガール、レーモン・ヴィンツらがいる。彼らより前には、ブルターニュをジャン・アントワーヌ・テオドール・ド・ギュダン、劇的な海と嵐の風景を求めてやってきたジュール・アシル・ノエルといったアカデミック派とロマン派の画家たちも訪れていた。

### 音楽

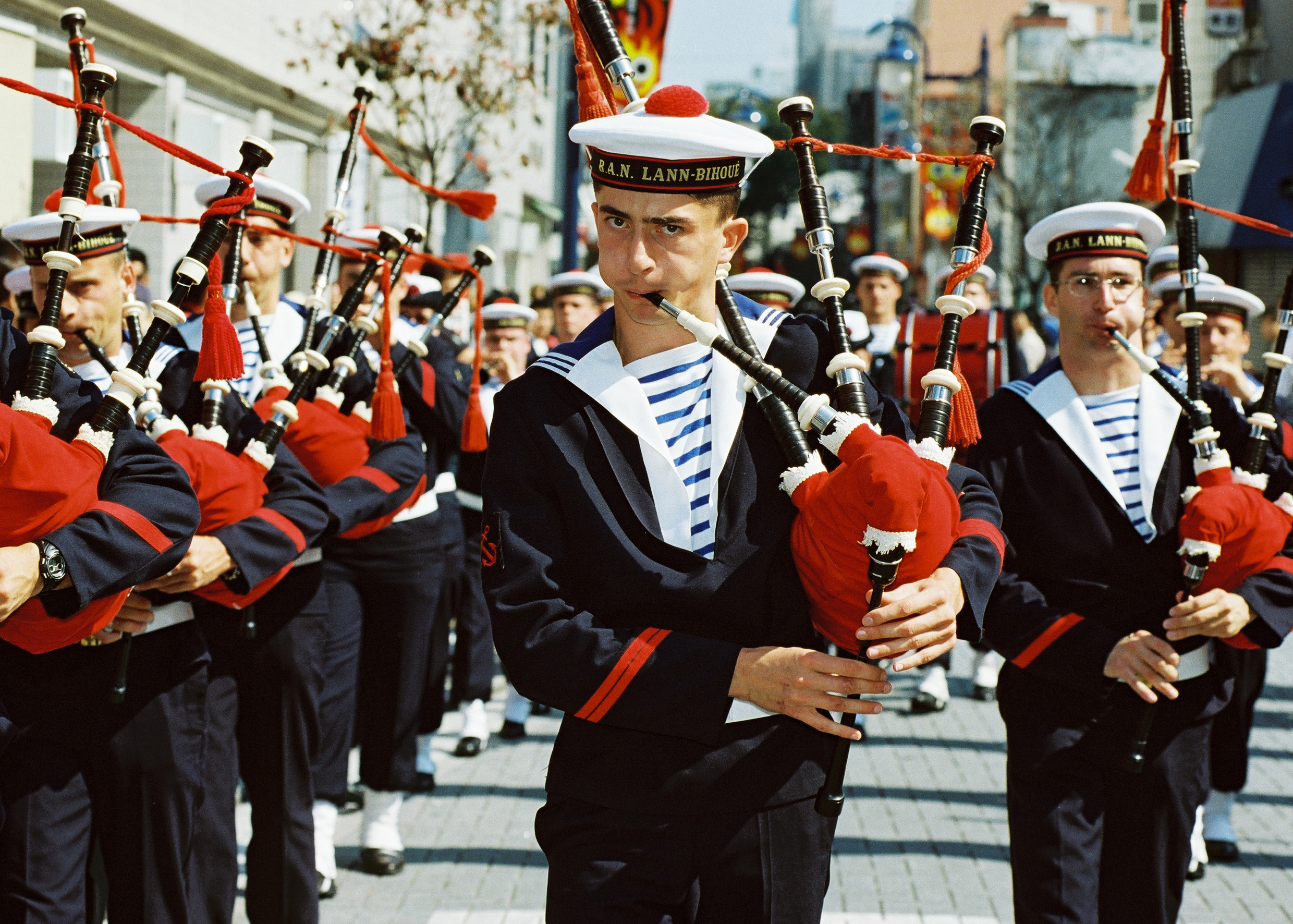
ロリアンのバガド、ラン＝ビウエ

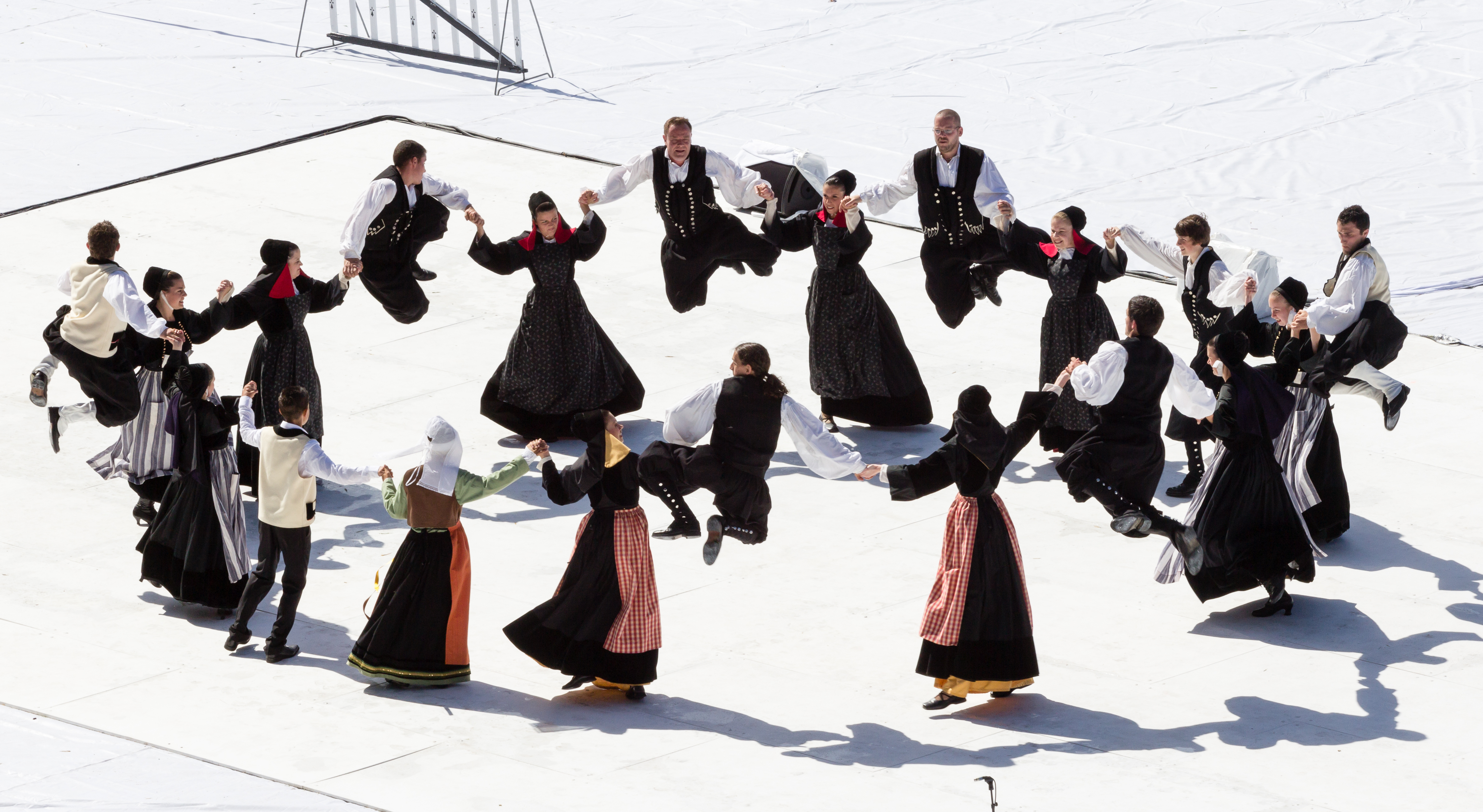
サークル状に踊るケルレン・ポンディの踊り手たち、2012年

1970年代初頭から、ブルターニュは民俗音楽の途方もない復興を経験した。小規模のフェスト・ノズとともに、数多くのフェスティヴァルが創設された。バガドウ（bagadoù、単数形はbagad）は、バグパイプ、ボンバール（円錐形のダブルリード笛）、そしてドラム（スネア・ドラムを含む）から構成される楽団で、スコットランドのパイプ・バンドに触発されて現代的につくられた。ラン＝ビウエ（fr）は最も知られているバガドの1つで、フランス海軍に所属する。ラン＝ビウエは、毎年開催されるバガドウ大会に出場しない唯一のバガドである。ケルティック・ハープも、歌やダンス同様一般的である。Kan ha diskanは、歌唱法で最も一般的である。2人の歌い手がコールアンドレスポンスで歌い、踊る。ブルトンの舞踊は通常サークル・ダンス、チェーン・ダンスや二人ひと組であったりする。これは全ての地域で異なる。最古の踊りはパスピエとガヴォットだと見られている。最新の踊りはカドリーユやフランス・ルネサンス期の踊りから派生している。

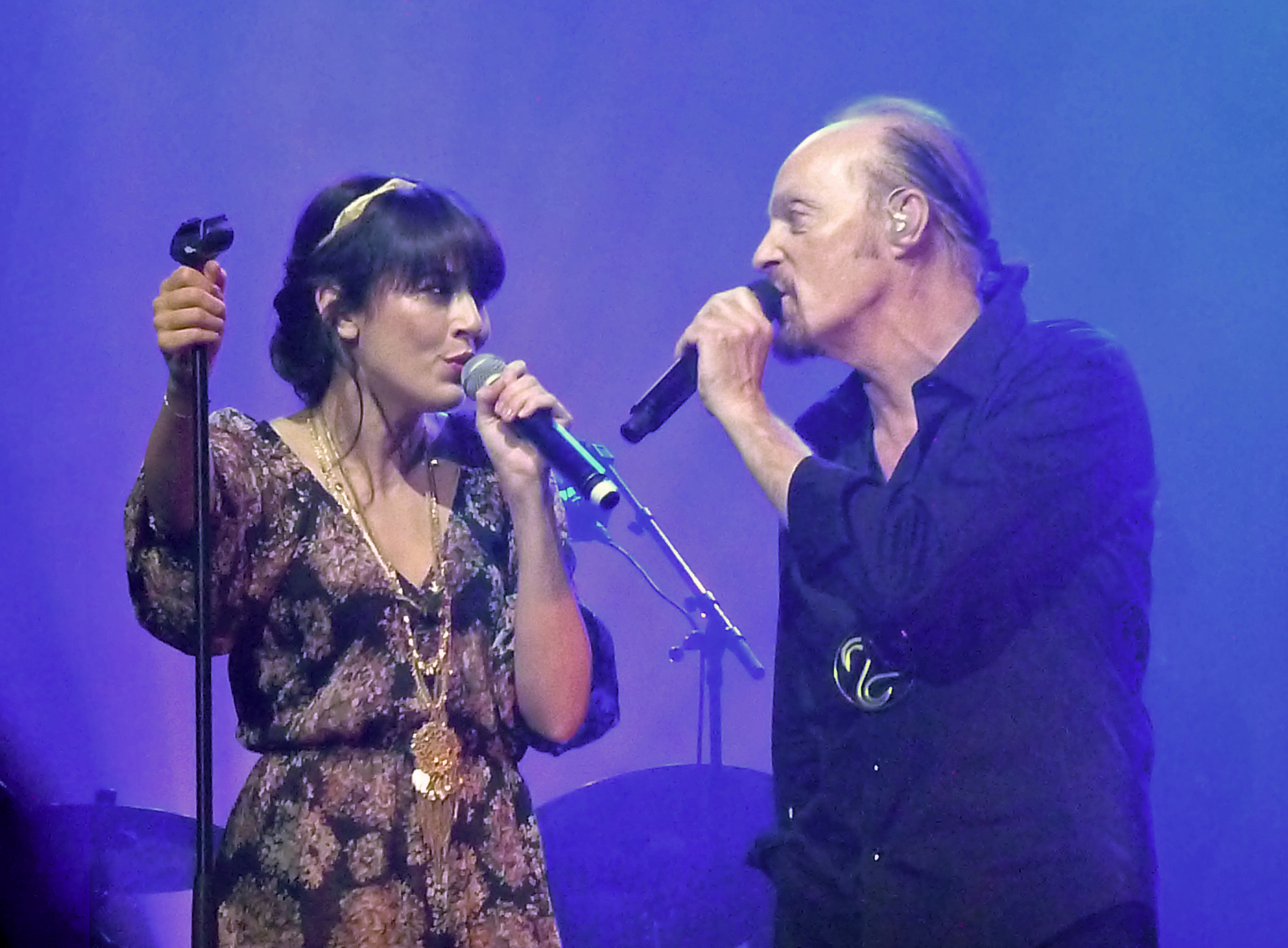
ノルウェン・ルロワ、アラン・スティヴェルで、2012年

1960年代、幾人かのブルトン人アーティストがブルトン語のポップ・ミュージックを生み出すために現代的なパターンを用い始めた。彼らの一人、アラン・スティヴェルはケルティック・ハープと世界におけるブルトン音楽に最も貢献した。彼はまた、自分の作品にアメリカのロックンロールを用い、1970年代のブルトン・バンド、コルノグ、グウェルズ、トリ・ヤンに影響を与えた。スティヴェルは伝統的なブルトンの歌を復活させ、フランス全体に普及させた。ソルダ・ルイは主要なブルトン・ロック・バンドである。有名なブルトン人歌手は、ジル・セルヴァ、ダン・アル・ブラズ、ドゥネズ・プリジャン、ノルウェン・コルベル、ノルウェン・ルロワである。パリ出身のヒップポップ・グループ、マノーはブルトンとケルトから強いインスピレーションを得ている。
映画『アメリ』のサウンドトラックを作曲したヤン・ティルセン、エレクトロ・ミュージックのバンドイェール、そしてアヴァンギャルド音楽の歌手ブリジット・フォンテーヌもブルターニュ出身である。19世紀の作曲家ルイ＝アルベール・ブルゴー＝デュクドレは、現在ワールド・ミュージックとして知られるものから影響を受けた初期の西欧人作曲家の一人である。

### 伝承と文学

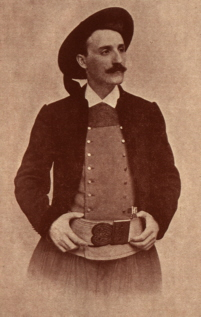
シンガーソングライターのテオドール・ボトレル。彼は詩人、劇作家でもあった

ブルターニュは、アーサー王物語とアーサー王と密接なつながりがある。ウァースによれば、ブロセリアンドの森はブルターニュにあり、現在のパンポンの森と考えられている。そこには、湖に囲まれた城の遺跡があり、この城は湖の乙女と関係がある。ドルメンはマーリンの墓で、小道はモーガン・ル・フェイが男たちを誘惑して歩かせた「二度と戻れぬ谷」（en）であるとされる。トリスタンとイゾルデも、ブルターニュに暮らしていたと言われている。別の有名なブルターニュの伝承には、海に飲み込まれた都市イスの物語がある。
19世紀以前のブルトン文学はほぼ口承によるものだった。中世の詩人たちによって楽しまれた口承の伝統は15世紀の間に絶えてしまい、ブルトン語で書かれた本は1850年以前は非常に貴重なものだった。当時、地元の作家たちが地元の伝承を収集し始め、公に出版し、オリジナル作品を書き始めた。1925年から第二次世界大戦までの間に出版された、文学ジャーナル誌グウァラルン（en）は現代ブルトン文学を支持し、広く知られる小説のブルトン語翻訳を助けた。戦後、アル・リアム誌がグウァラルン誌の役割を担った。ブルトン語で書いた作家には、ロマン派の詩人オーギュスト・ブリゾー、ネオ・ドルイディズムの吟遊詩人エルワン・ベルトゥ、アーサー王に関するブルターニュの伝承を集めたテオドール・エルサール・ド・ラ・ヴィルマルケ、グウァラルン誌創刊者ロパルズ・エモン、ペール＝ジャクズ・エリアス、グランモール、ペル・ドゥネズ、そしてミーヴァンらがいる
フランス語におけるブルトン文学は、エミール・スヴェストルが書いた19世紀の歴史小説を含む。アナトール・ル・ブラズが記したブルターニュ旅行記、シャルル・ル・ゴフィックが記した詩と小説、シンガーソングライターテオドール・ボトレルと、海洋作家アンリ・ケフェレックの作品も含まれる。ブルターニュは、シャトーブリアン、ジュール・ヴェルヌ、エルネスト・ルナン、フェリシテ・ロベール・ド・ラマネ、ピエール・アベラールといった多くの作家たちの生誕の地でもある。

### 博物館・美術館
レンヌに、1856年に開館した博物館がある。ブルターニュの歴史を中心とした収蔵品を持つ。先史時代を主体としたものや、カルナックやパンマールには巨石記念物を集めた博物館もある。一方、ヴァンヌやナントにはその土地の歴史を代表する博物館がある。
レンヌ美術館は、ドメニコ・ギルランダイオ、パルミジャニーノ、アルブレヒト・デューラーやレンブラントの絵画やエングレーヴィングと同様に、古代のエジプト、ギリシャ、ローマの広範囲な収蔵品を持つ。フランス人画家の作品には、ジョルジュ・ド・ラ・トゥール、フランソワ・ブーシェ、ポール・ゴーギャン、オーギュスト・ロダン、カミーユ・コロー、ロベール・ドローネーのものがある。パブロ・ピカソ、ルーベンス、ピーター・レリー、パオロ・ヴェロネーゼの作品もある。ナント美術館はさらに近現代アートの作品が豊富で、エドワード・バーン＝ジョーンズ、ドミニク・アングル、ウジェーヌ・ドラクロワ、ギュスターヴ・クールベ、ポール・シニャック、タマラ・ド・レンピッカ、ヴァシリー・カンディンスキー、マックス・エルンスト、ピエール・スーラージュ、ピエロ・マンツォーニの作品がある。ブレストおよびカンペール美術館も、大量のフランス絵画と一部はイタリアおよびオランダ絵画という、同様のコレクションを提供している。ポン＝タヴェン美術館はポン＝タヴェン派作品に特化している。現代彫刻は、ビニャンにあるケルゲエネック城の公園で見ることができる。
サンマロ、ロリアン、ドゥアルヌネの博物館では、船舶や海洋の伝統と歴史を主体とする。国立海洋博物館はブレストに大規模な別館を持ち、ロリアンでは潜水艦が一般公開されている。ロリアンでは1942年にできたケロマン潜水艦基地を訪問することもできる。そしてシテ・ド・ラ・エリック・タバルリーは、セーリング専門の博物館である。サン＝ナゼールでは多くのオーシャン・ライナー、ノルマンディー号やフランス号が建設された。客船内部を展示する博物館は第二次世界大戦中に基地であった場所につくられている。ナントは、ジュール・ヴェルヌ博物館、ナント自然史博物館、そして考古学博物館とデザインのミュゼ・ドブレがある。

### フェスティヴァル

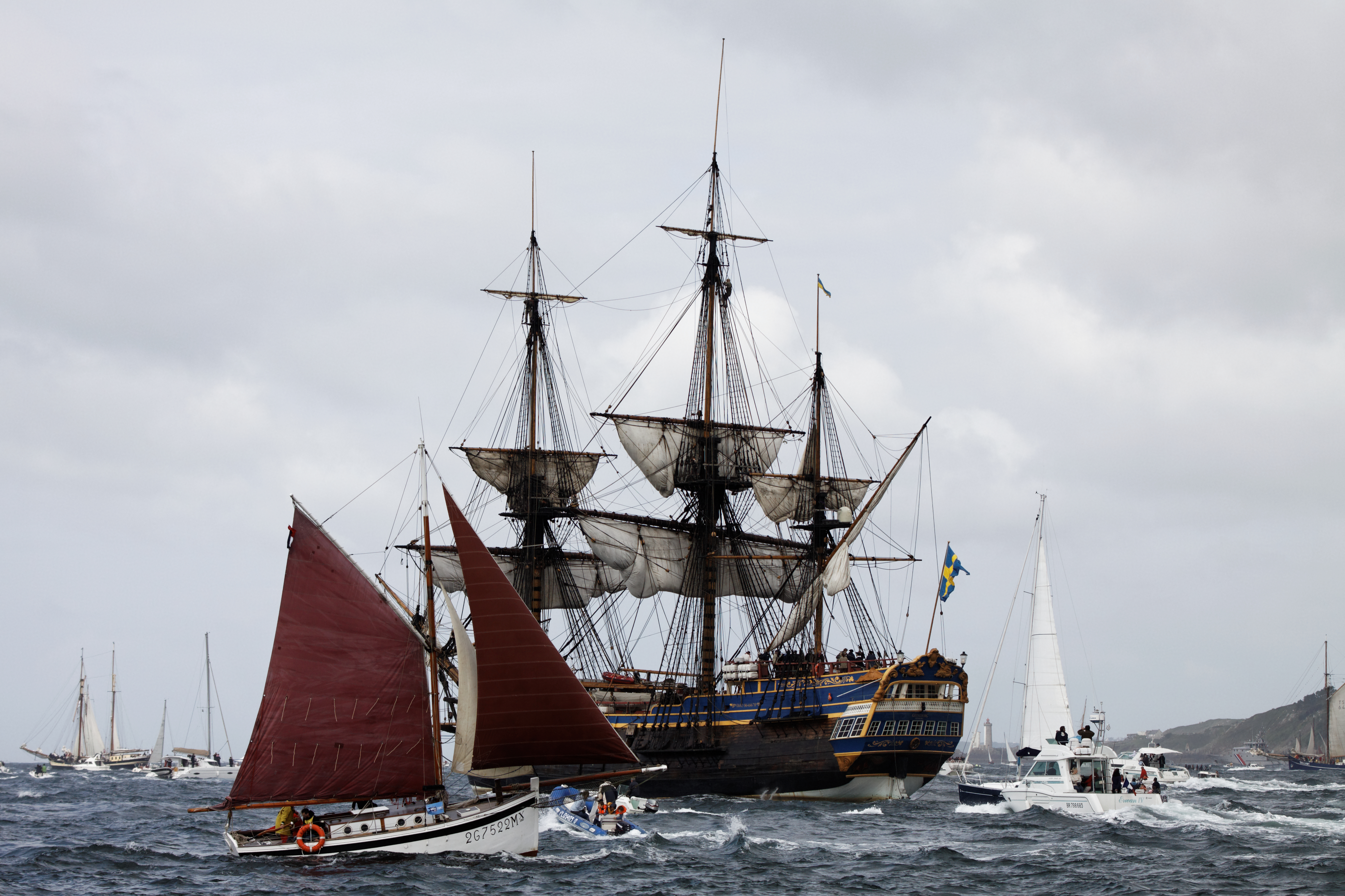
ブレスト沖にやってきた帆船イェーテボリ

ブルターニュは祝祭や催し物の活発な暦を持つ。サンマロのラ・ルート・デュ・ロック、カレのヴィエイユ・シャリュ、レンヌのランコントル・トラン・ミュジカル、クロゾンのブー・デュ・モンド、クリッソンのエルフェスト、ブレストのアストロポリスといった、フランス有数の大規模現代音楽フェスティヴァルがブルターニュで開催されている。インテルセルティック・ド・ロリアン・フェスティヴァルは毎年、ケルト諸語圏の全地域とケルト末裔の人々からなる参加者を歓迎している。ナントのラ・フォル・ジュルネは、フランス最大のクラシック音楽の祭典である。
ブルターニュの文化が強調されるのは、聖イヴの日（5月19日）前後に多くの場所で催されるフェト・ド・ラ・ブルターニュ（Fête de la Bretagne）、カンペールのコルヌアイユ・フェスティヴァルにおいてである。いくつかの町は、地元の伝統に関係する催しで歴史的な事件の再現も行う。漁業の祭りであるコンカルノーのフィレ・ブルーが知られる。
ブルターニュは、ナント三大陸映画祭のようないくつかの映画祭もある。ユトピレール国際サイエンス・フィクション・フェスティヴァルもナントで開かれている。ブレストとドゥアルヌネでは大型帆船が一堂に会する祭りがある。

### スポーツ

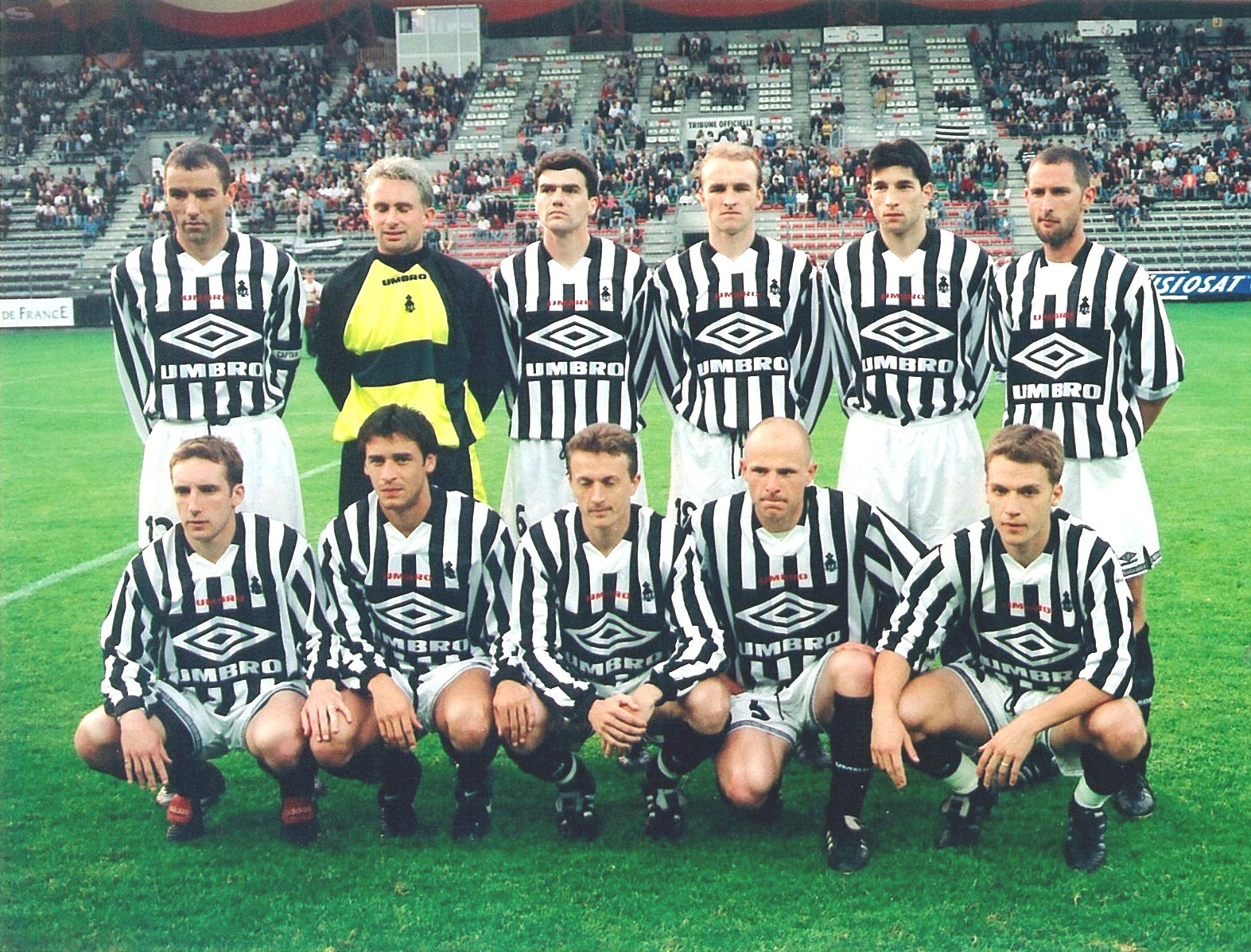
1998年のサッカー・ブルターニュ代表

サッカー、サイクリング、セーリングがブルターニュで人気のある三大スポーツである。メジャーなサッカー・クラブにはFCナント、スタッド・レンヌ、FCロリアン、スタッド・ブレスト29、ヴァンヌOC、 EAギャンガンがある。ブルターニュ出身のプロ・サッカー選手は、時にはナショナル・チームとしてプレイするサッカーブルターニュ代表チームに入る。
ツール・ド・フランスの勝者にはブルトン人が幾人かいる。ベルナール・イノー、シリル・ギマール、ルイゾン・ボベ、ジャン・ロビック、リュシアン・プティ＝ブルトンである。
セーリングは、ラ・トリニテ＝シュル＝メール、ポルニシュ、コンカルノー、ロリアン、セーリングの名門校のあるグレナン諸島のような海のリゾート地で特に重要である。多くのブルトン人がセーラーとして絶賛された。エリック・タバルリー、ロイク・ペロン、ジャン・ル・カム、ミシェル・デジョワユー、オリヴィエ・ド・ケルソーゾン、トマ・コヴィル、ヴァンサン・リウー、マルク・パジョらである。太平洋単独横断ヨットレースではルト・ド・ロム（fr）、トランザット・ケベック＝サンマロ（fr）、ジュール・ヴェルヌ・トロフィーが、著名なブルターニュのセーリング競技会である。ソリテール・デュ・フィガロ（fr）のステージは、しばしばブルターニュがスタート地点になる。
民族的な相撲であるグラン（fr:Gouren）はブルターニュのスポーツとして一般的である。ブール・ブルトンヌはペタンクに関係する球技である。オート＝ブルターニュとフランスの他地域で一般的なパレもペタンクと関係があるスポーツだが、ボールの代わりに鉄製の円盤を用い、円盤を木製のボードに向けて投げるルールがペタンクと異なる。

### ブルトン料理

カップに注がれたシードル

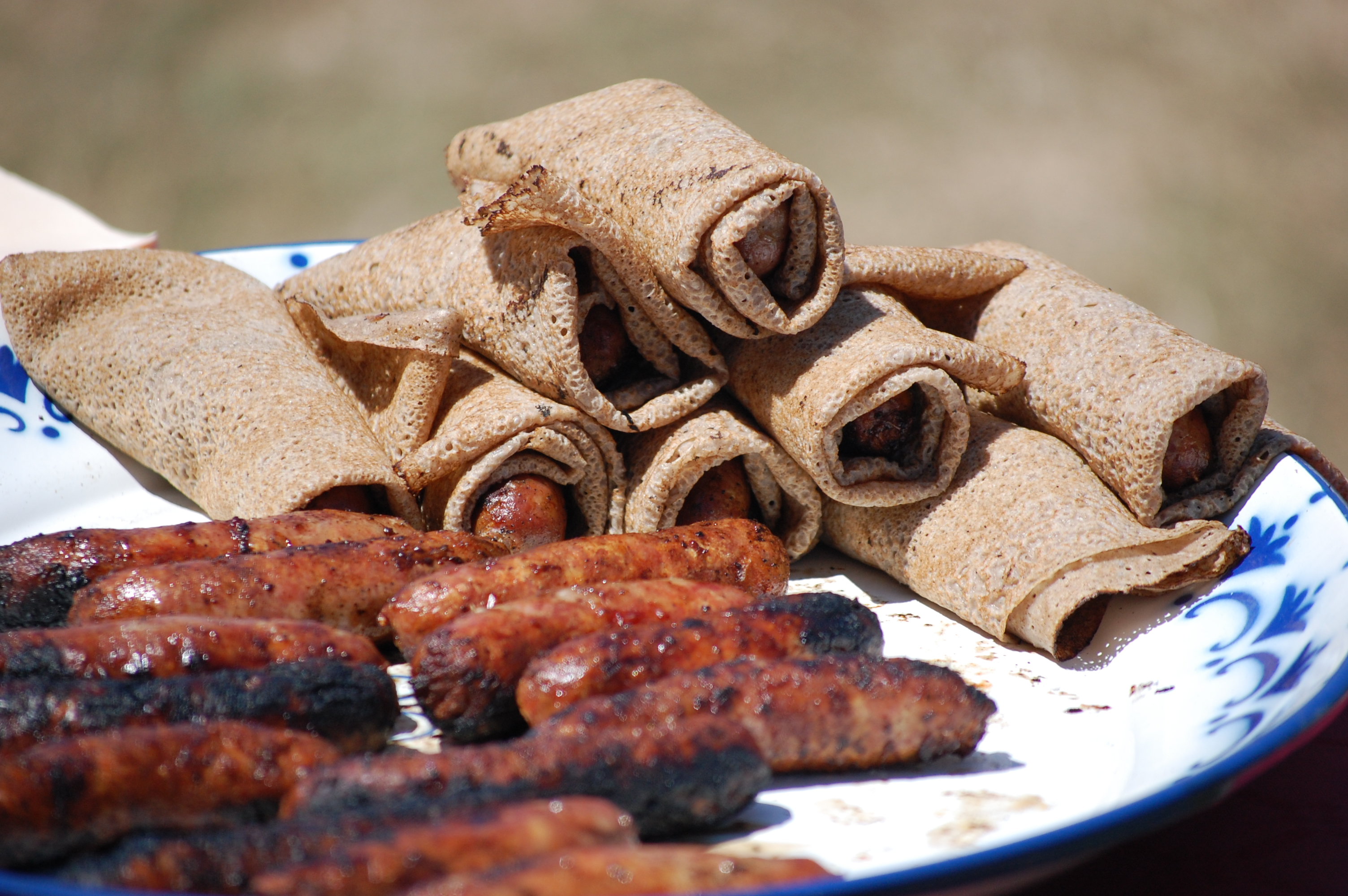
ソーセージが添えられたそば粉のガレット

ロワール側の南側でミュスカデや白ワインが生産されているが、伝統的なブルターニュの飲み物といえばシードルである。ブルターニュは国内で2番目にシードルが生産される地域圏であるシードルは伝統的にボウルかカップで提供される。ブルターニュにはビールの長い歴史もあり、その発祥は17世紀にさかのぼることができる。若いビール醸造職人たちが様々なビールを生産している。アルコール度数の強い飲料には、野生のハチミツで作った蜂蜜酒の一種シューシャン、リンゴから作られるブランデーのランビグがある。
クレープとガレットは、ブルターニュ料理を象徴する料理である。クレープにはバターや塩キャラメルのソースを添えて出され、デザートや朝食にされる。ガレットはいつもは塩味で、そば粉で作られる。この二品は伝統的に基本的な食べ物としてパンの代わりにされてきた。ガレットには、チーズ、ソーセージ、ベーコン、マッシュルームまたはタマゴが添えられる。ブルターニュのバターミルクであるレ・リボが飲み物として添えられる。ブルターニュには、そば粉の団子が入った豚肉または牛肉の煮込み、ポトフに似たKig ha farzという料理がある。
海に囲まれているブルターニュは、新鮮で幅広い魚介類が提供される。特にムール貝とカキが知られる。魚介料理では魚のシチュー、コトリアドがある。ナント近郊サン・ジュリアン・ド・コンセーユで発明された白バターソースがしばしば魚料理に用いられる。ブルターニュは、ゲランド周辺で採れる塩でも知られ、ブルターニュの塩はバターやミルク・キャラメルに用いられる。ブルターニュはビスケット製造で有名で、カンペール、ロリアン、ポン＝タヴェン、サン＝ブリユーなど多くの町にそれぞれ工場がある。BN社、そしてLUブランドのビスケットを製造するルフェーヴル・ユティル社はナントに、ラ・トリニテーヌ社はラ＝トリニテ＝シュル＝メールに、ガレット・サン＝ミシェル社はサン＝ミシェル＝シェフ＝シェフにある。これらのビスケット・メーカーは、自社製品に常に塩バターを用い、缶に入れてビスケットを販売している。有名なブルターニュのペイストリーには、多量のバターと塩が入ったパン生地で作られるクイニーアマン、甘いヨークシャー・プディングのようなファーブルトン、プラムを材料とするクラフティがある。

## 交通

### 道路

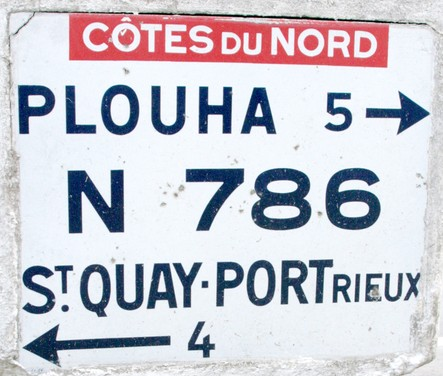
トレヴヌックの国道786号線にある古い道路標識

1970年代まで、ブルターニュの道路網は貧弱であった。海上輸送と鉄道網が優っていたためである。ド・ゴール大統領は1970年代に主要道路建設計画を実施し、25年間でブルターニュには1億フラン以上の投資が行われた。高速道路が1万キロ以上建設され、それまでの4倍の道路輸送ができるようになった。ブルターニュの高速道路は、フランスによくある高速道路とは違い、有料道路ではない。
主要道の動脈は、都市と西海岸沿いのその他集落とをつなぐ。国道12号線はレンヌ、サン＝ブリユー、モルレー、ブレスト間をつなぐ。また、ノルマンディー南部へもつなぎ、終着はパリである。ブルターニュ南部では、ナント、ヴァンヌ、ロリアン、カンペール、ブレストに通じる国道165号線が南岸沿いで同じ役割を担う。国道164号線は半島中心部を横切り、レンヌからルデアック、モルレー、シャトーランをつなぐ。そして国道166号線はレンヌからヴァンヌ間を走る。国道137号線はサンマロ、レンヌ、ナント間をつなぎ、ボルドーが終着である。
ナント＝パリ間はA11が走る。レンヌはパリへ向かうA81と、カーンへ向かうA84の両方とつながっている。これら高速道はフランスの標準的な有料道路である。

### 空路

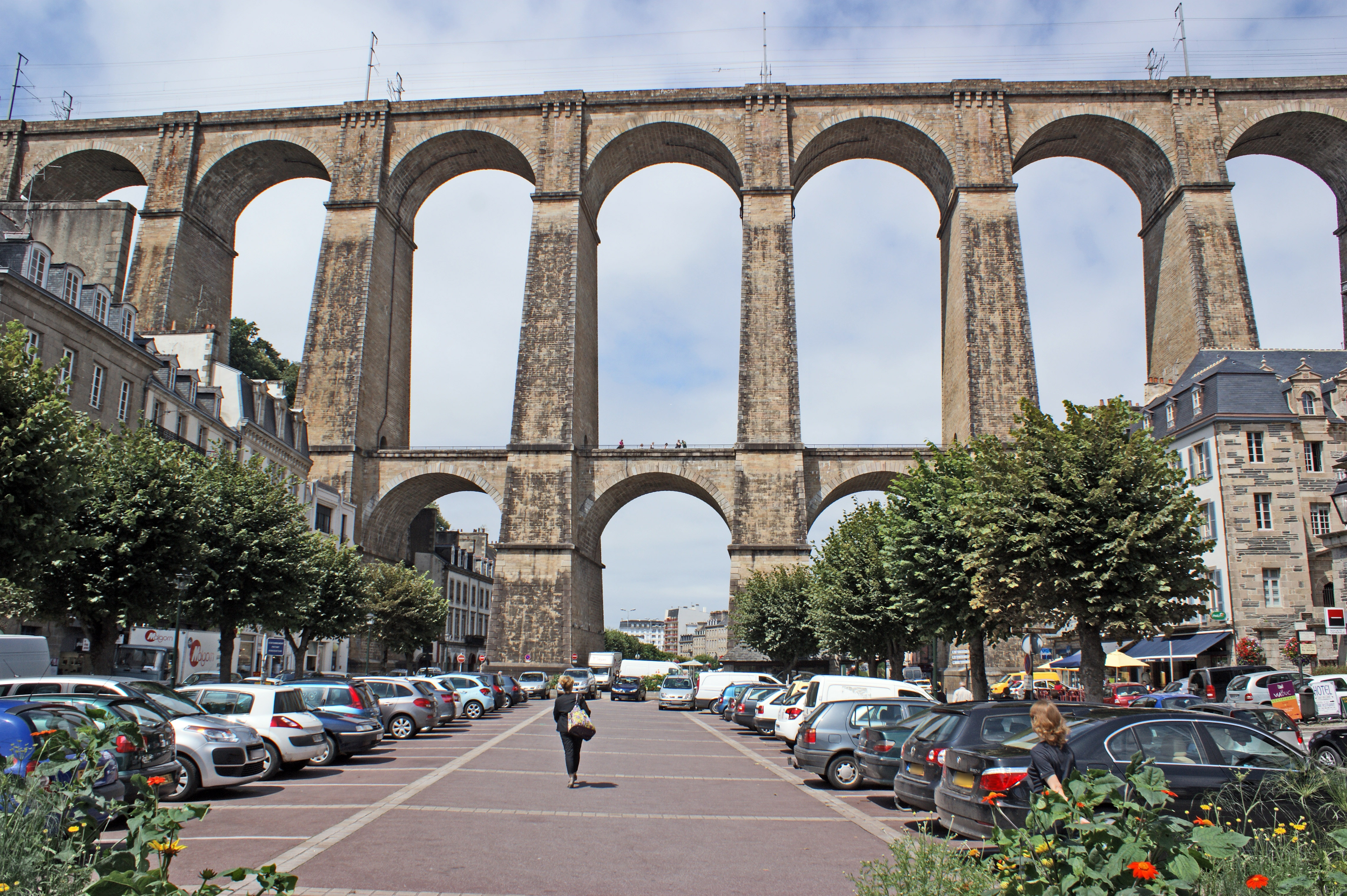
モルレーの鉄道橋

ブルターニュ最大の空港は、ナント・アトランティク空港である。イギリス、イタリア、ドイツ、アイルランド、モロッコからの路線がある。ナント・アトランティク空港の機能は、ナント北西30kmにある新たなグラン・ウェスト空港に2017年に移転する予定である。ブレスト・ブルターニュ空港はブルターニュ第2の空港である。次いでレンヌ・サン・ジャック空港、ロリアン空港、ディナール・サンマロ空港と続く。サン＝ブリユー・アルモール空港には、ブルターニュとチャンネル諸島を往復する便が到着する。その他の小さな空港、カンペール空港、ランニオン空港などは、国内線が飛ぶ。

### 鉄道

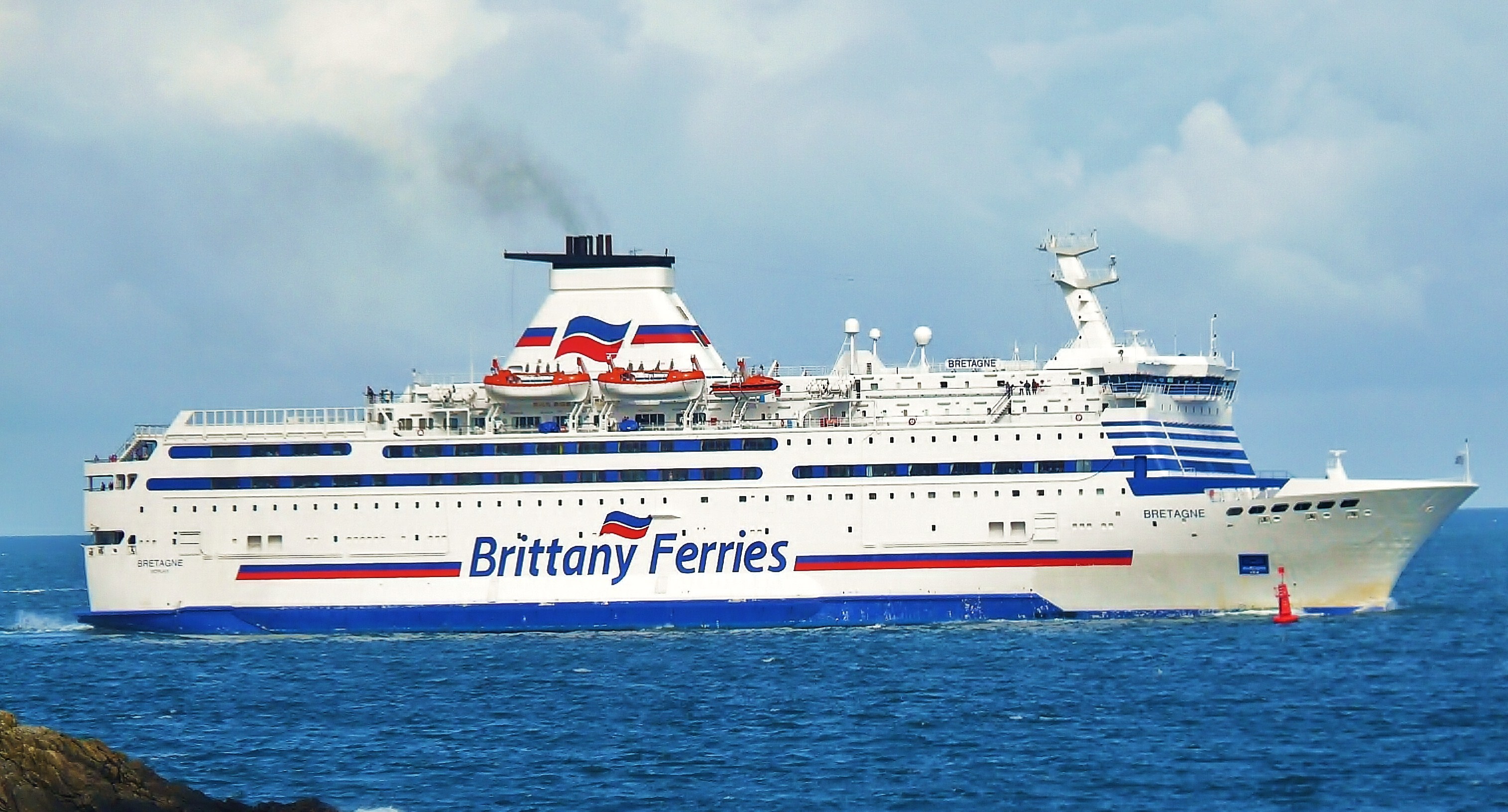
ブリタニー・フェリーズ社のMS Bretagne

ブルターニュは2つの主要TGV路線がある。1つは、パリからナント、南岸のル・クロワジックを結ぶ路線、もう1つはパリからレンヌ、ブレストを結ぶ路線である。ル・マンで停車するLGV大西洋線は、2017年にレンヌまで拡張され、パリ＝ブルターニュ間がさらに高速化される。TGVの列車は、ブルターニュとリヨン、ストラスブール、マルセイユ、リールとの区間もつないでいる。在来線はTERブルターニュによって運営され、ヴァンヌやカレ＝プルゲール、ロスコフ、パンポルといった小さな町をつなぐ。TERブルターニュはレンヌ＝ナント間をつなぐ路線も運営している。TERペイ・ド・ラ・ロワールは、ナントとロワール＝アトランティック県の小さな町とをつなぐ電車路線を運営している。

### 海上輸送
アイルランド、イングランド、チャンネル諸島へ乗客、車両、貨物を運ぶフェリー・サービスがある。主な企業はブリタニー・フェリーズ（en）で、プリマス＝ロスコフ間、ポーツマス＝サンマロまたはロスコフ、そしてコークの間を往来する。アイリッシュ・フェリーズ（en）は、ロスレアのユーロポートとロスコフの間を結び、コンドア・フェリーズ（en）はサンマロ＝ジャージー島間を往復する。

## ブルターニュの象徴

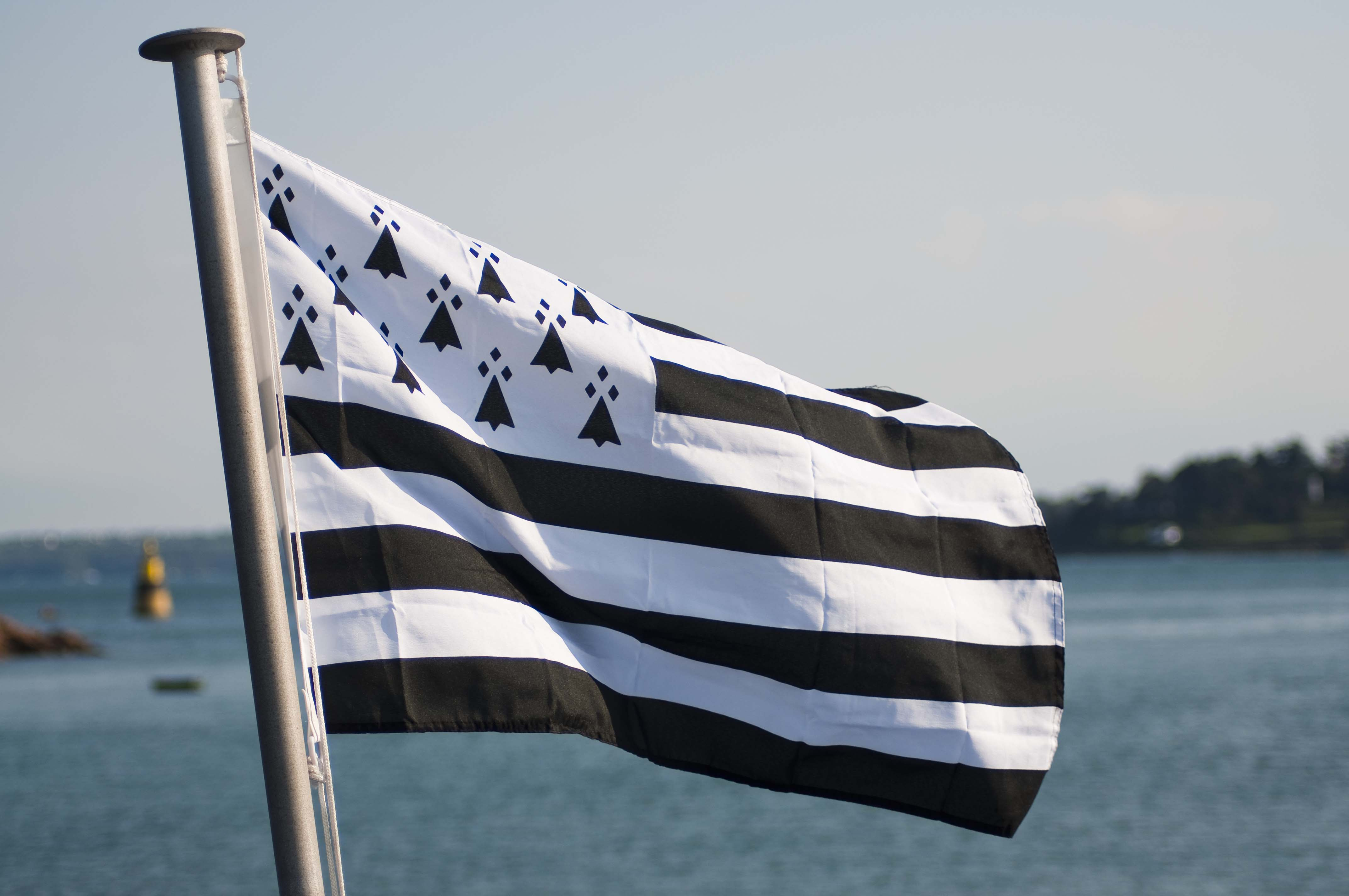
ブルターニュの旗

エルミーヌ・プラン

現代的なブルターニュの旗は、1923年にデザインされた。ブルトン語で白黒を意味するGwenn ha Duと呼ばれており、アーミン（エルミーヌ）のスポットが11（数は変わることがある）、そして9本の縞模様からなる。黒い縞はブルトン語が話される歴史的な司教区を表し、白い縞はガロ語が話される司教区を象徴している。旗は、従来のアーミンの平易な規格が、貴族的で王党派すぎるとみなされて変更させられた。これはアメリカ合衆国の旗とイギリスのレッド・エンサインに触発されていた。1920年代から旗は非常に人気を集め、数多くの機関で掲げられた。アーミンの旗とは別に、ブルターニュの歴史的なバナーには白地に黒十字が描かれたKroaz Duがあり、コーンウォールのシンボルであるセント・パイランの旗とは逆である。

エルミーヌはブルターニュ公が紋章に用いていた

ブルターニュの紋章であるエルミーヌ・プランは、1316年にブルターニュ公ジャン3世によって採用された。エルミーヌはずっと以前よりブルターニュで用いられてきた。その起源の手がかりはない。それはおそらく、フランスのフルール・ド・リスとの類似性から代々の公爵たちに選ばれたのだろう。エルミーヌ、またはオコジョは、14世紀後半にブルターニュ公ジャン4世の紋章の動物となった。紋章のエルミーヌは後で、教会や城を含む数多くの場所に登場するようになった。庶民の伝承によると、アンヌ・ド・ブルターニュが自らの宮廷を引き連れ狩猟に出かけたとき、汚い湿原を横切るよりも死を選ぶという白いオコジョを見つけた。このエピソードは、女公アンヌのモットー"Potius mori quam foedari"（不名誉よりも死を）にインスピレーションを与えたとされる。このモットーは後にブルトン連隊、第二次世界大戦中の地元レジスタンスや文化運動で再度利用された。
公式ではないものの、『我が父祖の地』（Bro Gozh ma Zadoù）がブルターニュの国歌とされている。これはウェールズ国歌の音楽を再活用したもので、詩は19世紀後半に書かれた。
一般的なブルターニュの象徴には、ケルトの三脚巴、メンヒル、ドルメン、ガレットのような地元料理、そして頭飾りのビグダン、伝統的な丸い帽子、漁師、黄色いレインコートが含まれる。BZHとは、ブレイス（"Breizh"、ブルターニュのブルトン語名）の一般的な略字である。そして住民はしばしば自分の車のナンバープレートにBZHのステッカーを貼る（フランスの法律ではプレートにステッカーを貼るのは違反である）。 .bzhは、ブルトン文化および言語用に提案されたインターネットのトップレベルドメインである。

## ギャラリー

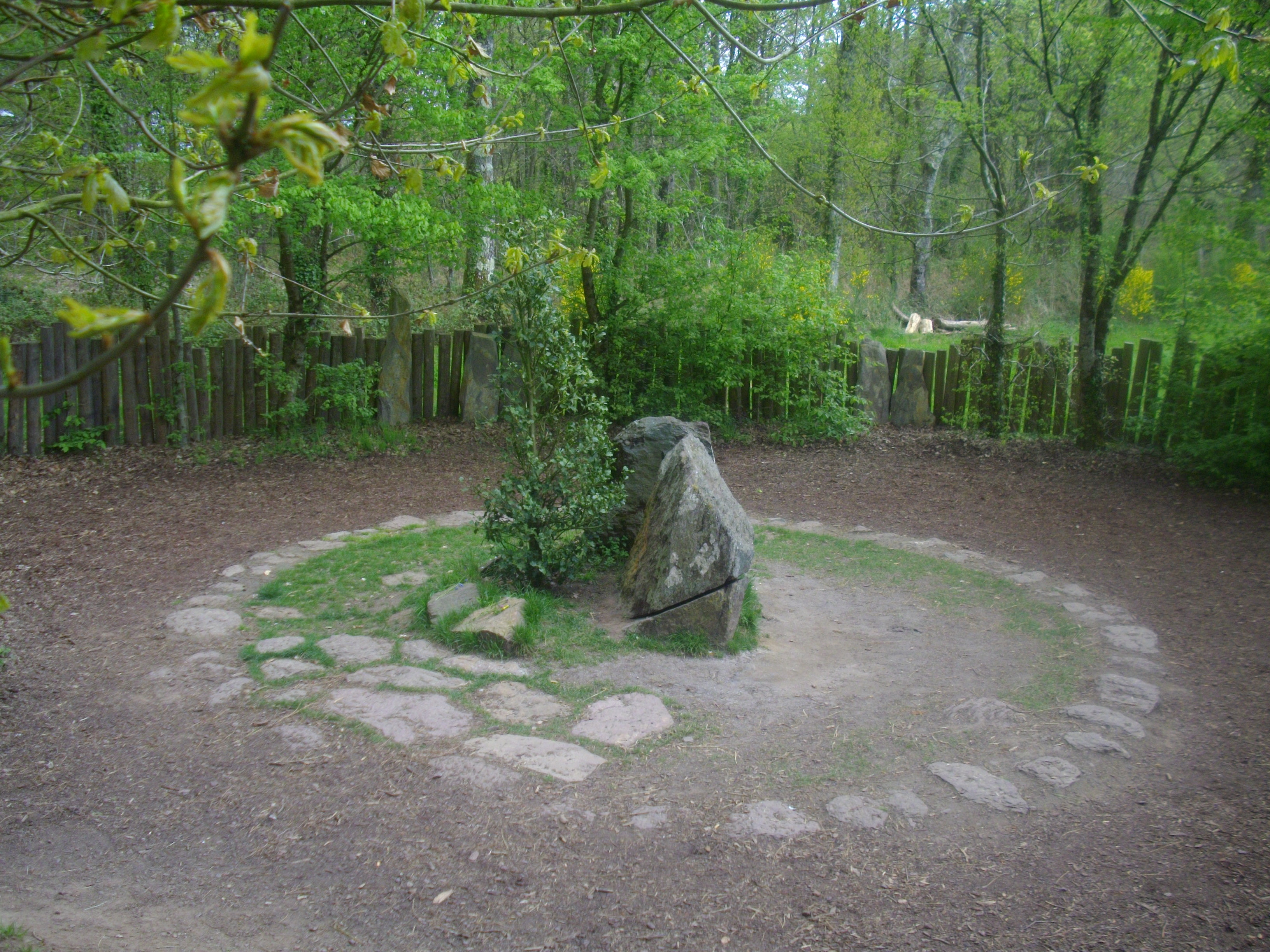
ブロセリアンドの森とされるパンポンの森にあるマーリンの墓
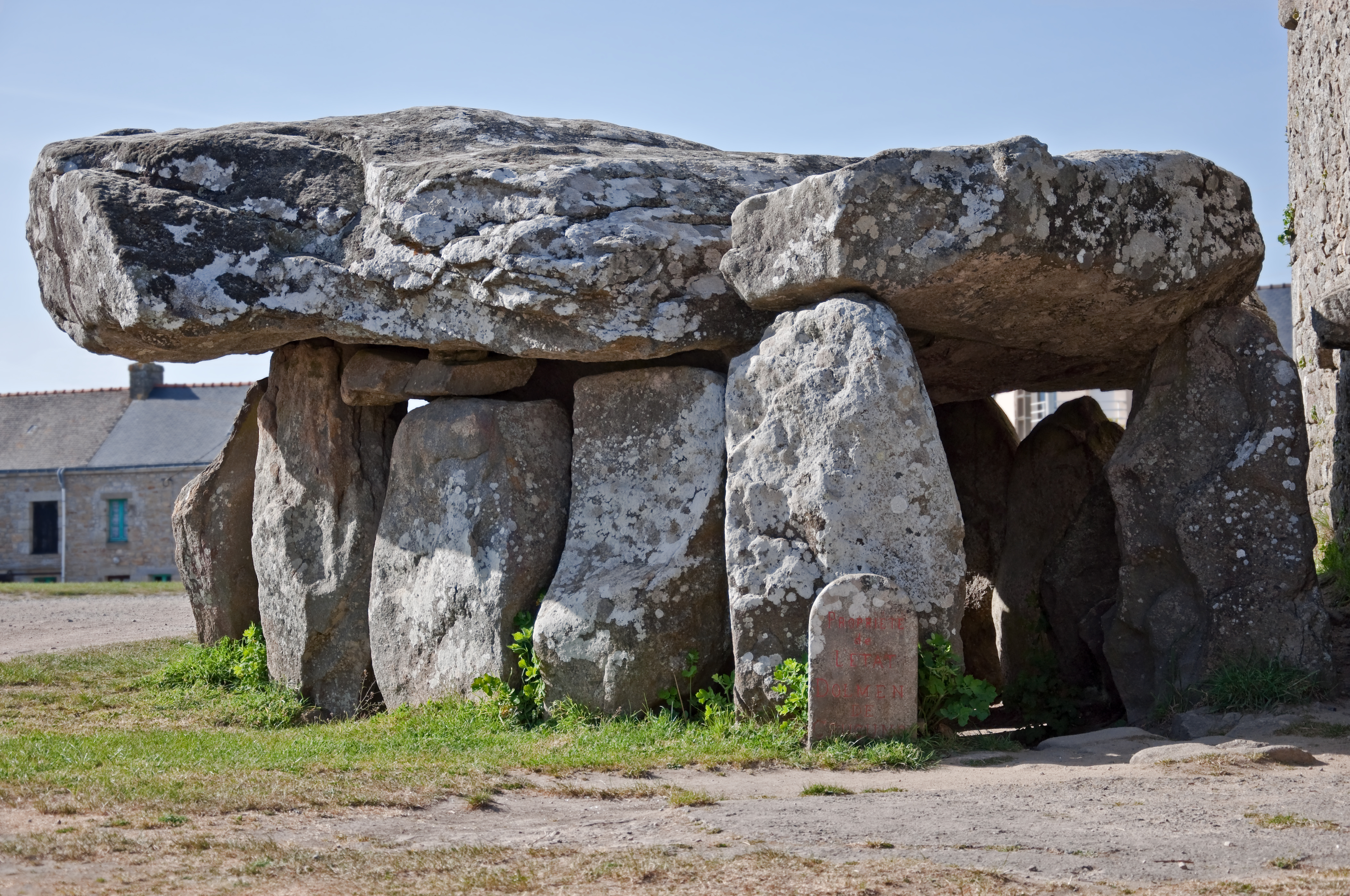
プルアルネルのドルメン
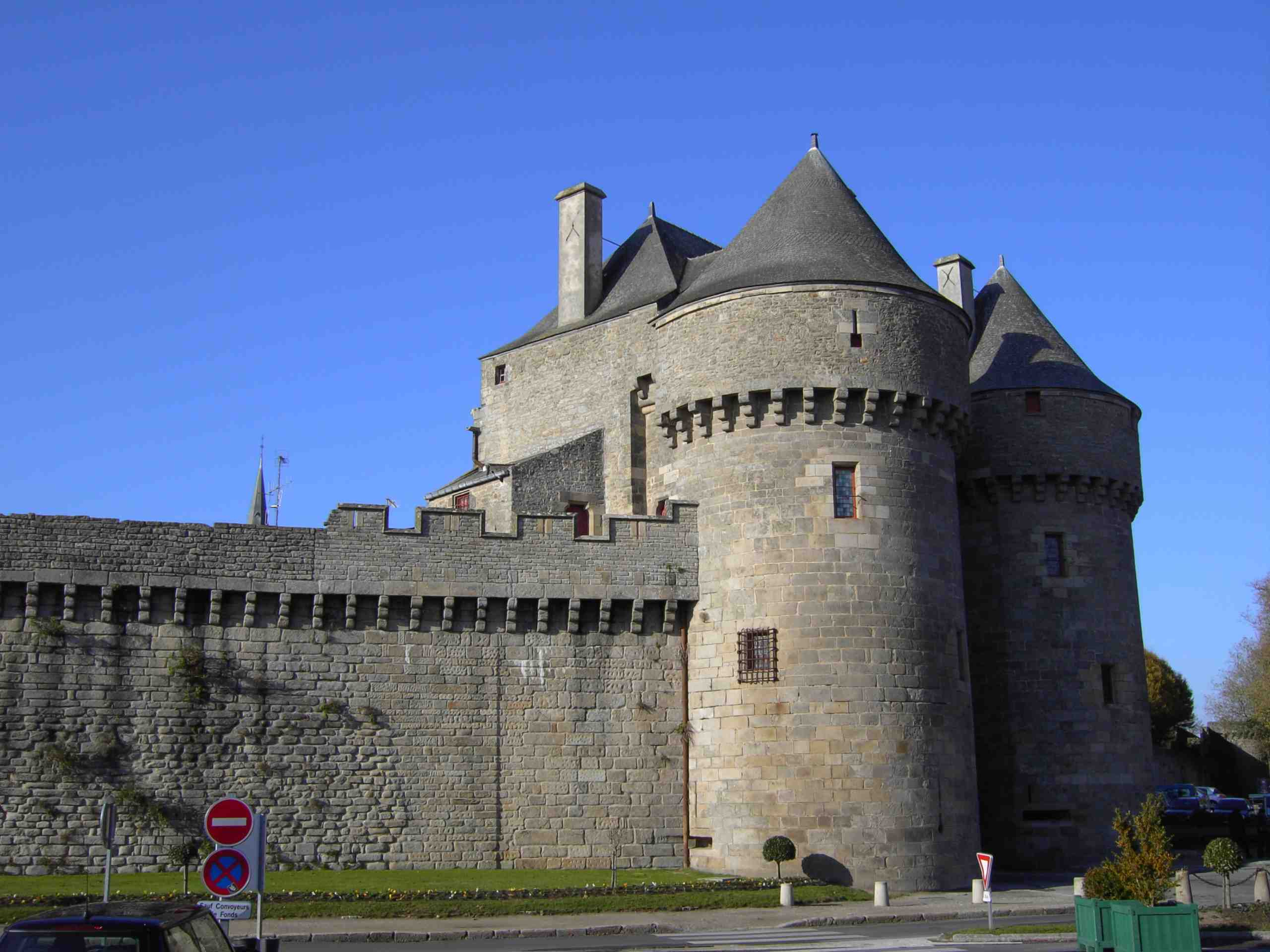
ゲランドの城壁
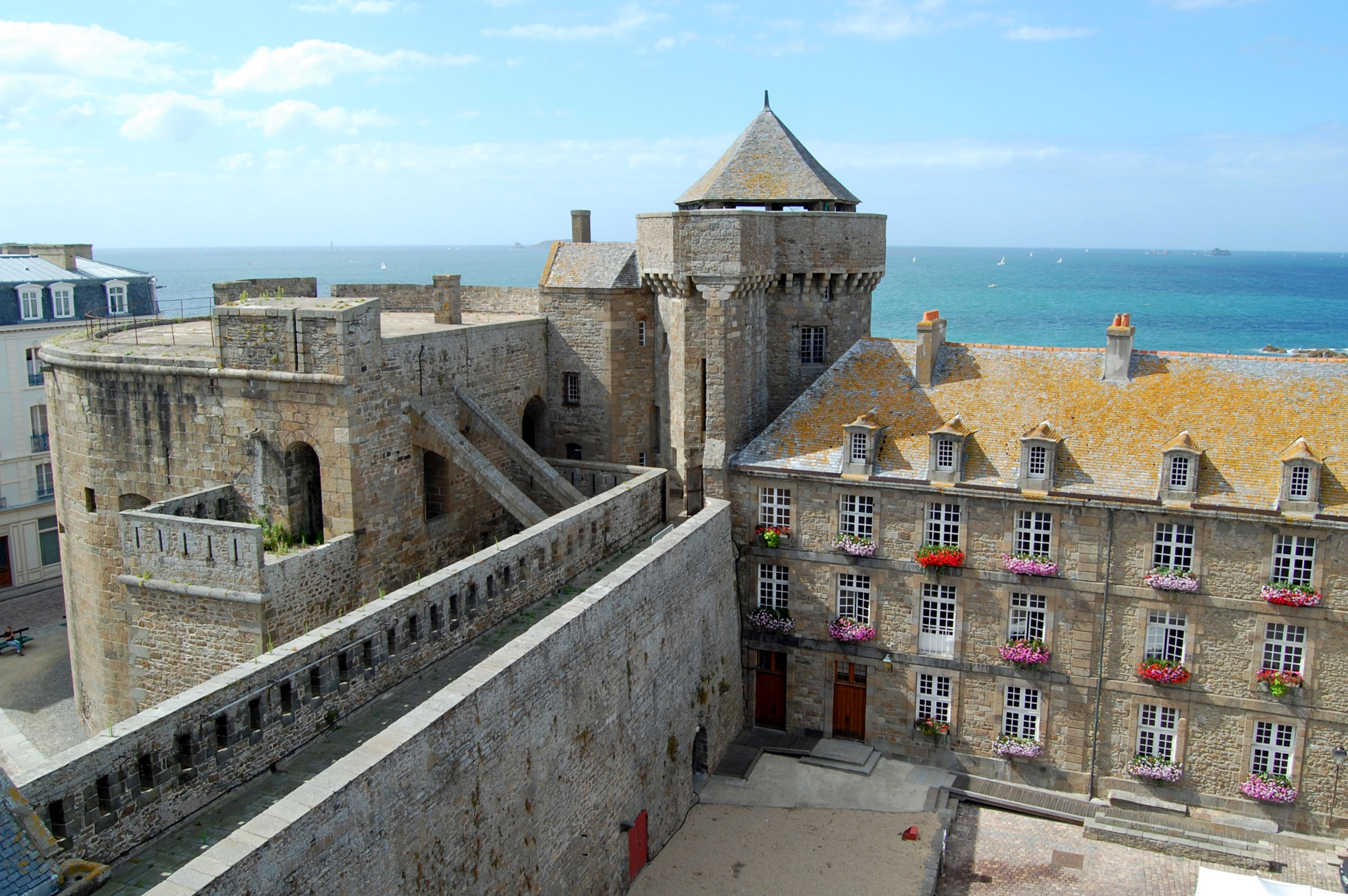
サンマロ城とキ・カン・グロニュ塔
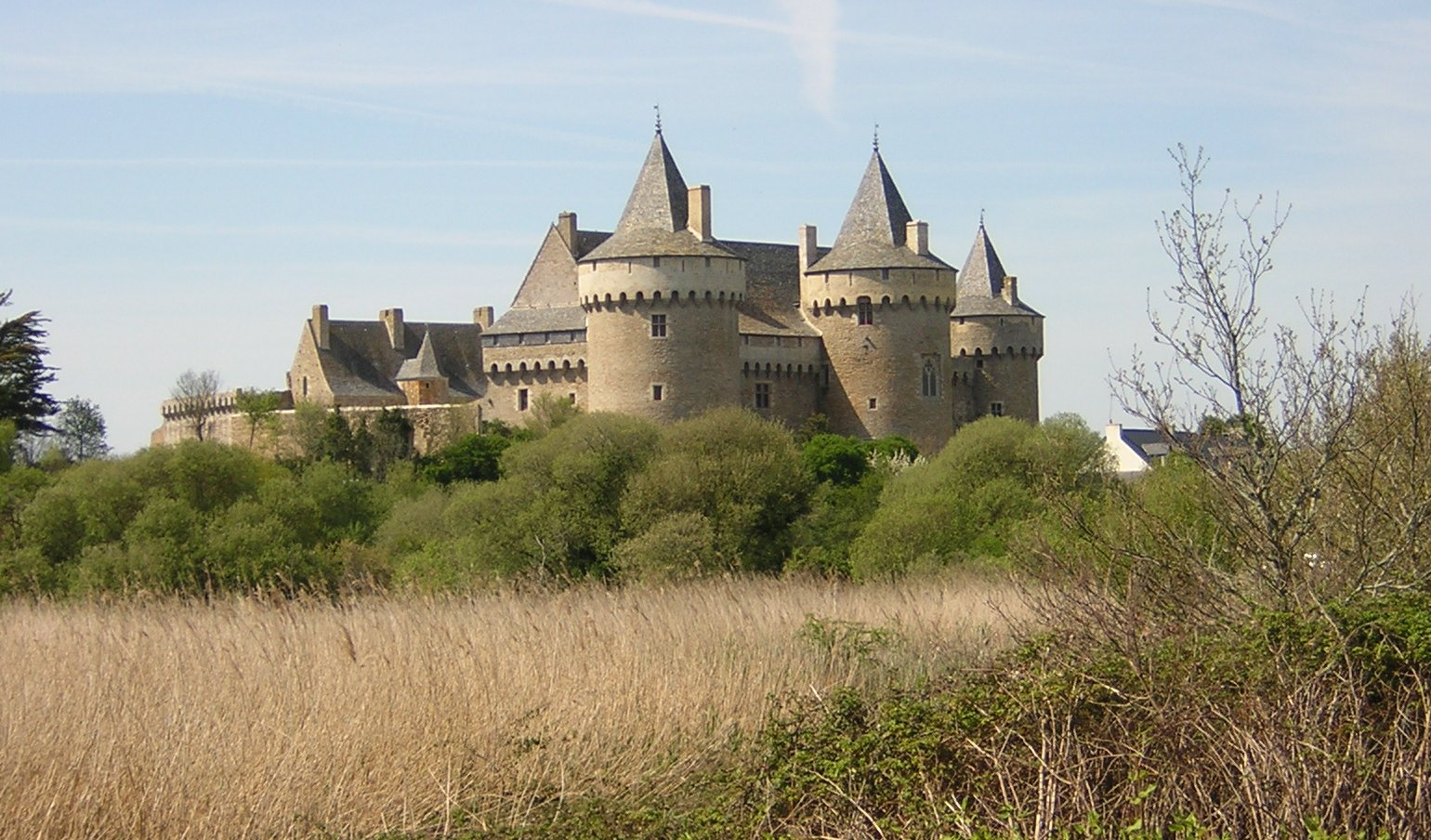
シュシニオ城
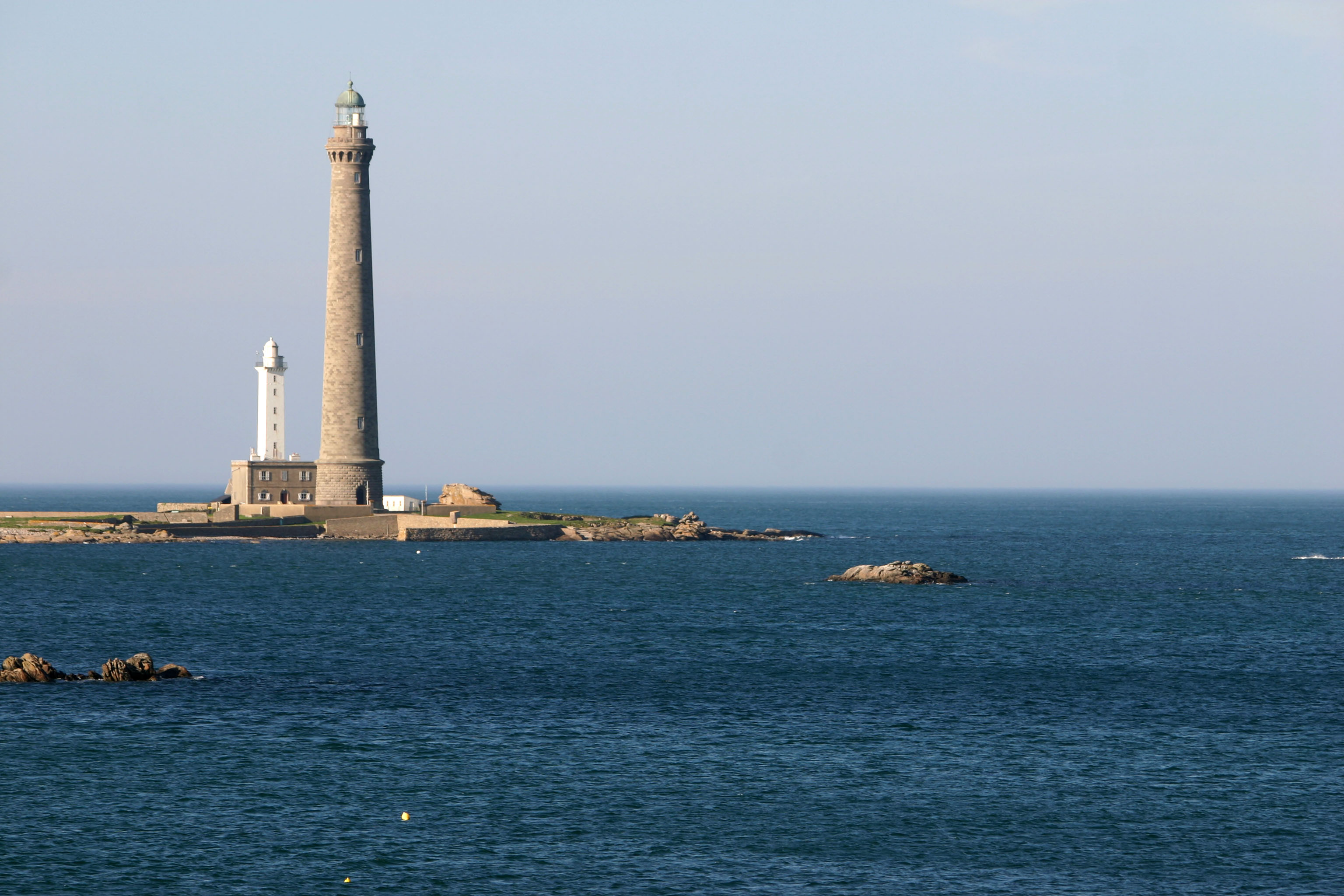
ヴィエルジュ島の灯台
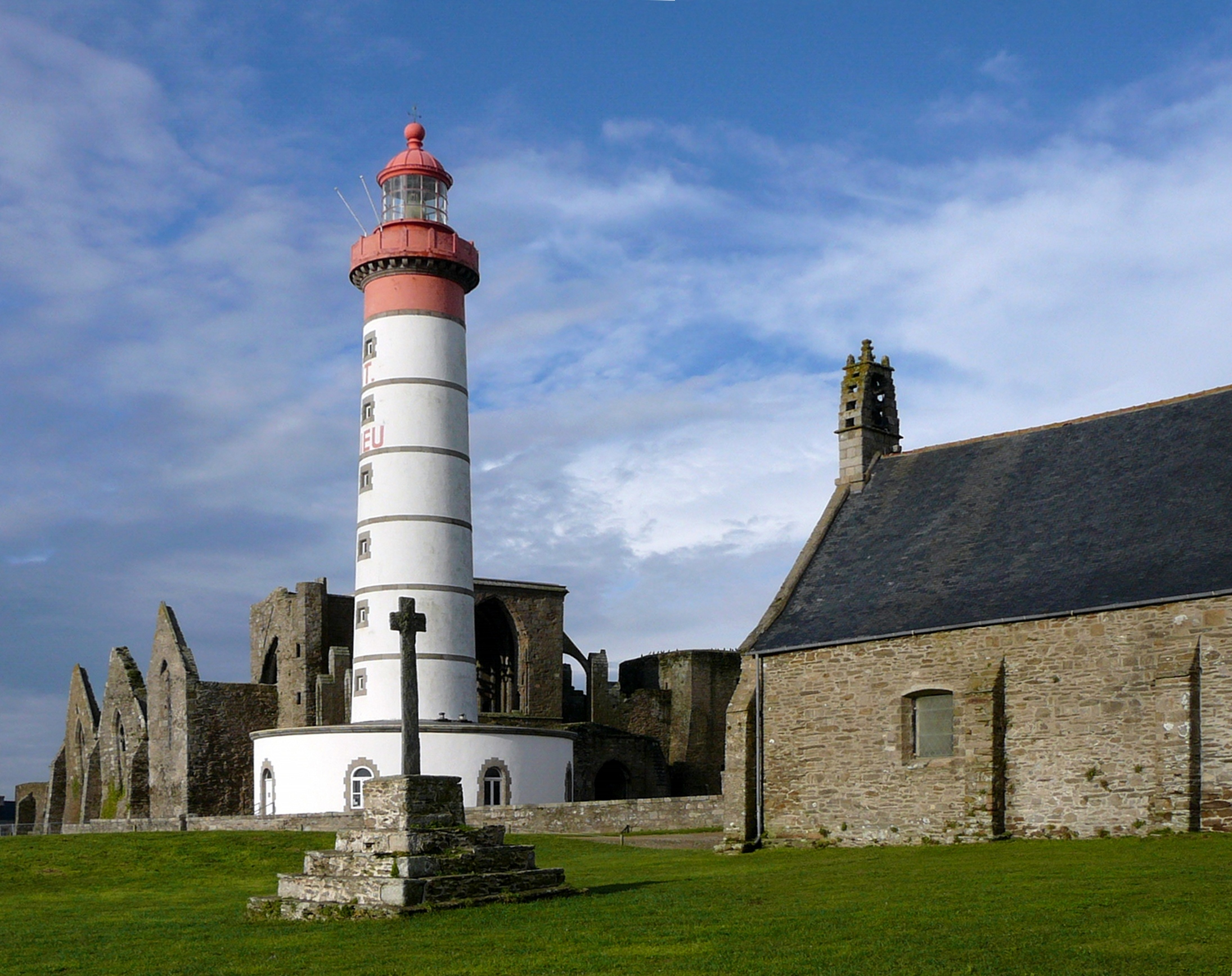
修道院とサン＝マチュー灯台
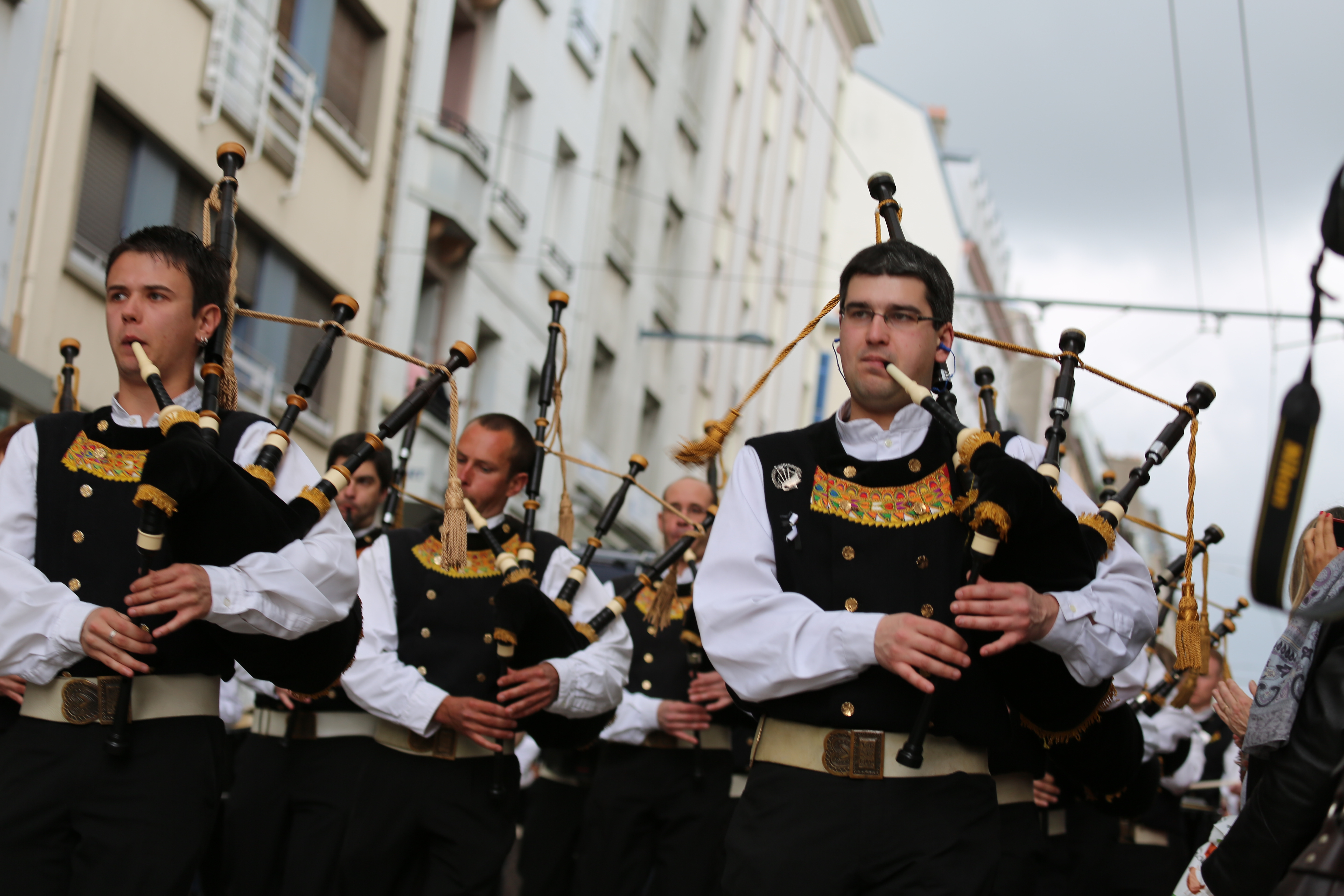
カンペール出身のバガド、Ar Meilhoù Glaz
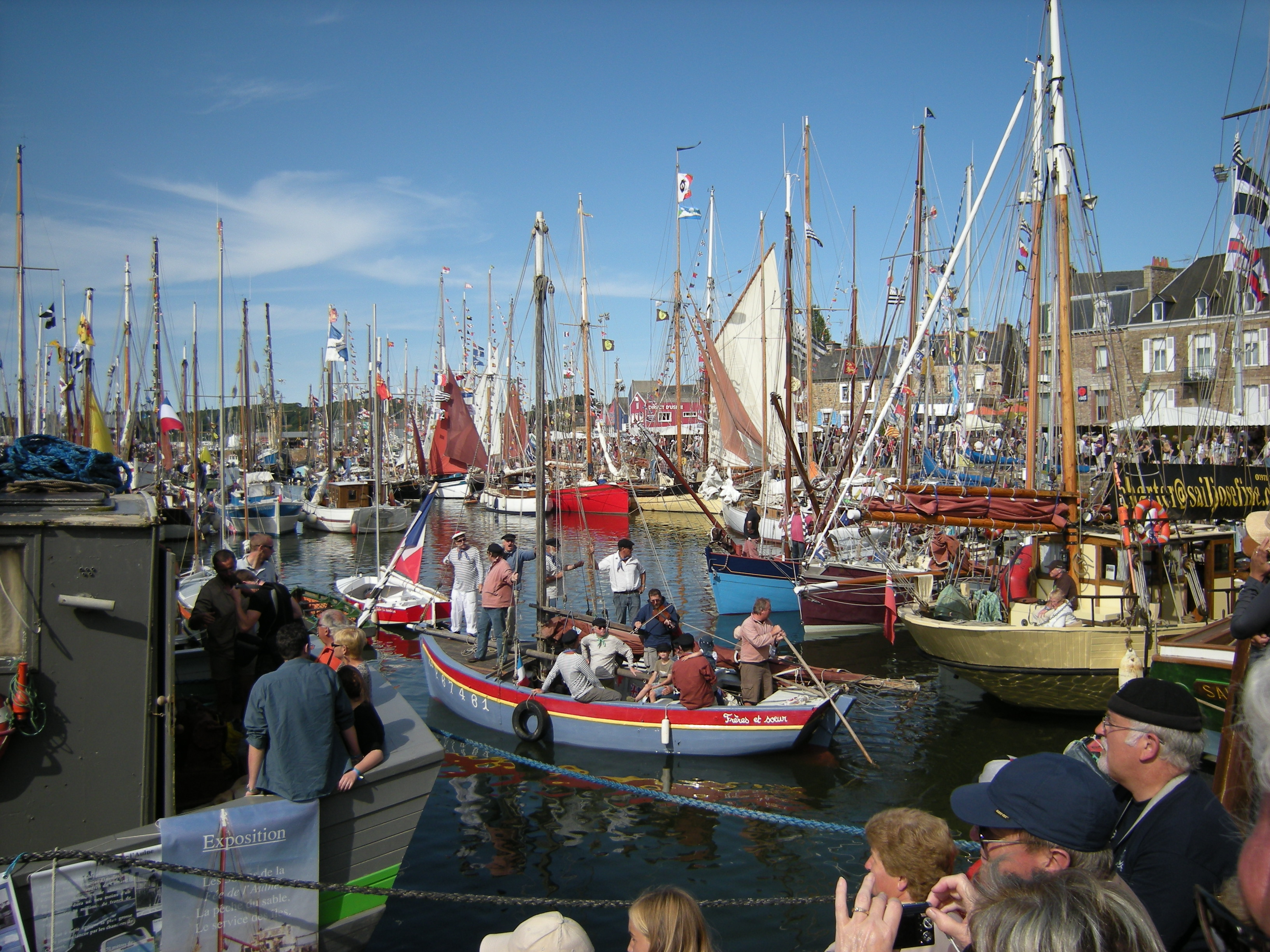
パンポルのシャン・ド・マラン・フェスティヴァル
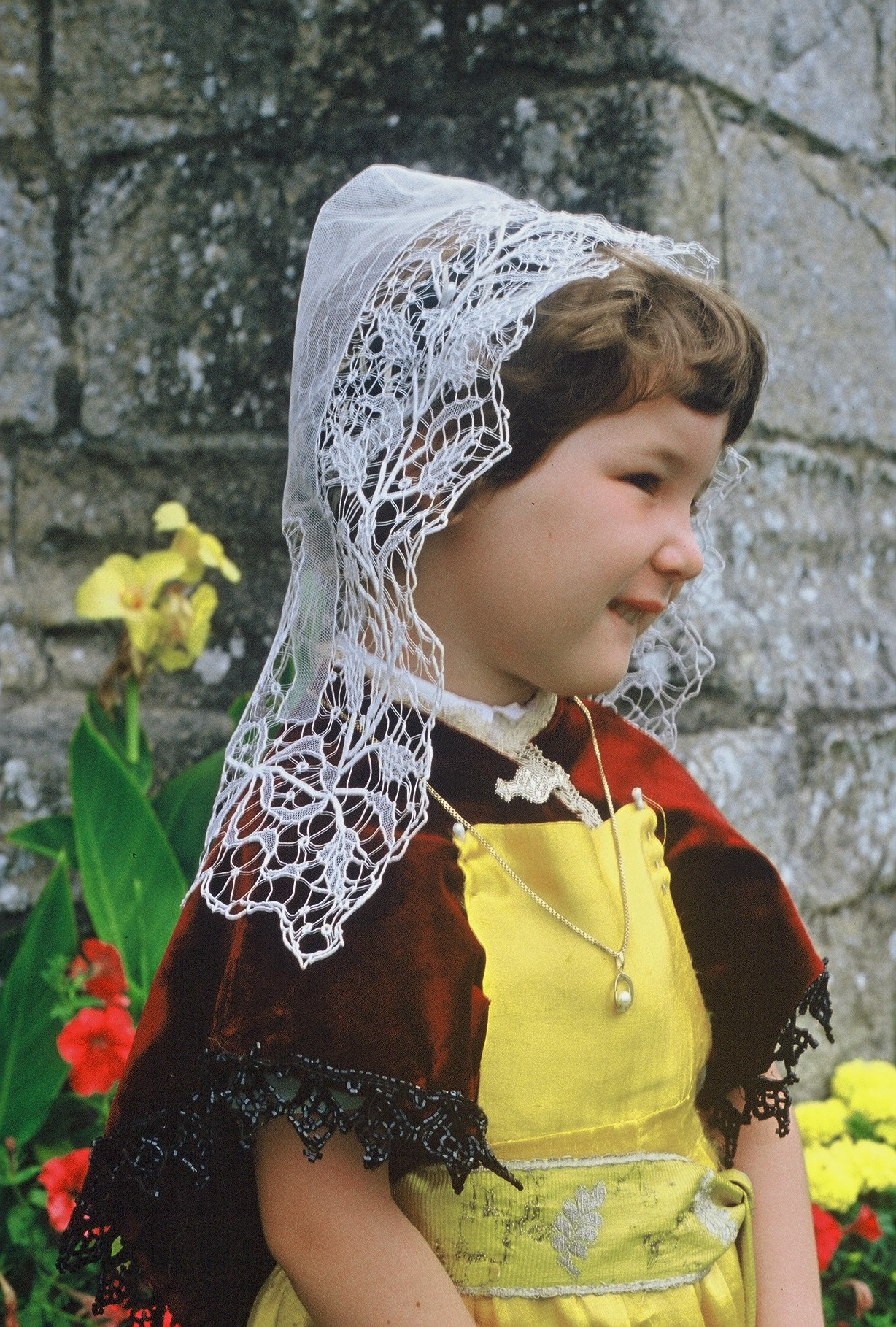
バ＝シュル＝メールのブルトン頭飾り